# Basilique Notre-Dame-des-Enfants de Châteauneuf-sur-Cher
Pour les articles homonymes, voir Basilique Notre-Dame et Notre-Dame.
La basilique Notre-Dame-des-Enfants de Châteauneuf-sur-Cher est un édifice religieux du XIXe siècle situé à Châteauneuf-sur-Cher, bâti à l'initiative de l'abbé Jacques-Marie Ducros au moyen d'une souscription adressée aux enfants.

## Histoire
Nommé curé de Châteauneuf-sur-Cher en 1861, l'abbé Ducros y découvre une église en ruine. Pour la reconstruire, il décide une souscription, en demandant « deux sous » à chaque enfant en échange de quoi il promet de prier pour lui la Vierge Marie. Il reçoit en retour beaucoup de « deux sous », mais aussi beaucoup de lettres, dont une écrite par une fillette de dix ans, habitant Semur-en-Brionnais :

« Vous nous annoncez, Monsieur le Curé, que le nouveau sanctuaire que vous élevez sera dédié à Notre-Dame des Enfants. Quel beau nom ! La Sainte Vierge, invoquée sous ce titre, se plaira à combler l'enfance des grâces les plus abondantes. »

De là naît l'idée du nom, et en 1866, la confrérie de Notre-Dame des Enfants est créée. Elle est érigée en archiconfrérie par un bref apostolique du pape Pie IX le 21 janvier 1870.
Le 29 août 1869, la première pierre de l'église est bénie par Mgr Charles-Amable de La Tour d'Auvergne-Lauraguais, archevêque de Bourges. Les plans des fondations sont établis par Édouard Marganne, architecte de Vendôme, et ceux de l'élévation sont dus à M. Auclair, architecte à Bourges. Les travaux sont dirigés par Frère Hariolf (Pierre Fayolle), (1825–1910), directeur de l'École des frères de Châteauneuf,. Le gros œuvre est terminé en 1879, et l'aménagement intérieur en 1886.
En 1896, le pape Léon XIII érige le sanctuaire en basilique. Elle est consacrée le 24 avril 1898.
La basilique elle-même est inscrite aux Monuments historiques depuis 1983,.

## Description
La basilique Notre-Dame-des-Enfants s'élève rue du Château à Châteauneuf-sur-Cher ; elle est de style néogothique.
Longue de quatre-vingts mètres, elle est haute de vingt et un mètres sous les clés de voûte ; sa grande nef est bordée de deux rangées de colonnes élancées et comporte onze travées. La basilique est prolongée par la chapelle Notre-Dame des Enfants.

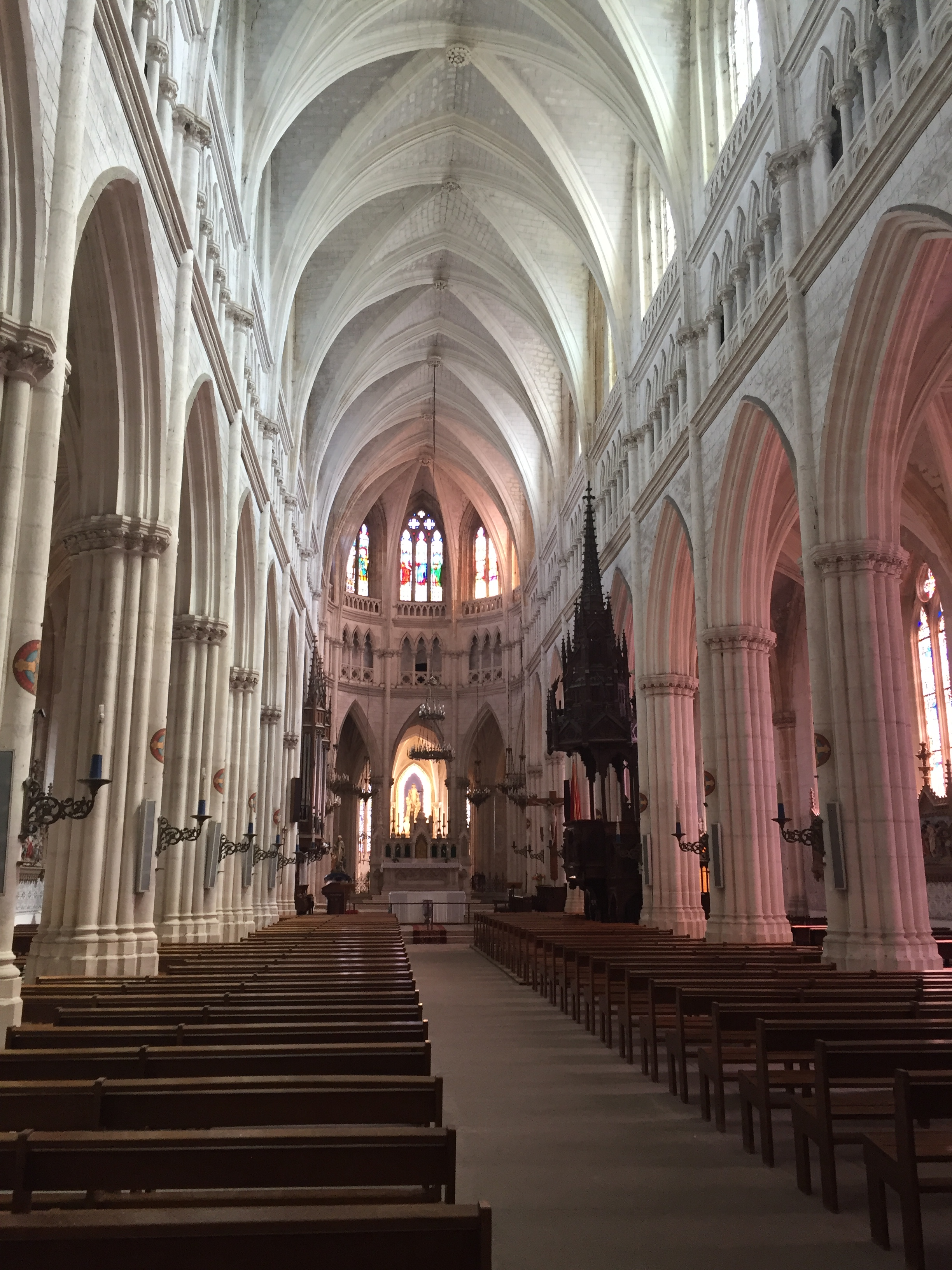
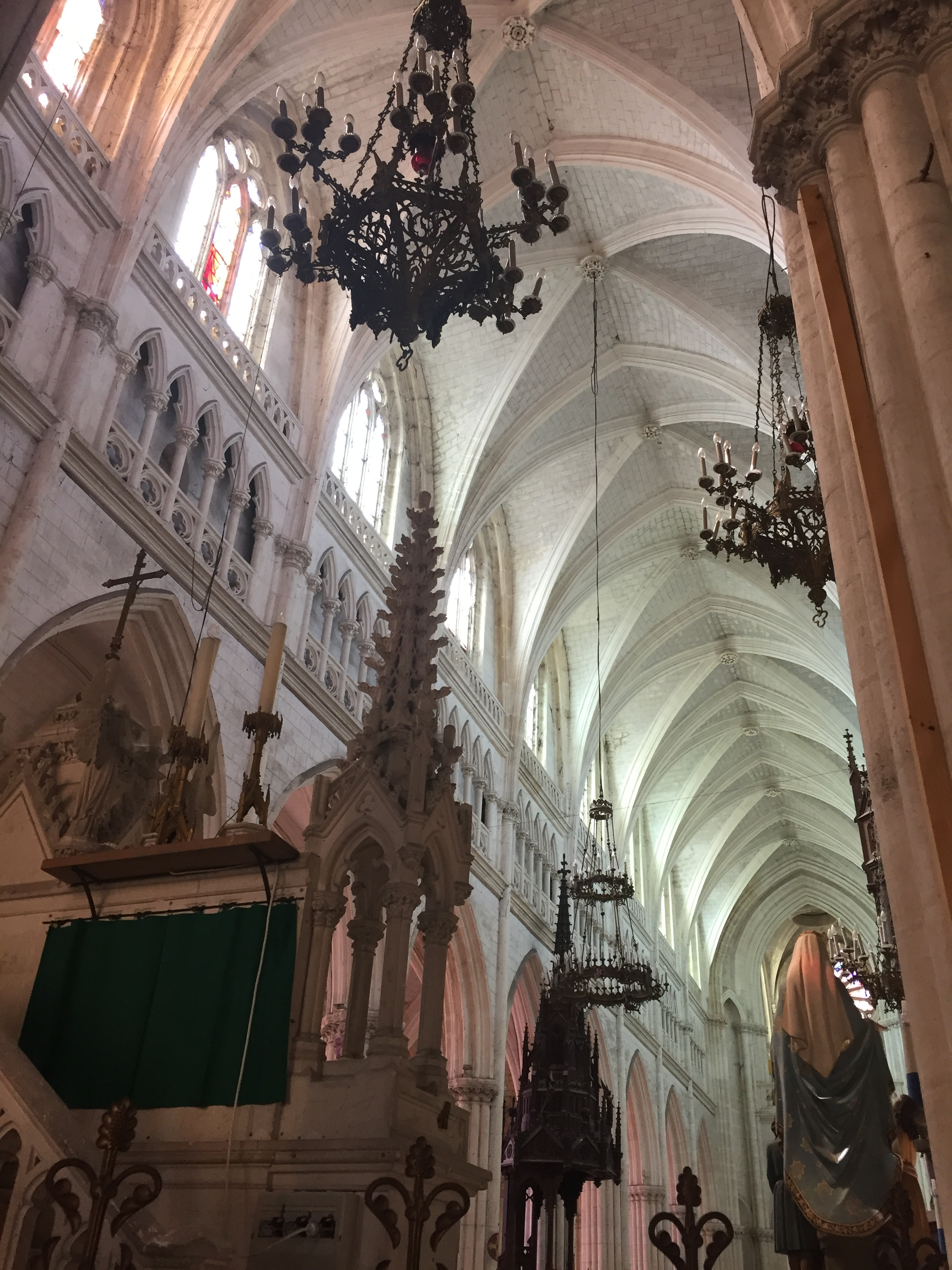
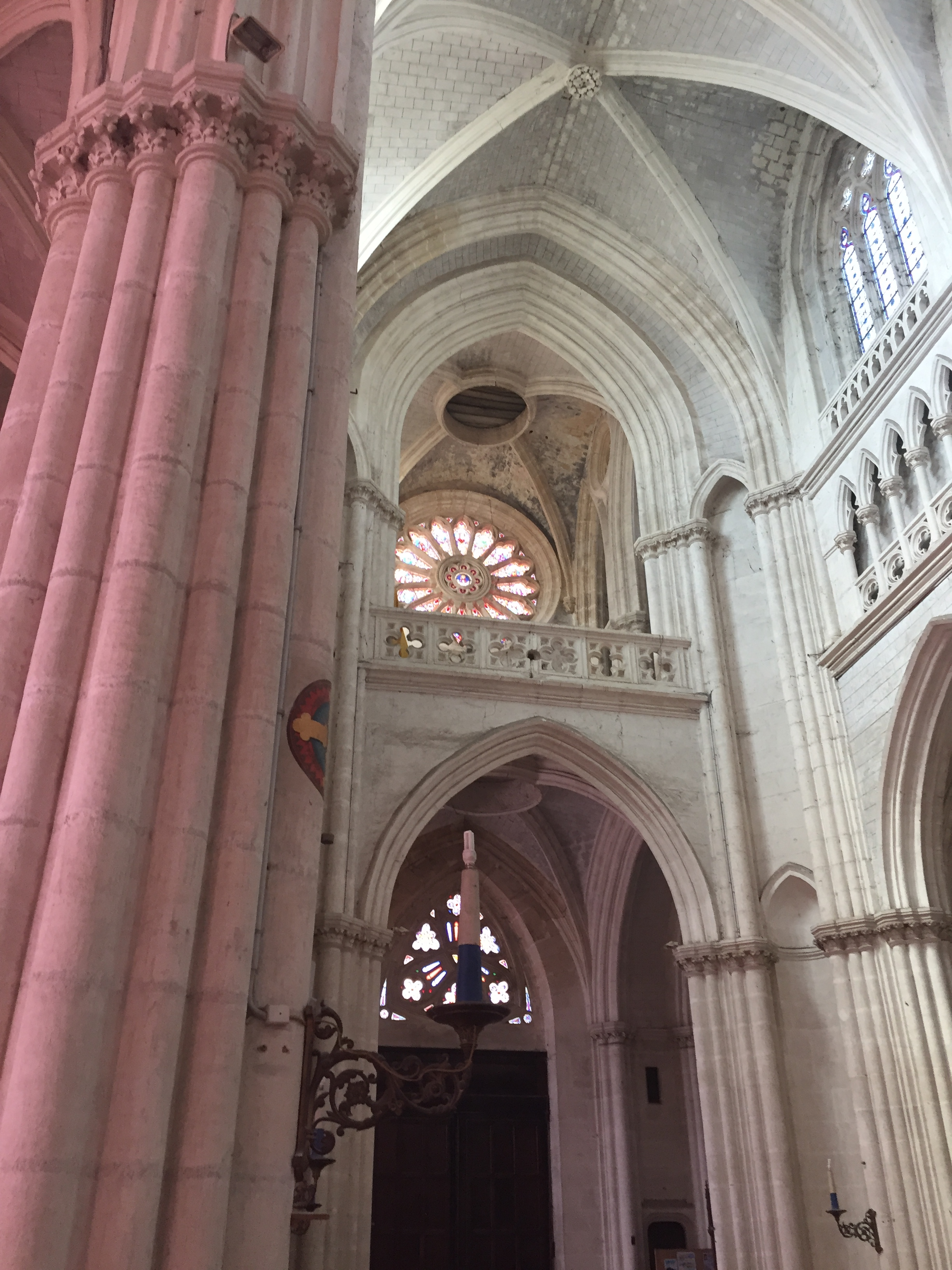
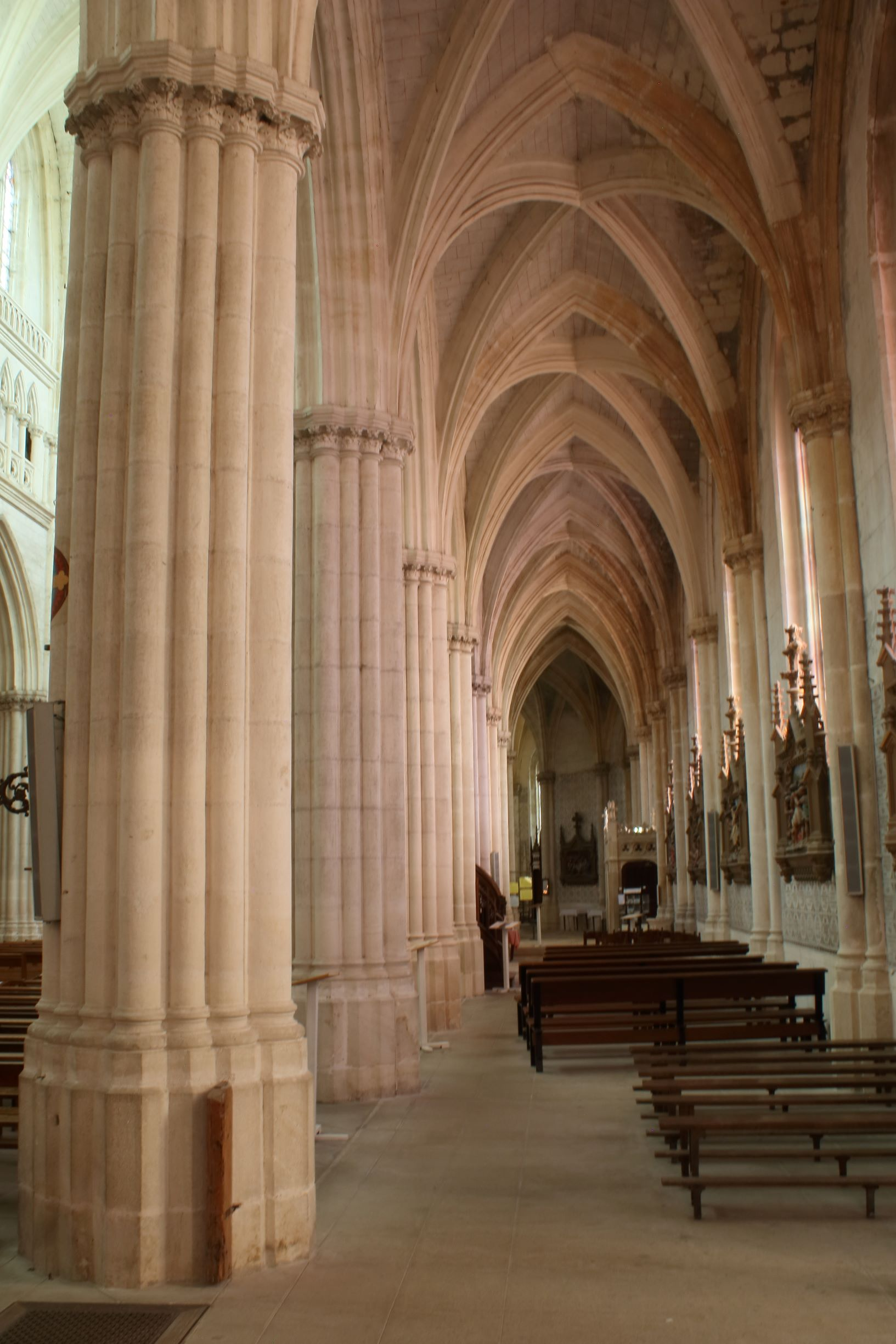
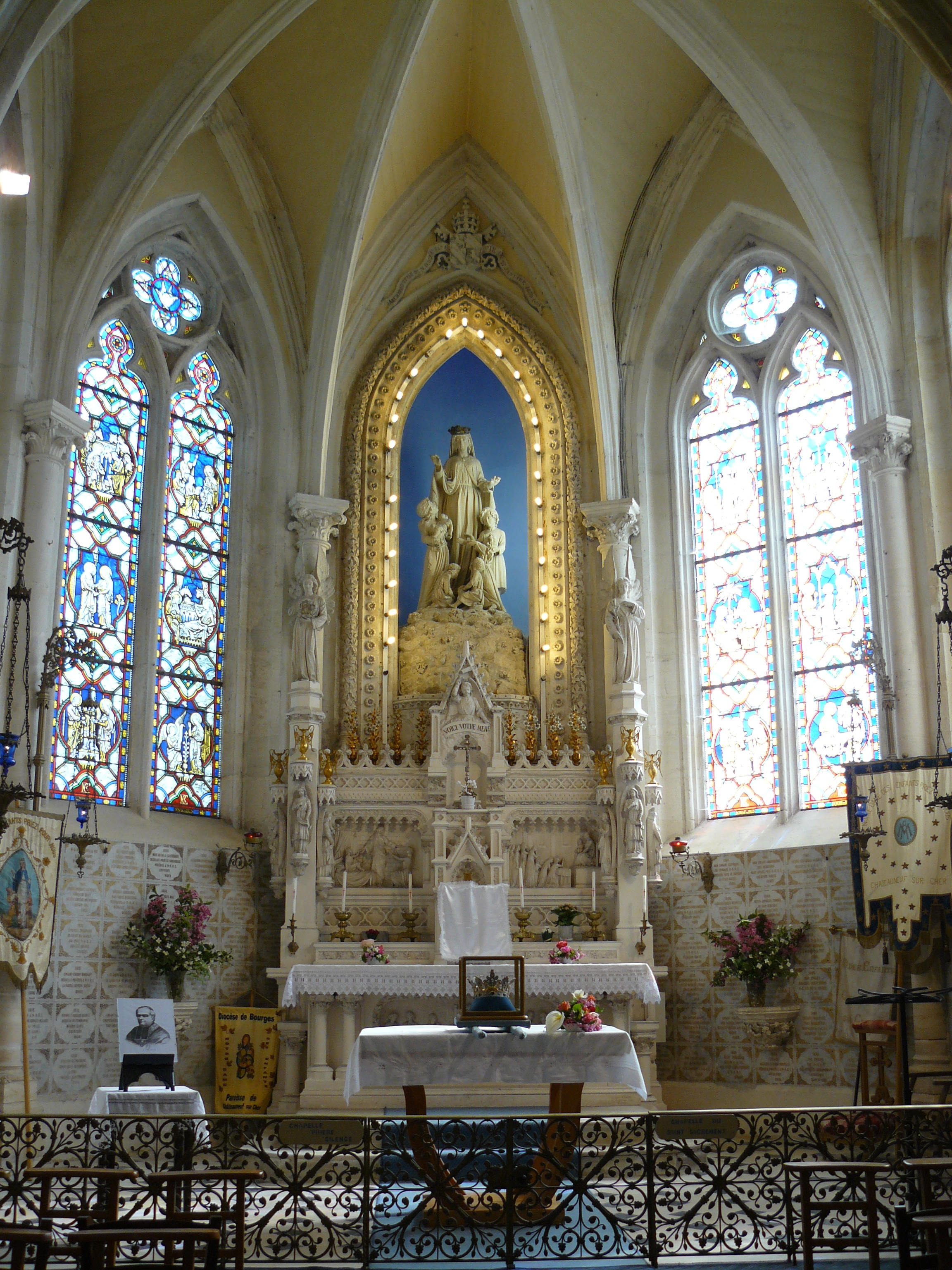

### Sculptures du portail
L'architecte Auclair a eu recours au sculpteur Caussé à Bourges pour disposer vingt-et-une statues ou groupes sculptés dont trois dominantes, quatre majeures avancées sur les contreforts du portail central et quatorze dans les embrasements des portails latéraux.
La statuaire de la basilique Notre-Dame des Enfants est choisie en rapport avec l'enfance : Vincent de Paul, Jean-Baptiste de La Salle, Antoine de Padoue, Solange de Bourges, patronne du Berry, Jacques de Zébédée, Louis de Gonzague, Germaine de Pibrac, Osmond de Sées, Laurent de Rome, Symphorien d'Autun, saint Louis IX, Jean Berchmans, Thérèse d'Avila, Stanislas Kostka, Blaise de Sébaste.

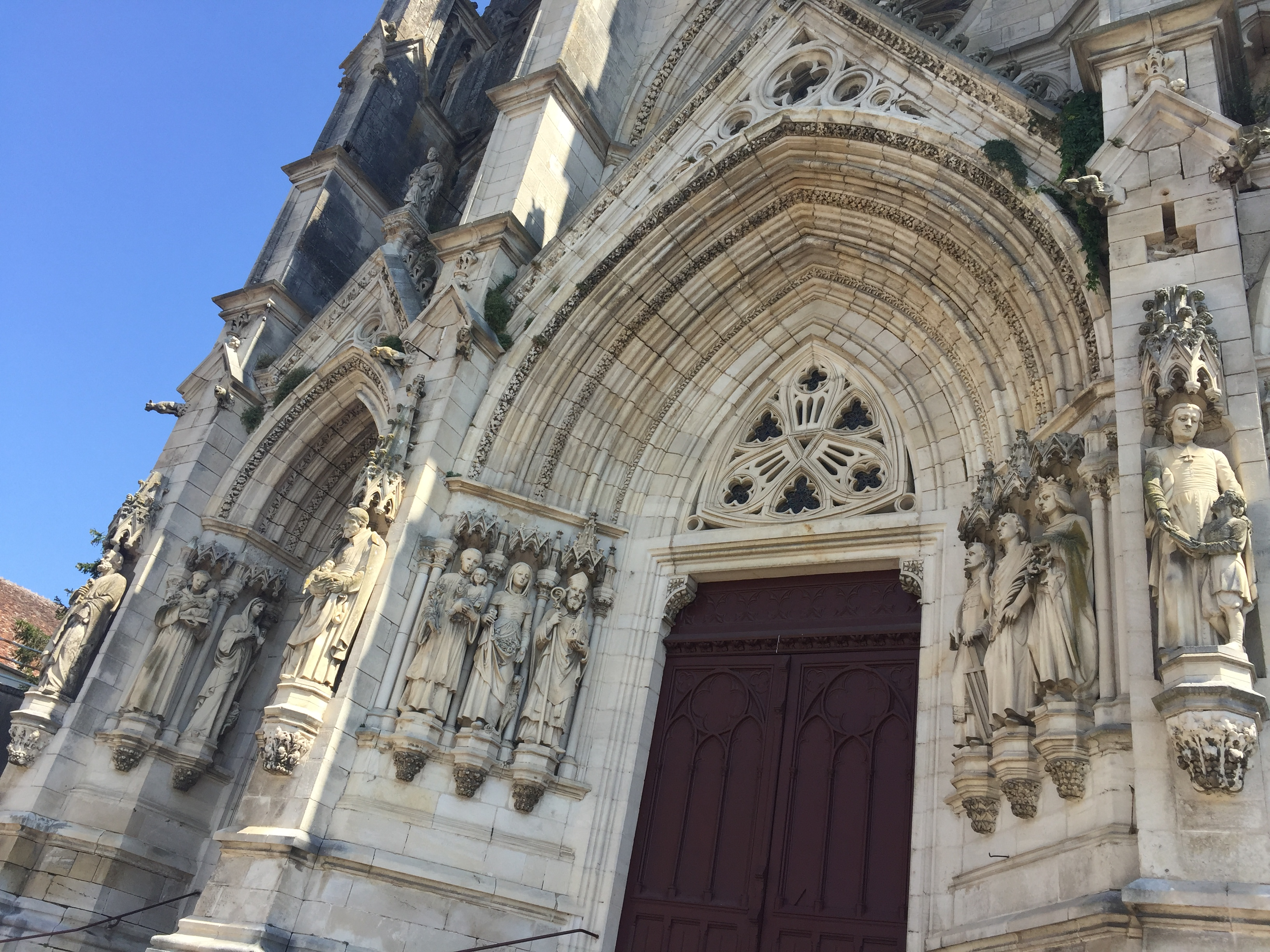
Le tympan du portail.
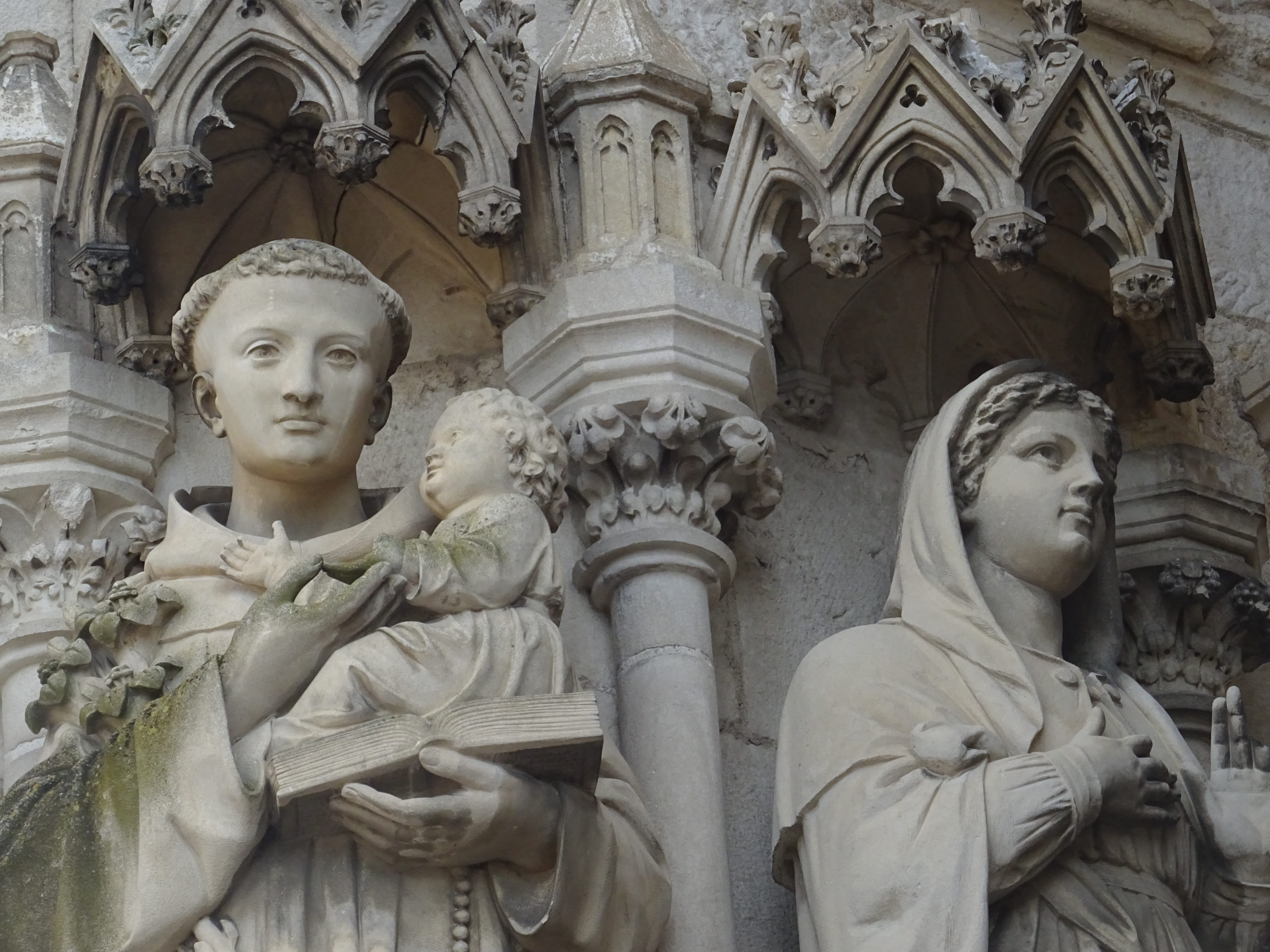
Statue de saint Antoine de Padoue.
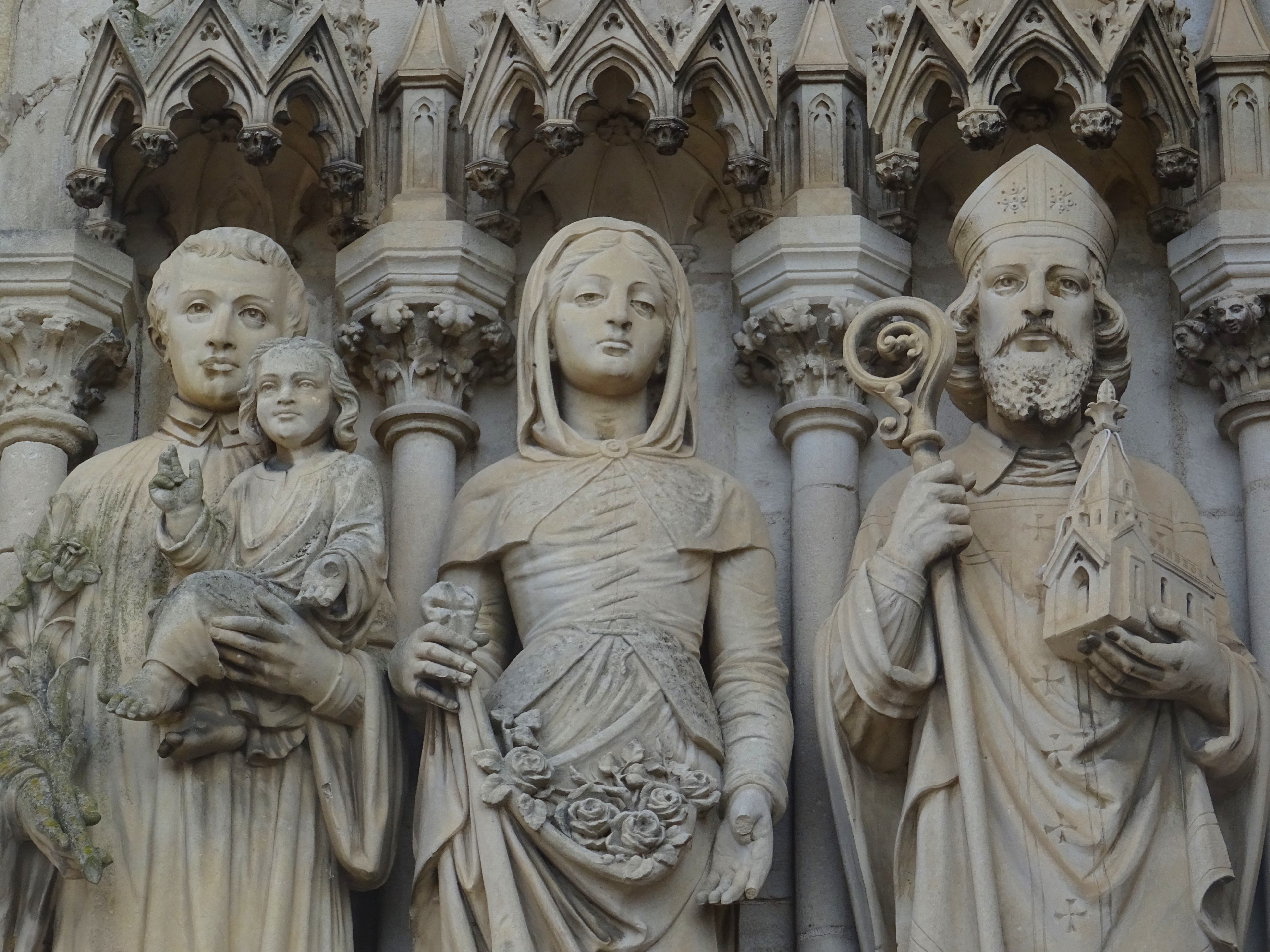
Statue de trois saints.

### Chœur
Le maître autel en pierre sculptée provient des Ateliers de Saint-Savin (Vienne). La face est occupée par un bas-relief représentant le repas d'institution de l'Eucharistie. La tabernacle est un cabinet doré sur la porte duquel est représenté le bon pasteur avec la brebis égarée sur les épaules. À sa droite et à sa gauche se tiennent les statues des quatre évangélistes. Sur les deux piliers de part et d'autre de l'entrée du chœur, sont en place à gauche une perche munie d'une clochette à son extrémité et, à droite un ombrellino pontifical.

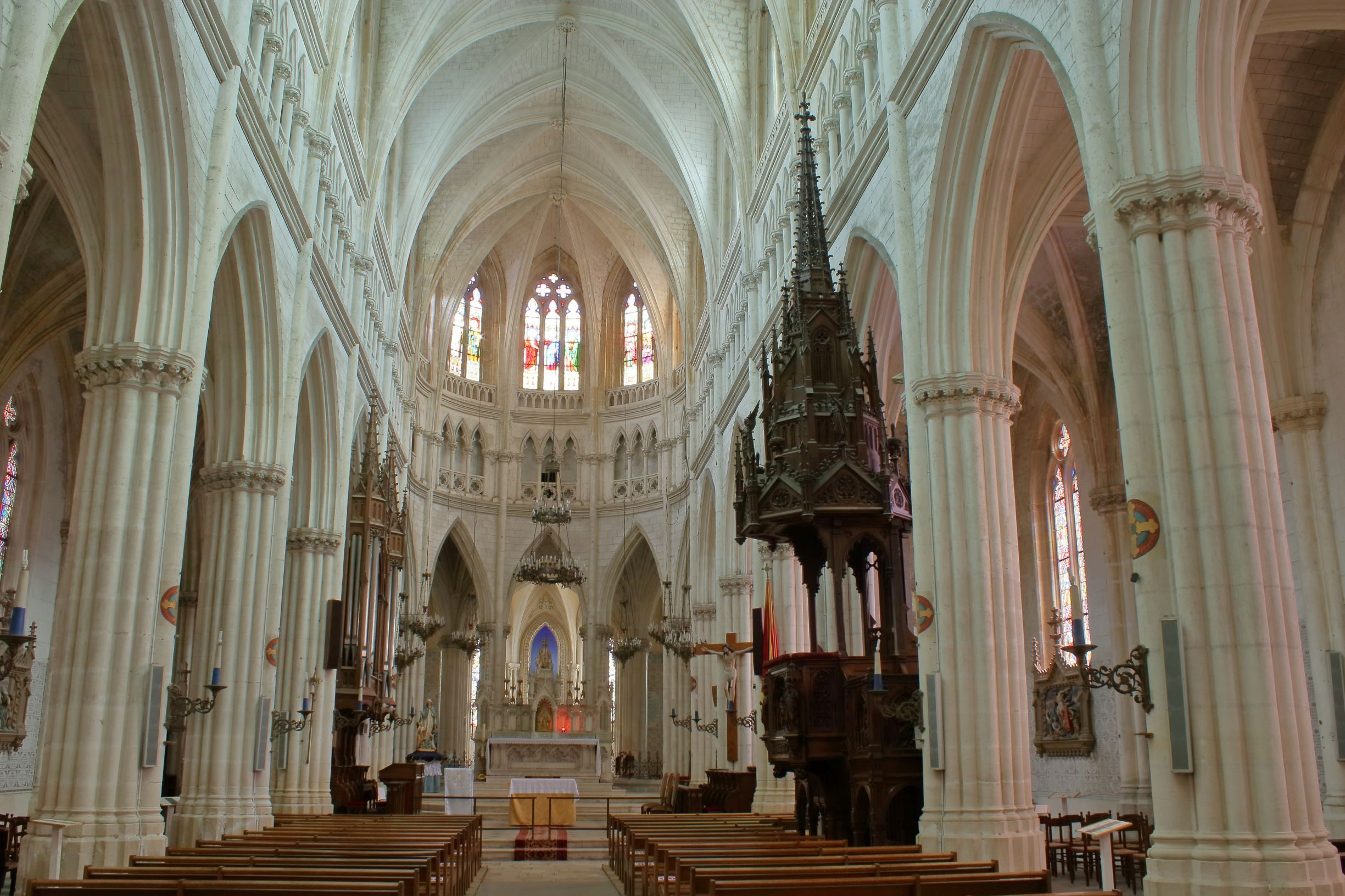
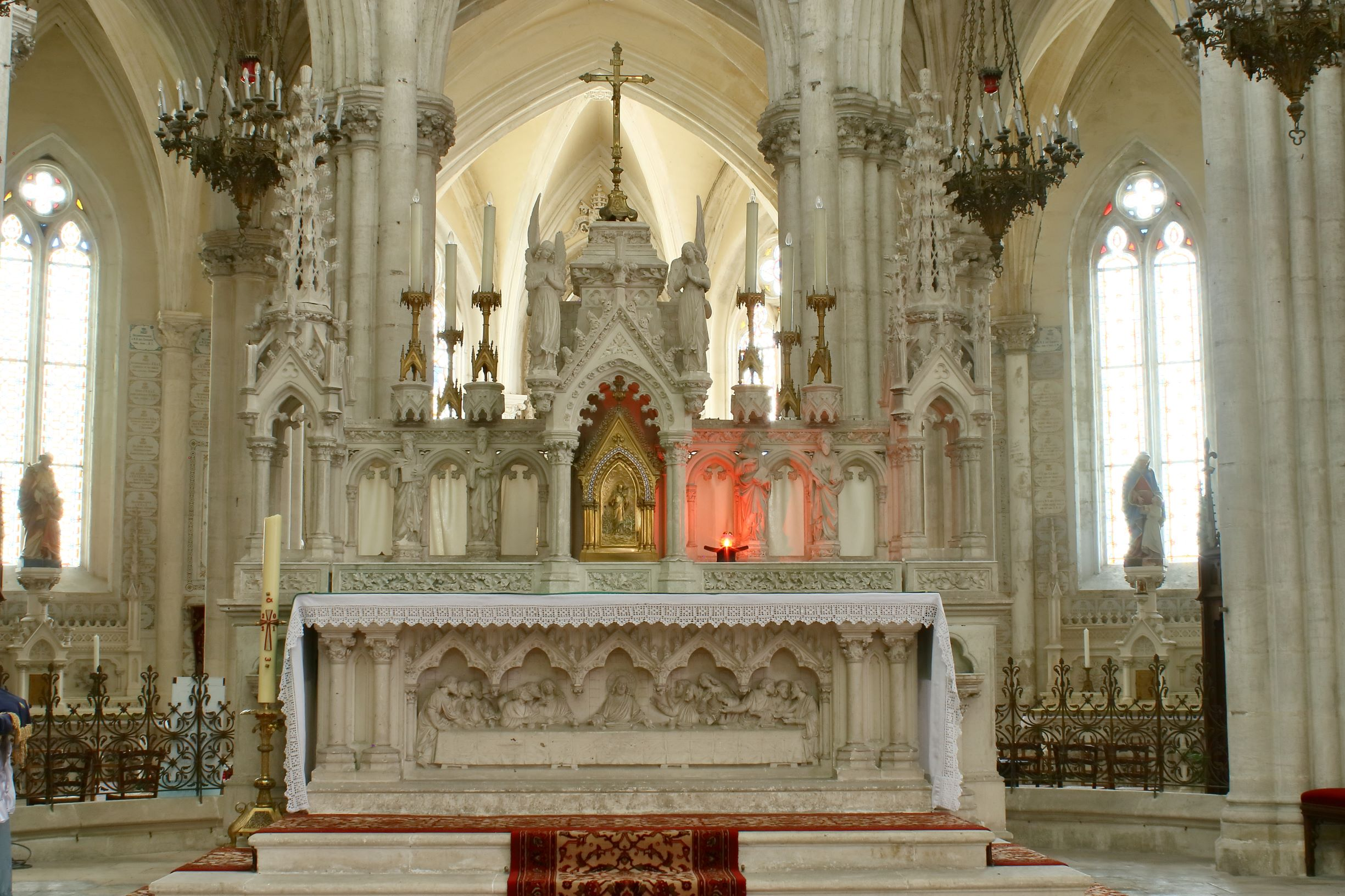
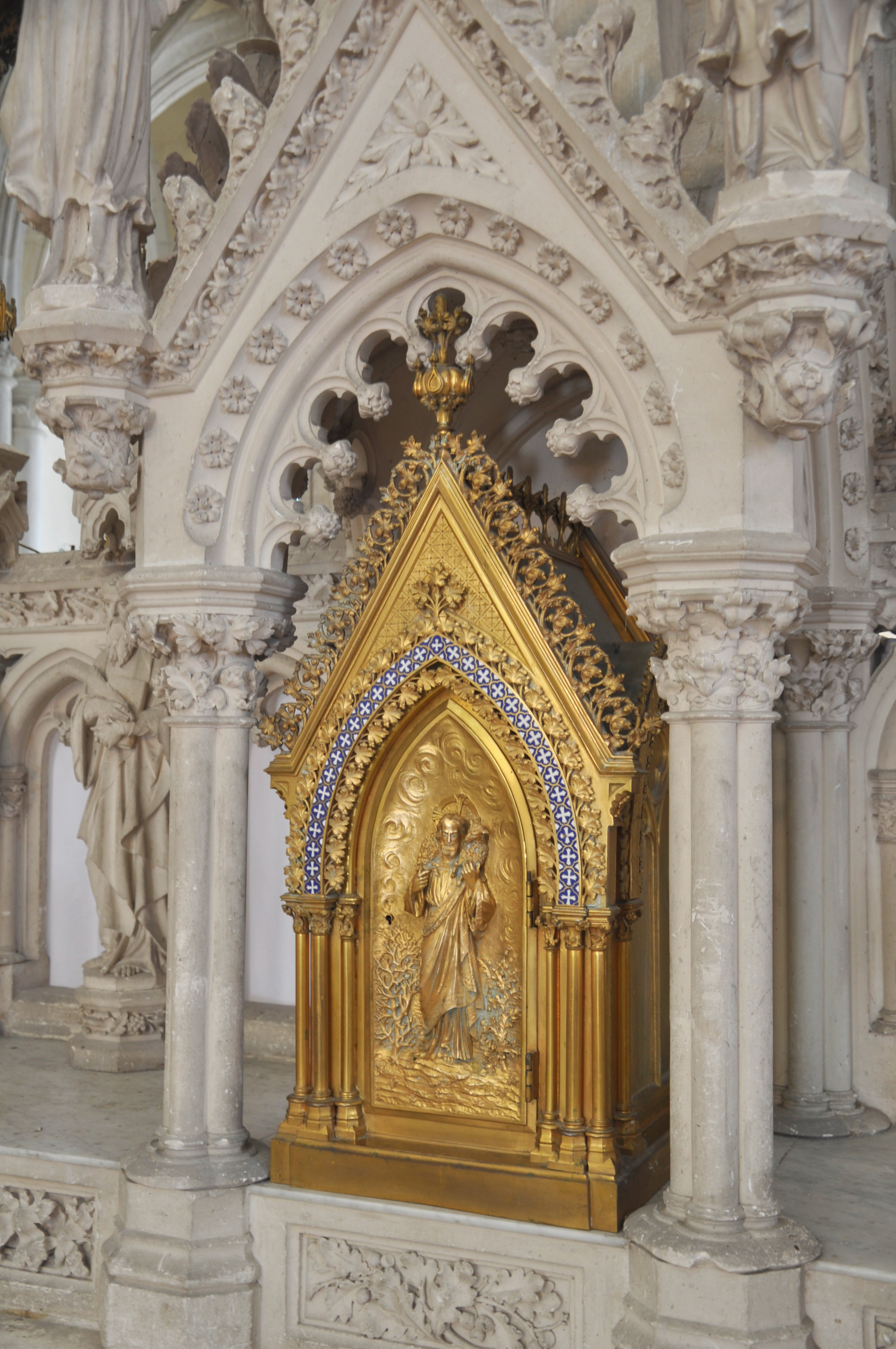

### Chapelle de Notre-Dame des enfants
La chapelle de Notre-Dame des Enfants se trouve au chevet de la basilique. Dans le bas relief de l'autel, la Vierge Marie est assise sur un trône. Des enfants s'approchent. Elle écoute leurs suppliques. Ce thème est également visible au dessus de l'autel. De chaque côté de la Vierge, des petits enfants s'approchent d'elle et s'agenouillent à ses pieds.

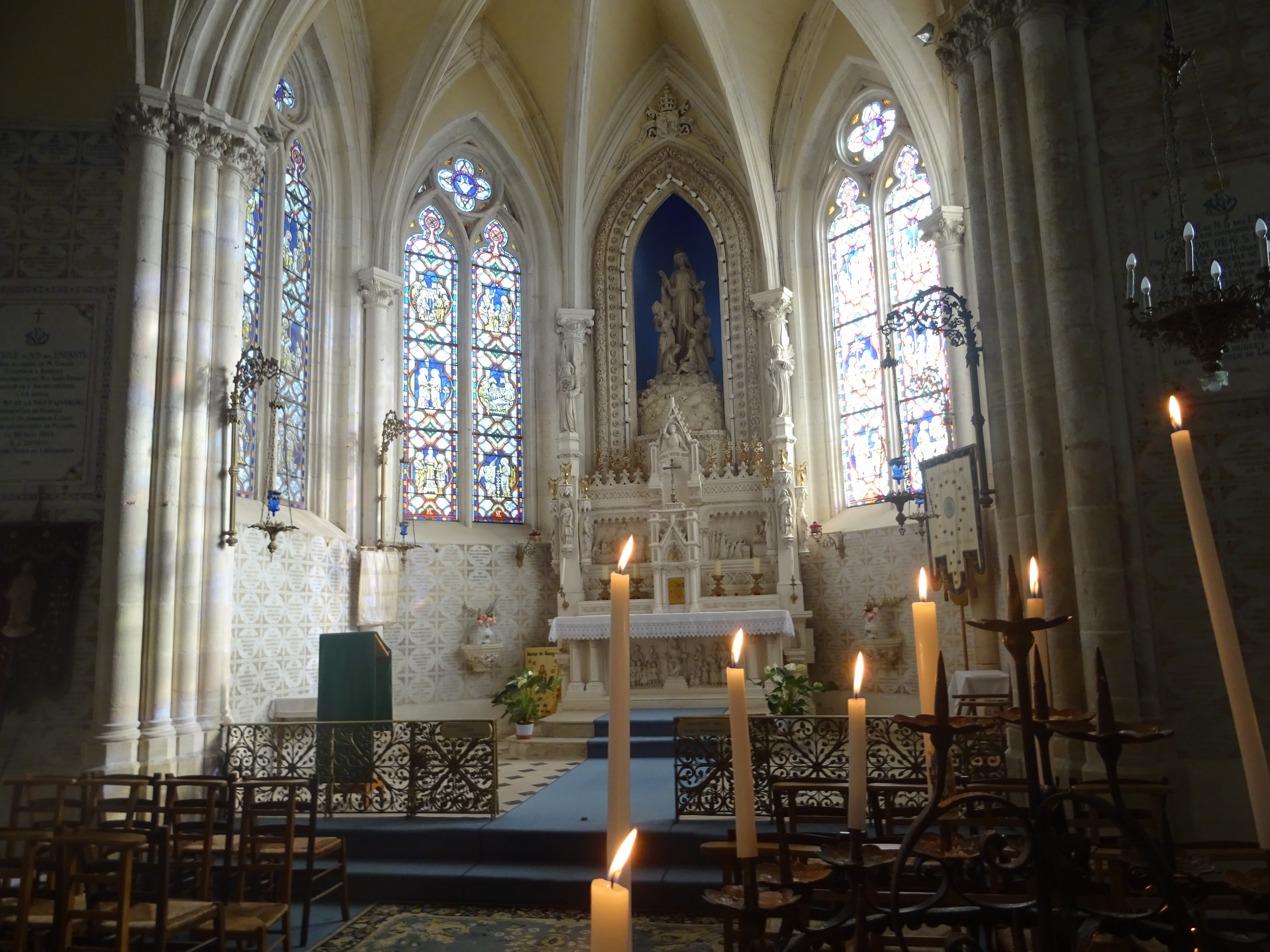
Chapelle de Notre-Dame des Enfants.
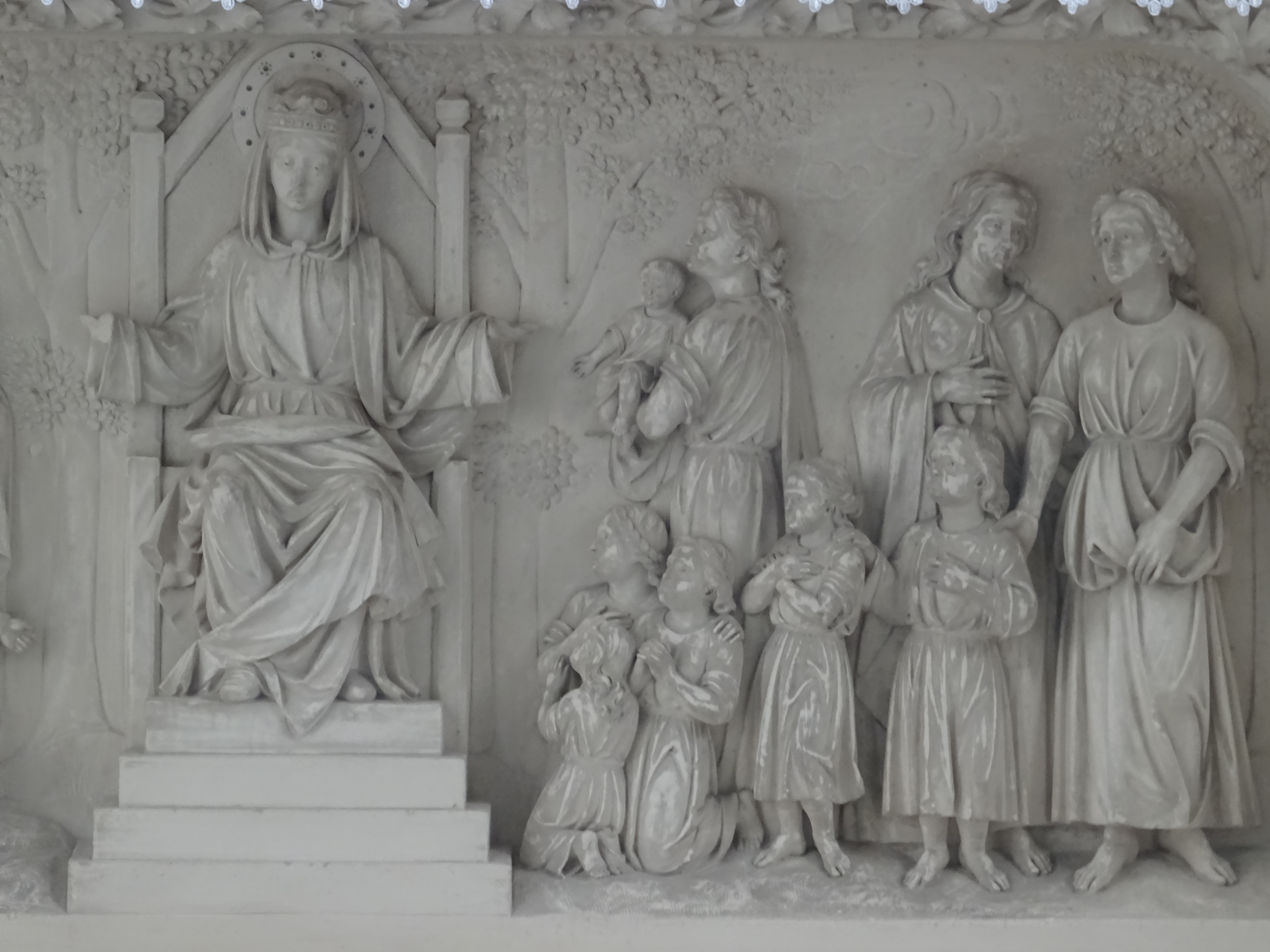
Le bas relief de l'autel dans la chapelle.
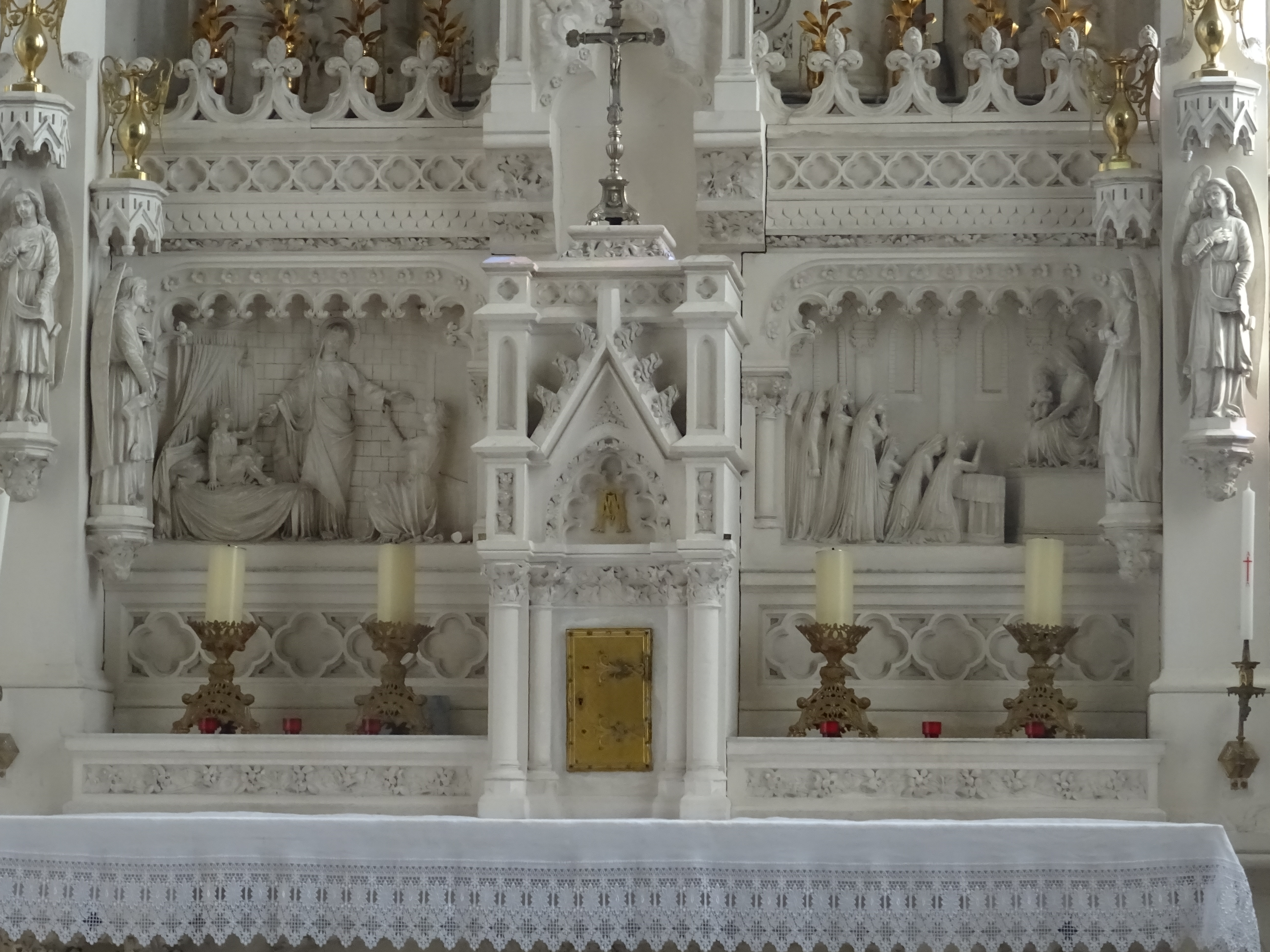
L'autel dans la chapelle.

### Chapelle du Sacré-Cœur
Dans la chapelle dédiée au Sacré-Cœur de Jésus se trouve une statue de sainte Solange de Bourges patronne du Berry et une statue de saint Didier de Vienne.

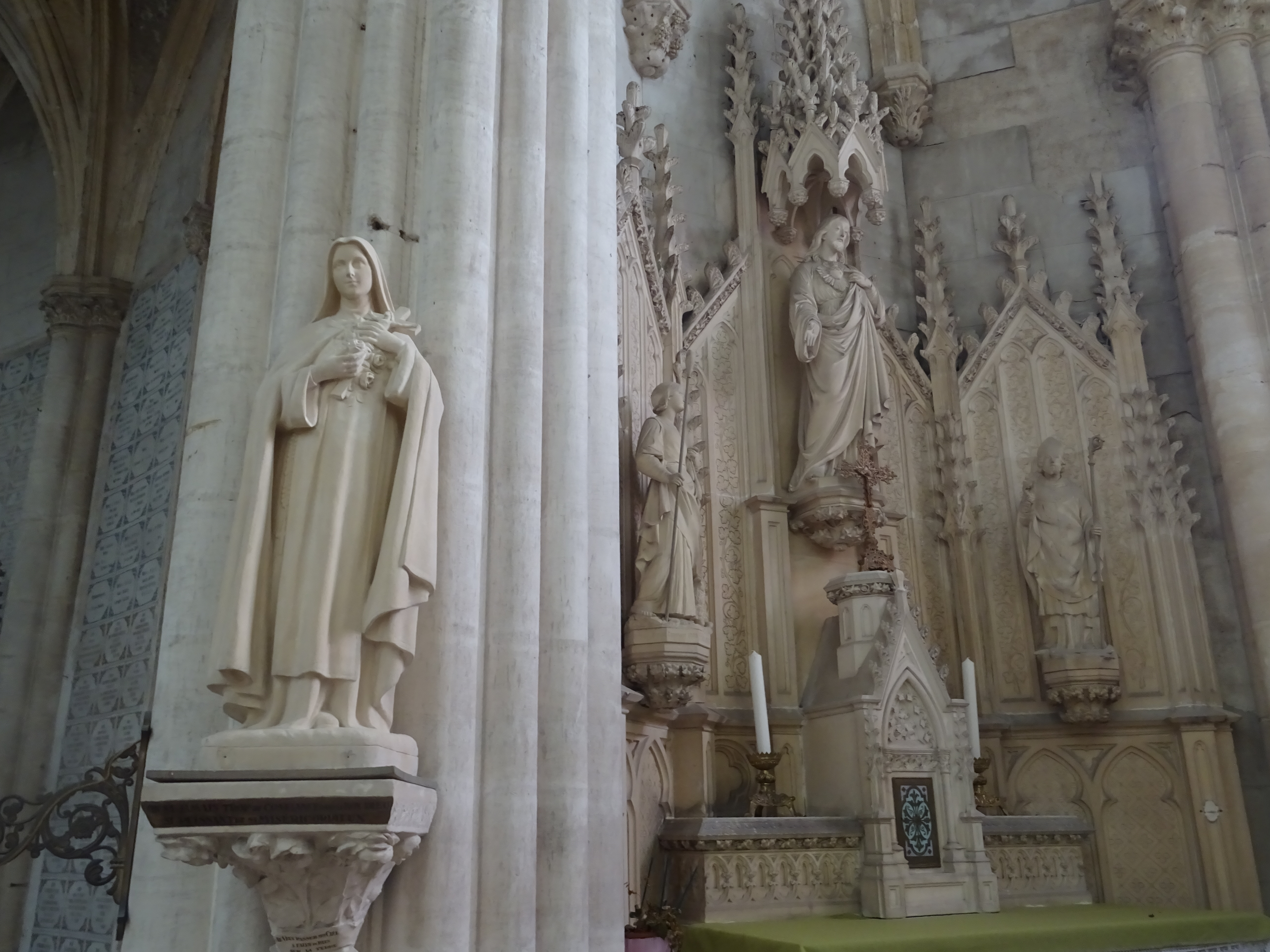
Chapelle du Sacré-Cœur de Jésus.
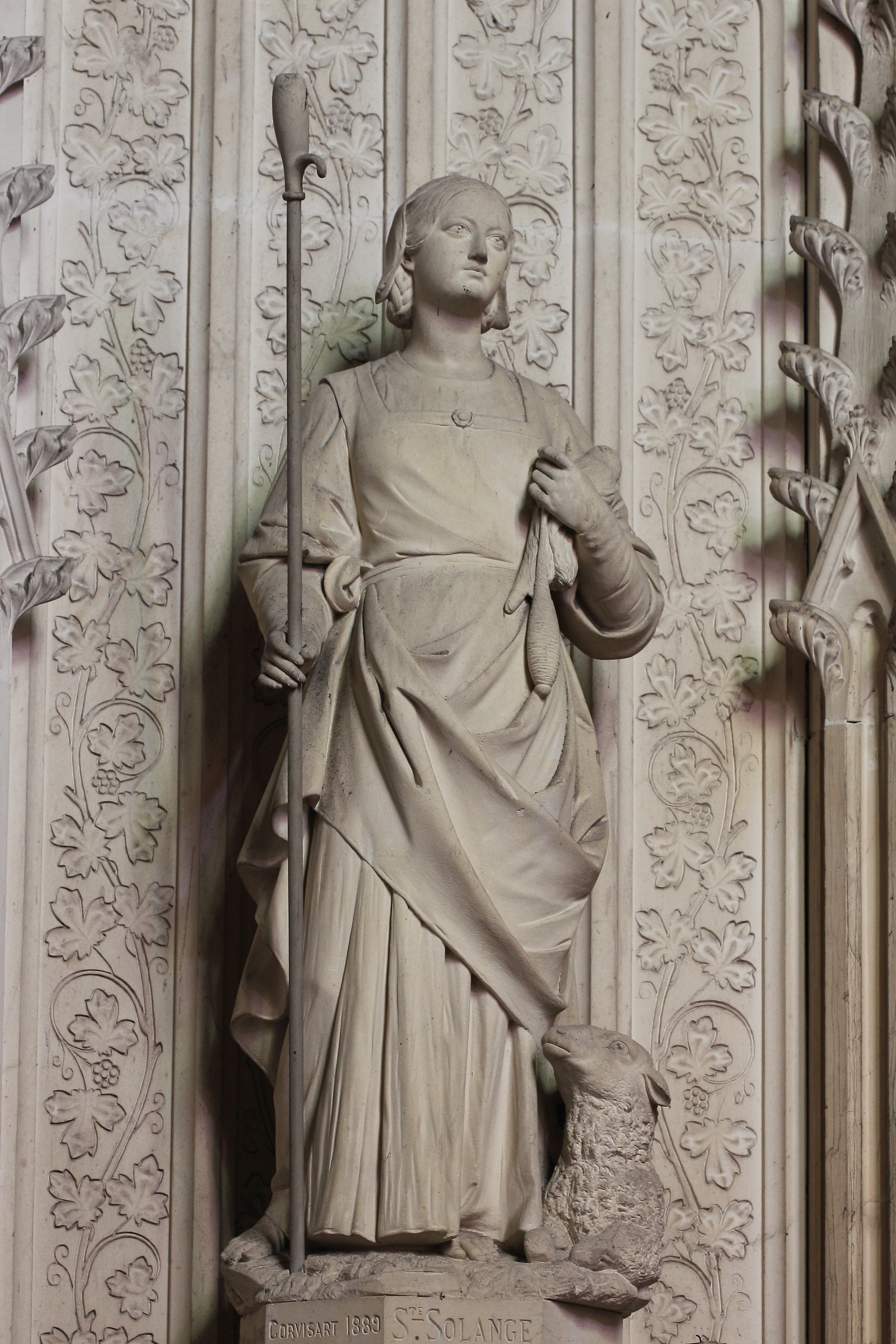
Sainte Solange patronne du Berry.
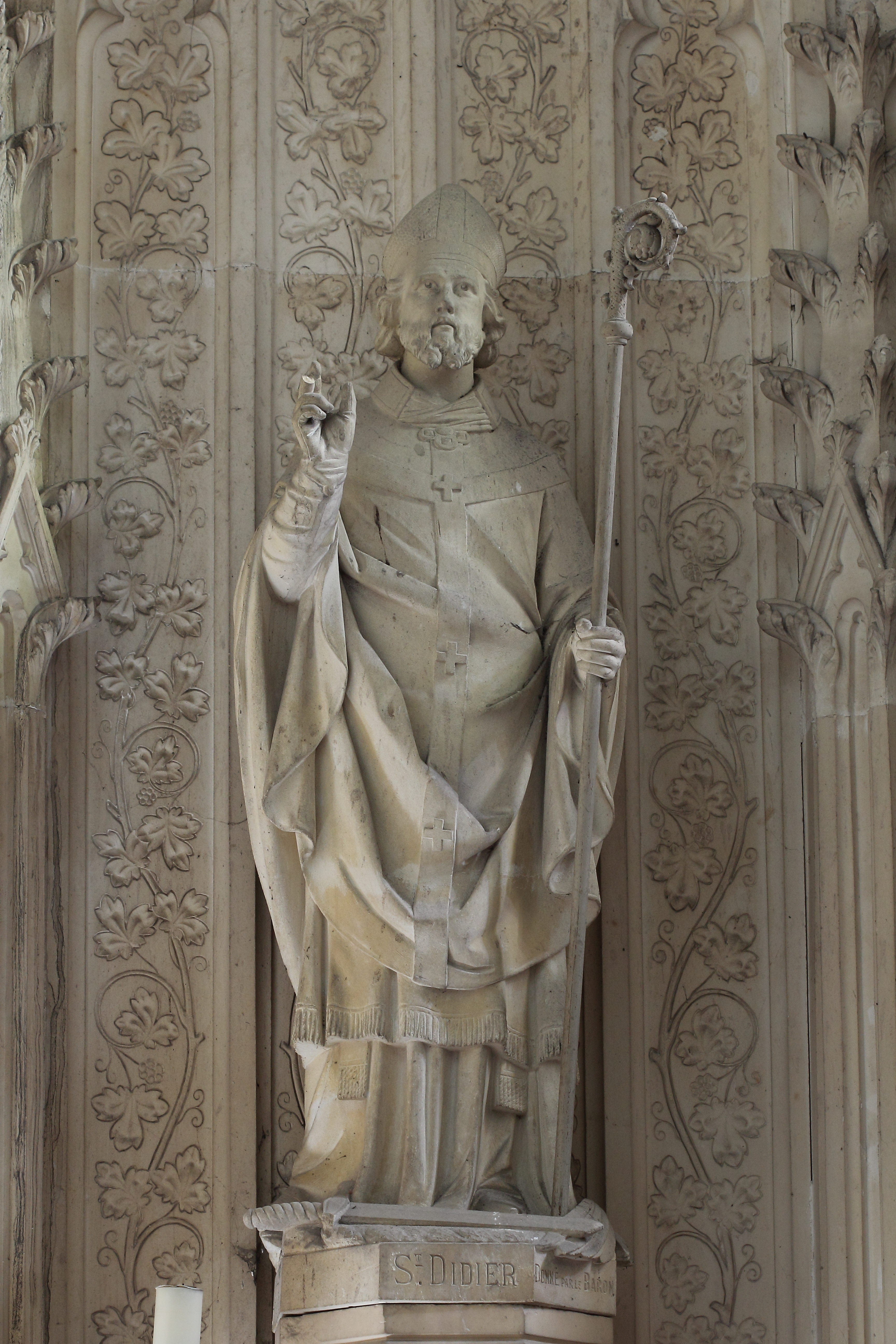
Saint Didier de Vienne, évêque.
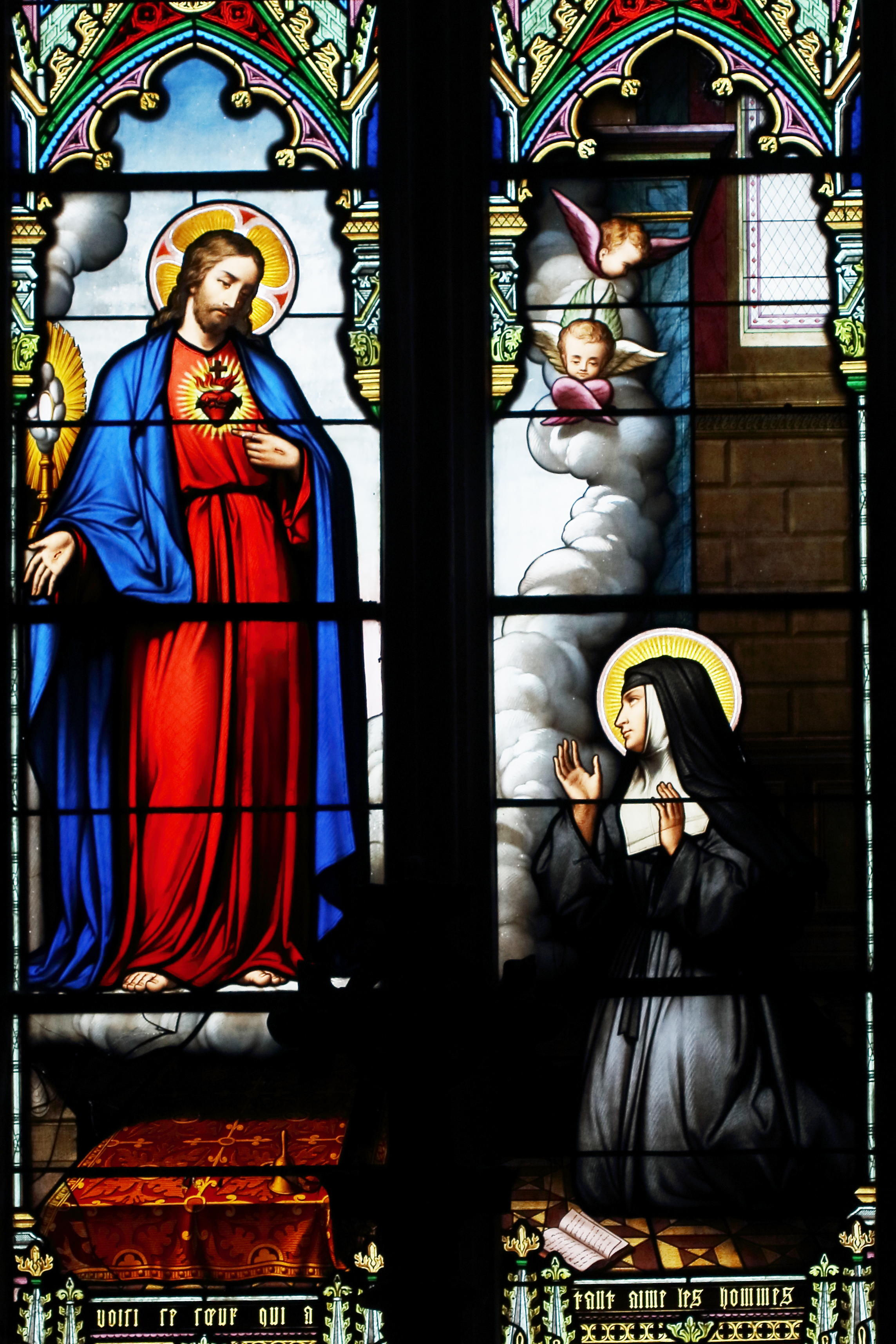
Vitrail du Sacré-Coeur de Jésus.
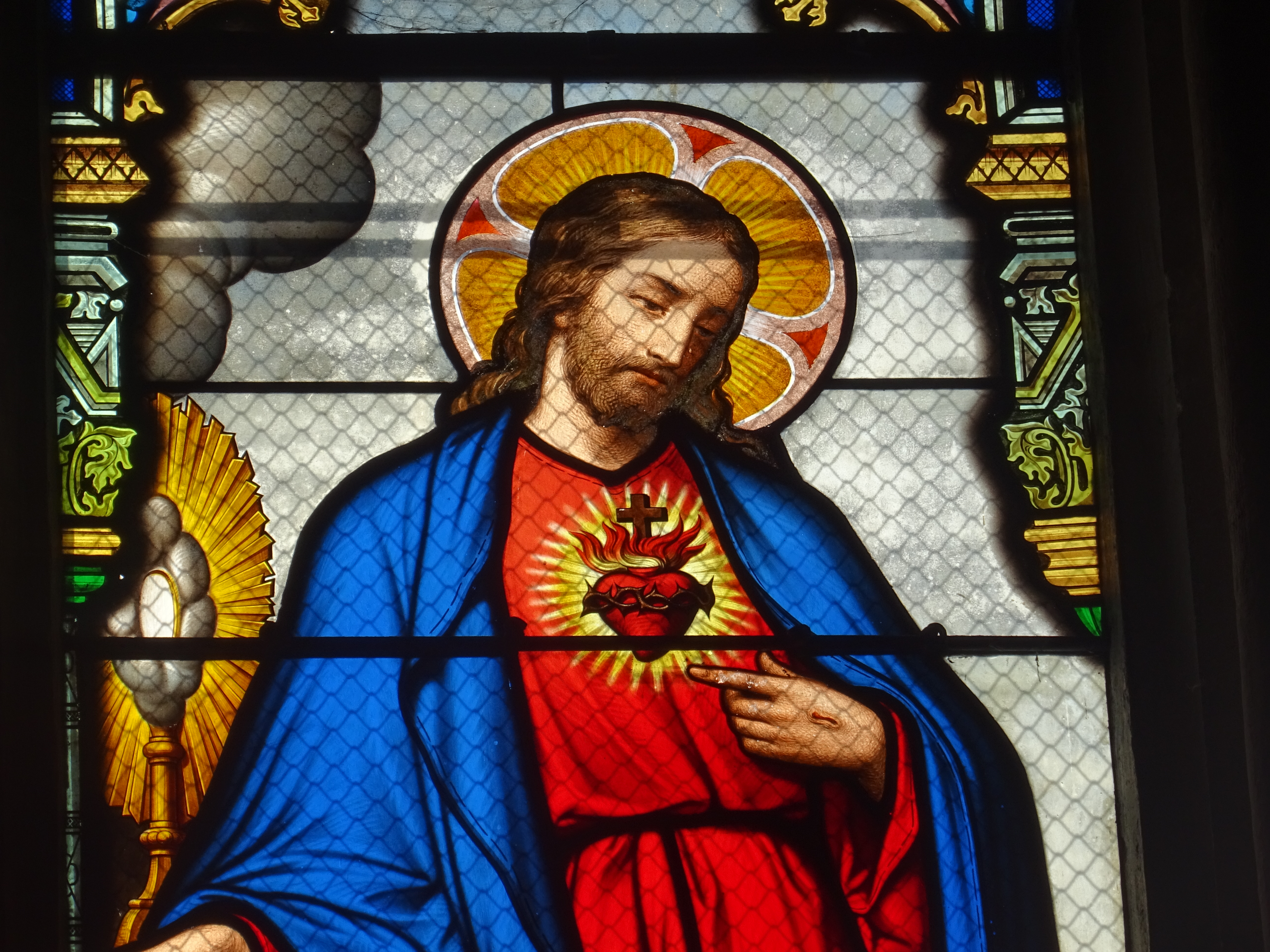

### Chapelle de Maillé
La famille de Maillé, propriétaire du château de Châteauneuf-sur-Cher a contribué au financement de la construction de la basilique. Une chapelle en fait mémoire. Elle est dédiée à la bienheureuse Jeanne-Marie de Maillé et à saint Osmond de Sées.

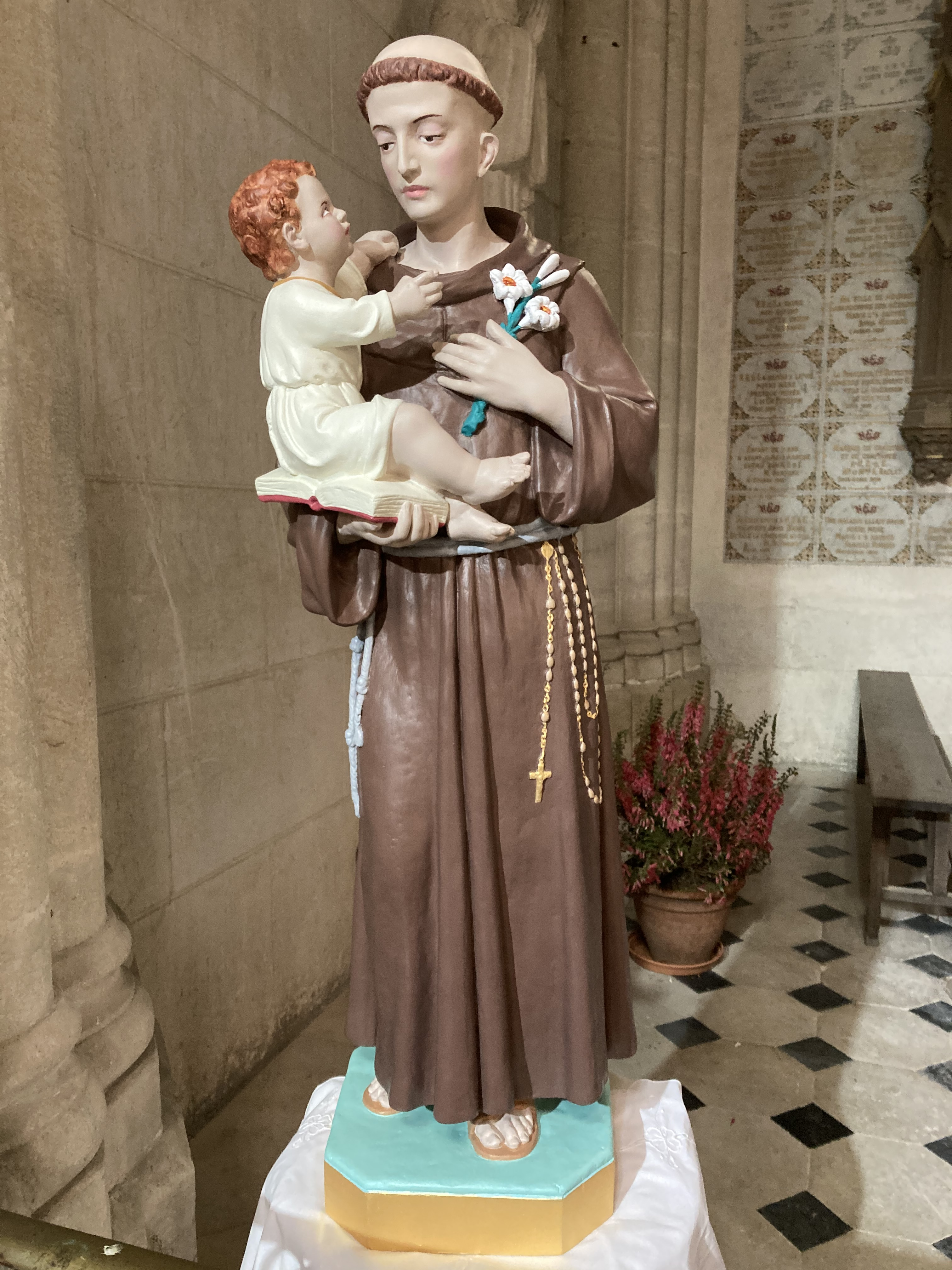
Statue de saint Antoine de Padoue.
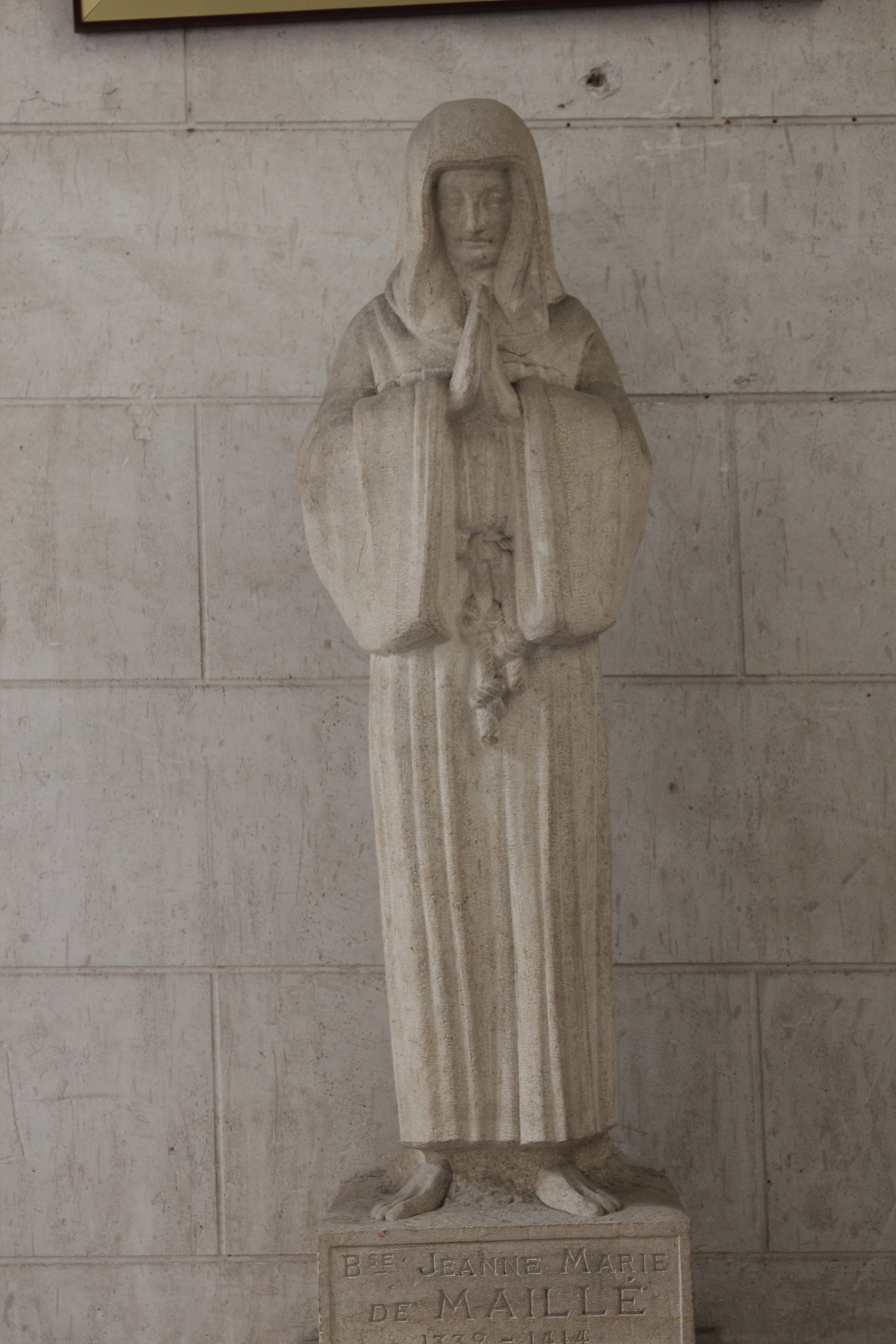
Statue de Jeanne-Marie de Maillé.
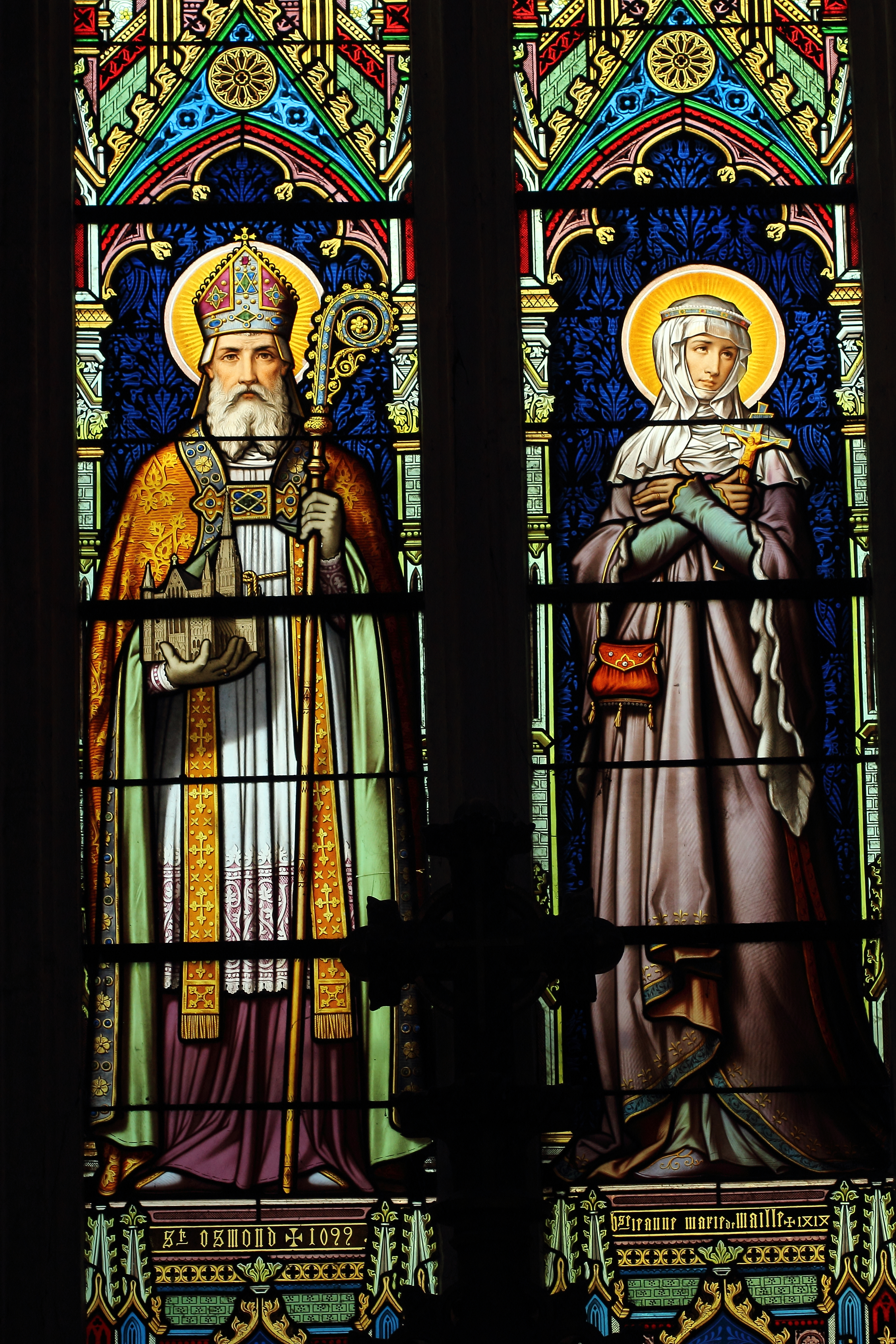
Vitrail de Osmond de Sées.
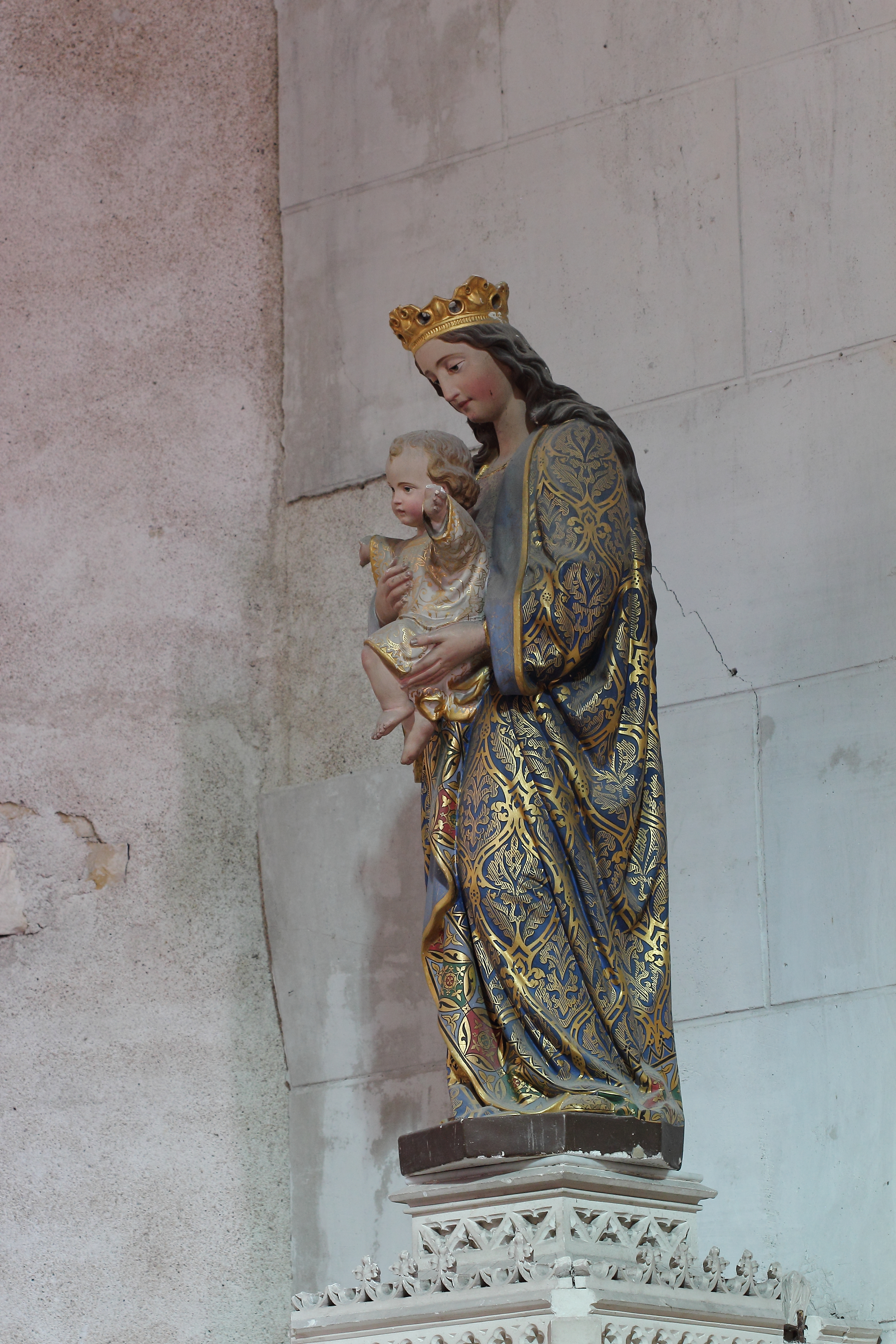
Statue de la Vierge à l'Enfant.

### Chapelle de la bonne mort

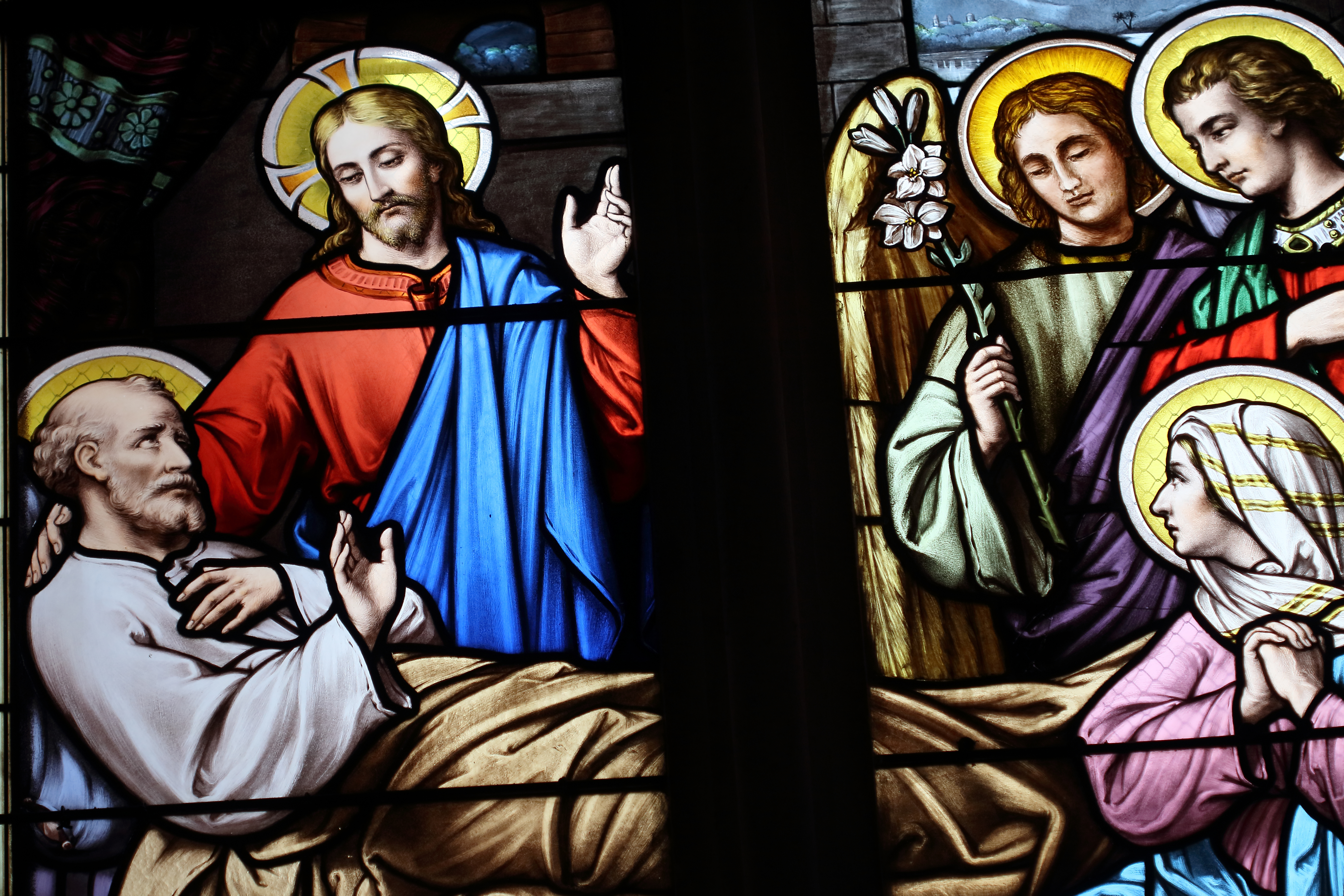
La bonne mort de saint Joseph, avec à ses côtés Jésus-Christ, la Vierge Marie et un ange.
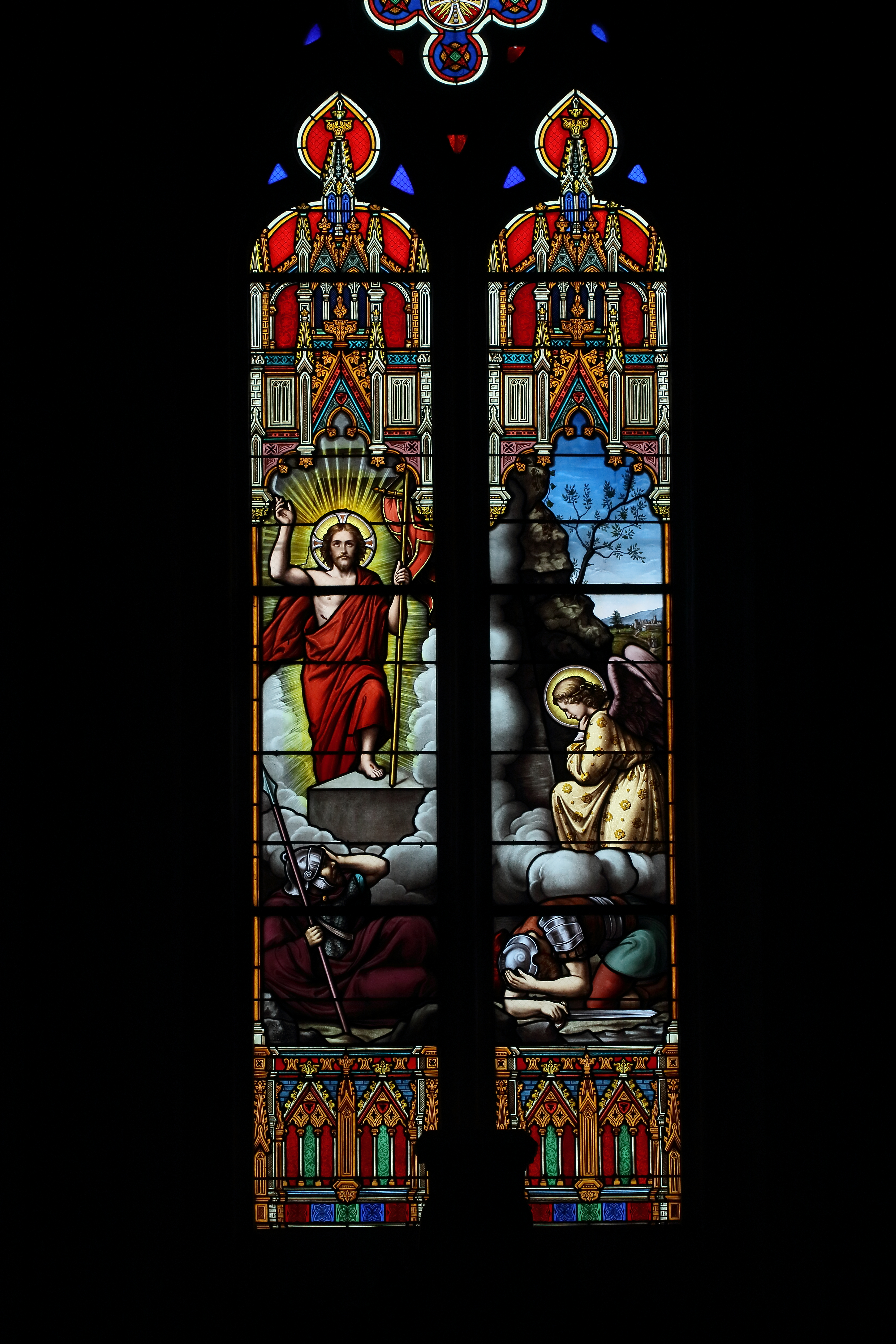
La résurrection de Jésus.
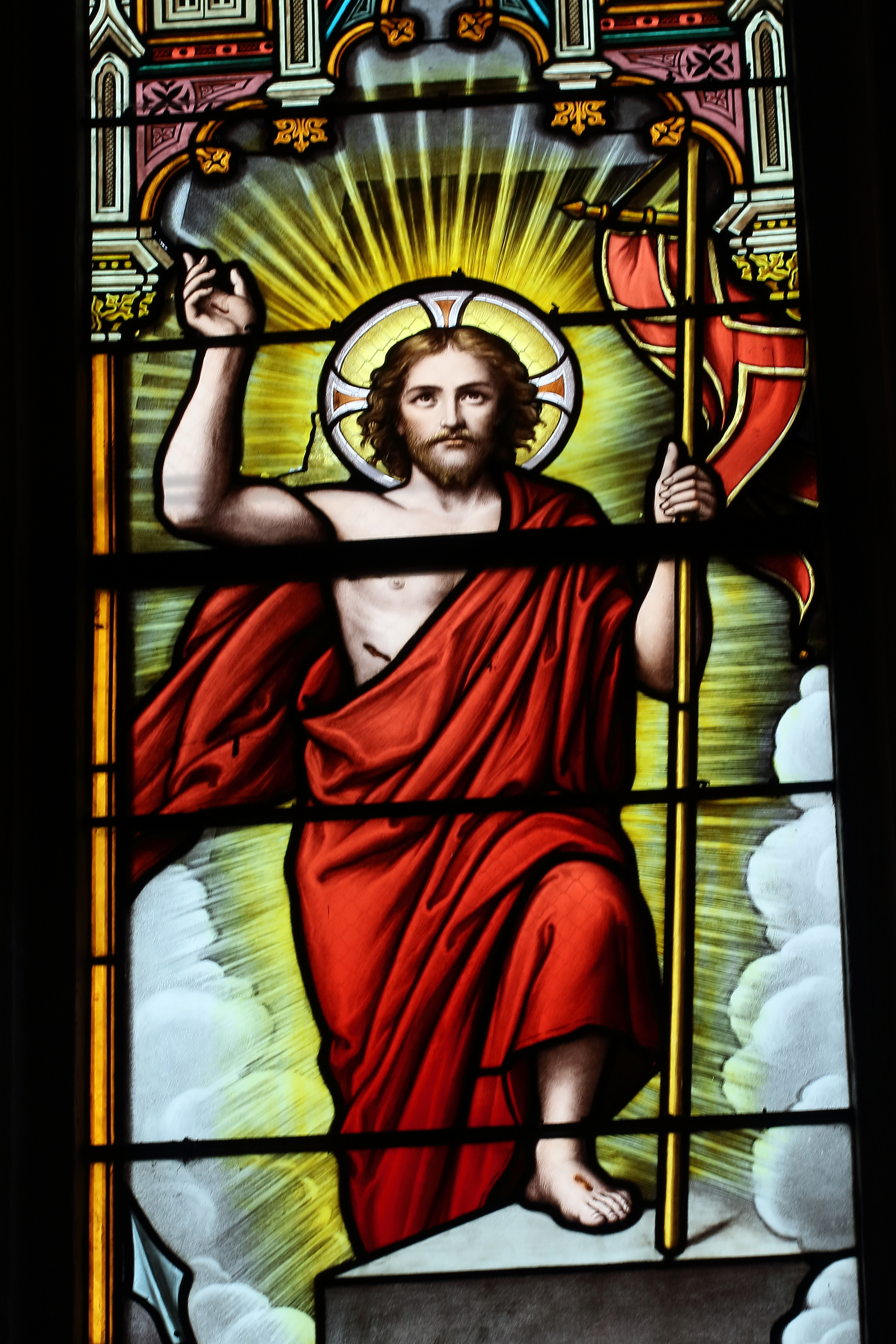
La chapelle de Jésus ressuscité.
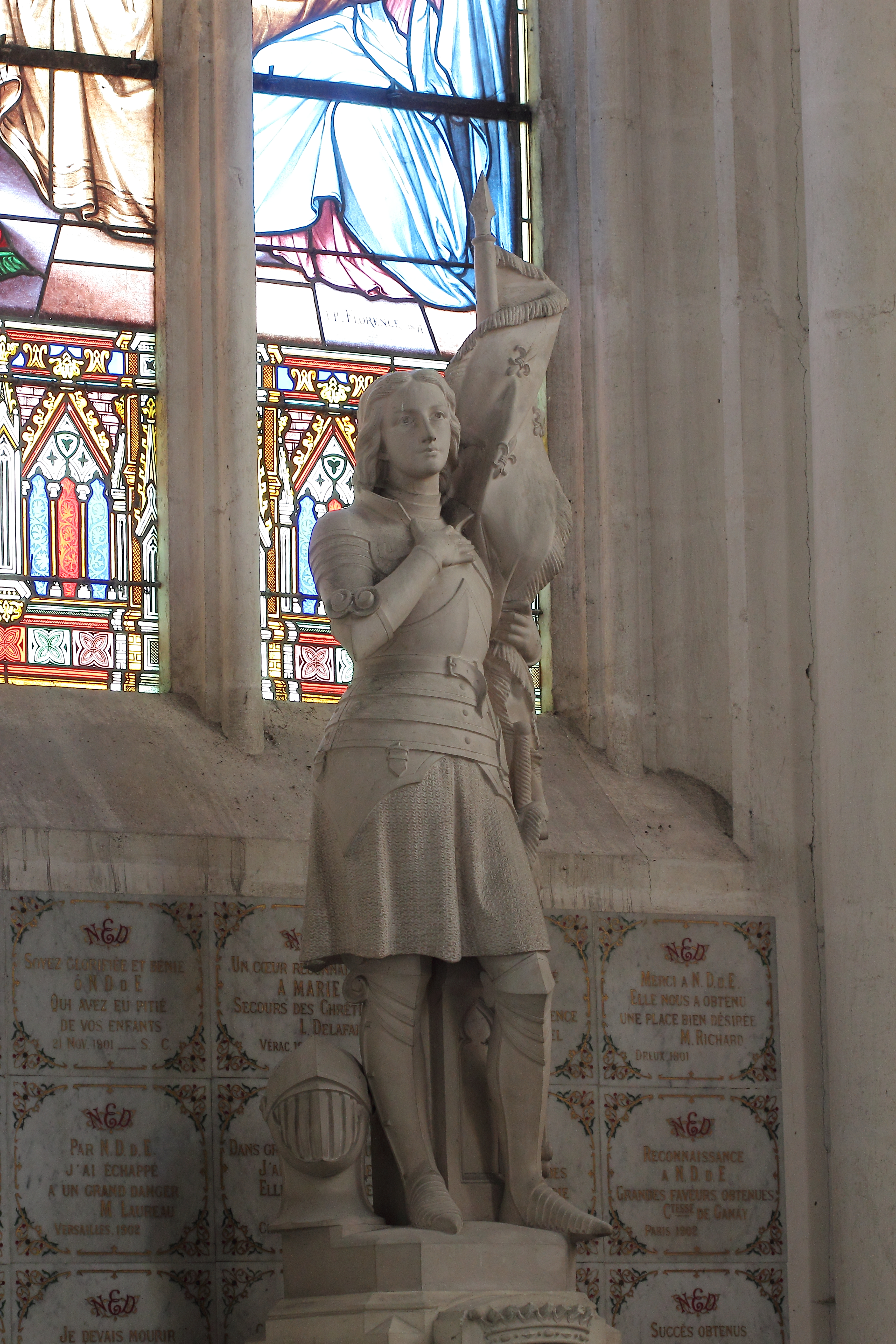
Statue de Jeanne d'Arc.

### Chapelle des fonts baptismaux
Les vitraux de la chapelle des fonts baptismaux représentent les sept sacrements. Au milieu, le vitrail représente le baptême de Jésus de Nazareth par Jean le Baptiste, dans les eaux du Jourdain.

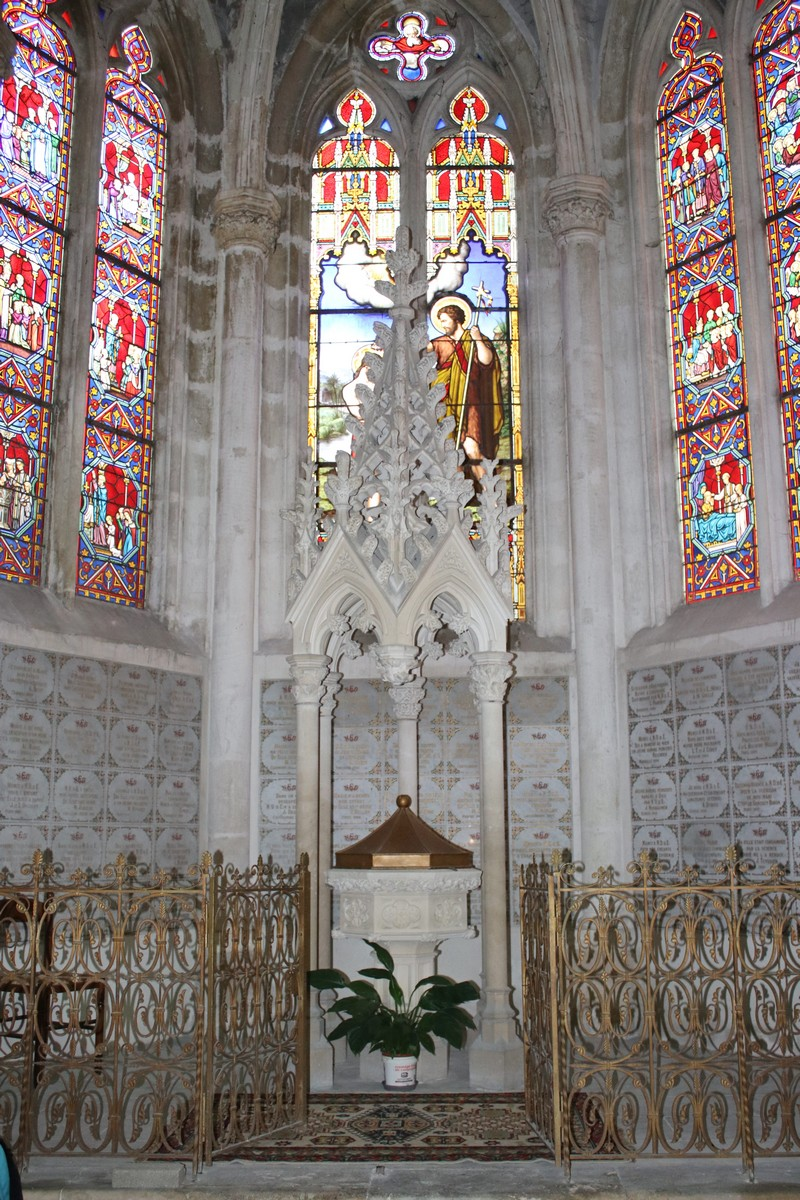
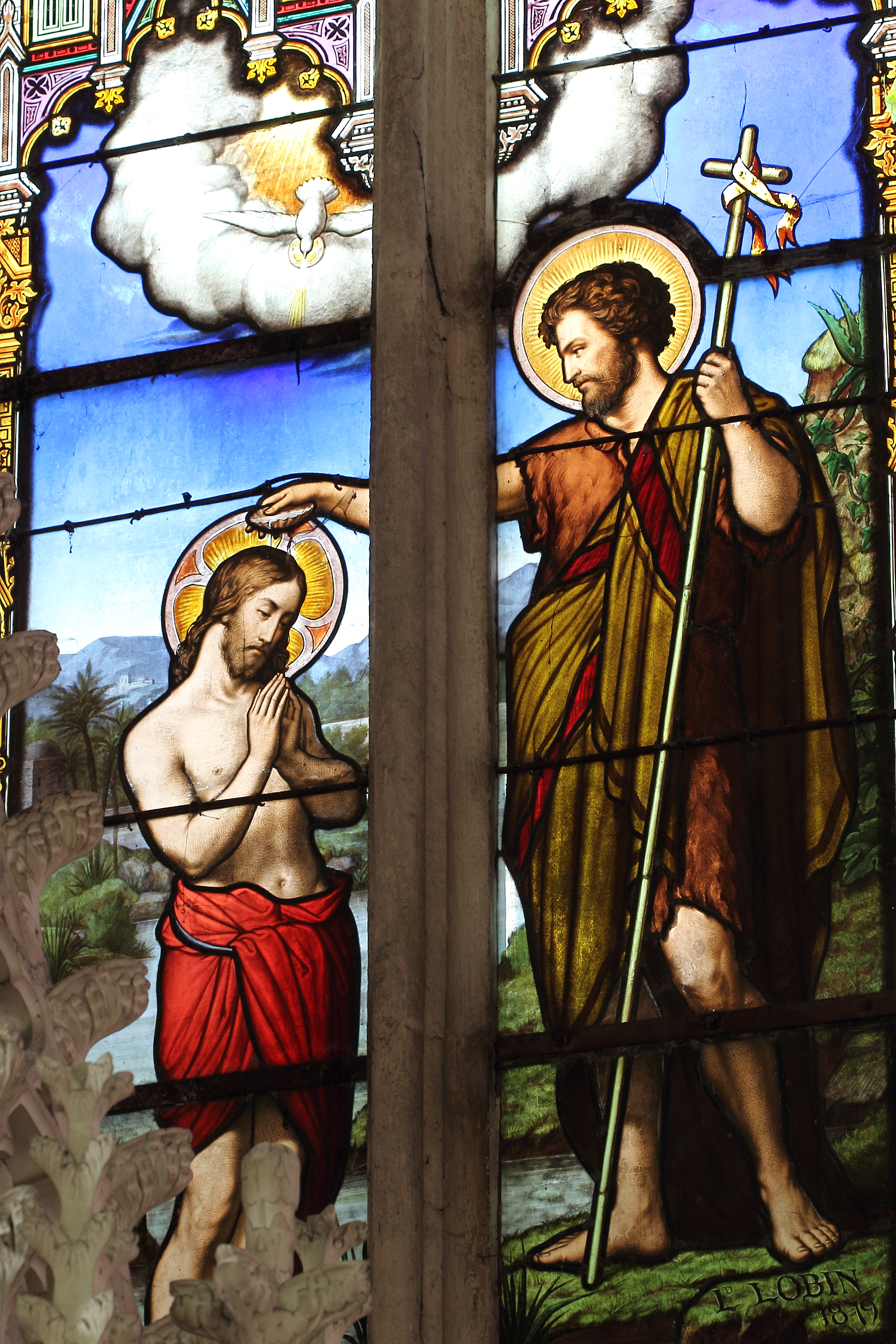
Baptême de Jésus de Nazareth par Jean le Baptiste.
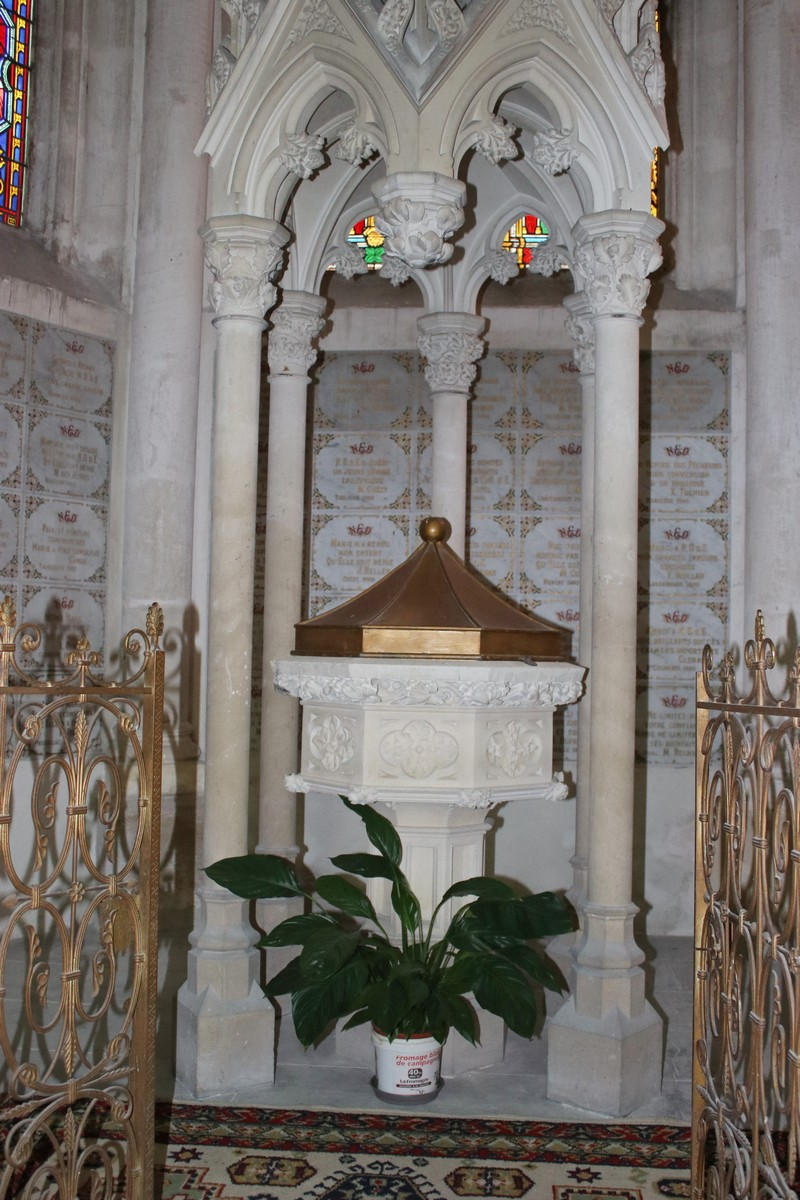
Les fonts baptismaux.

### Orgue Cavaillé-Coll
Un orgue construit en 1889 par Aristide Cavaillé-Coll est installé dans le chœur face aux stalles. Il est classé monument historique depuis 1976. La partie instrumentale a été restaurée en 1979–1980.

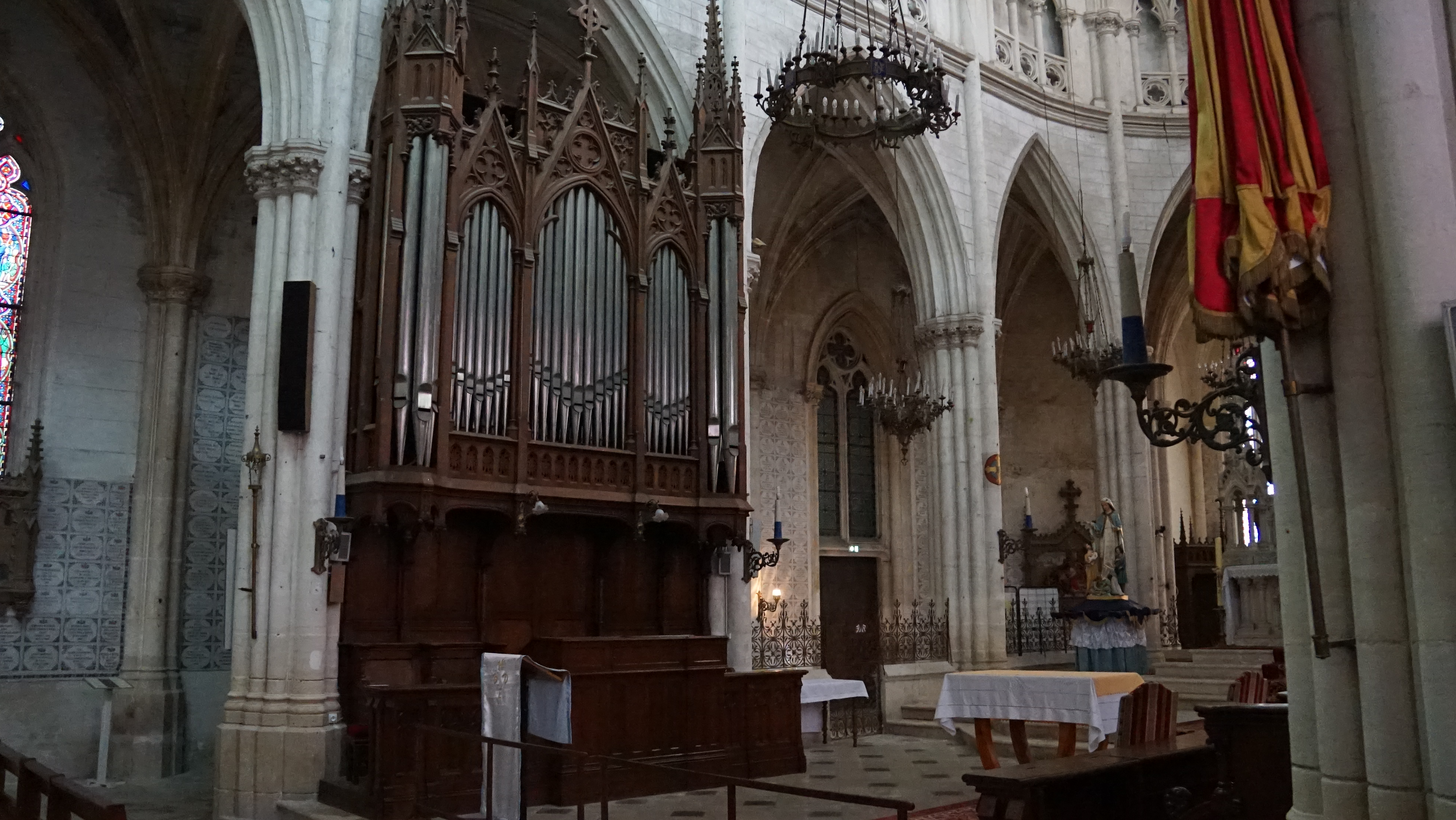
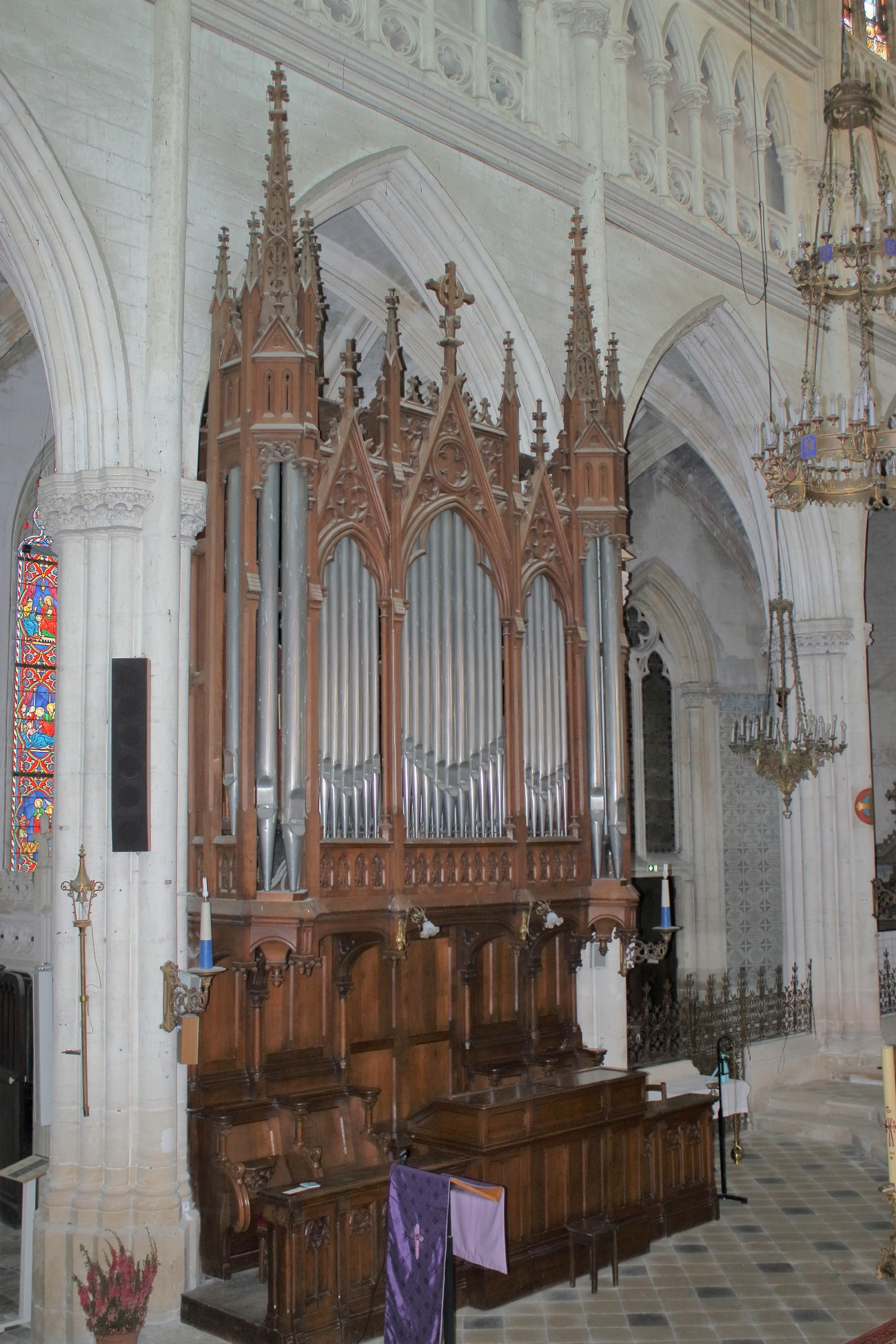
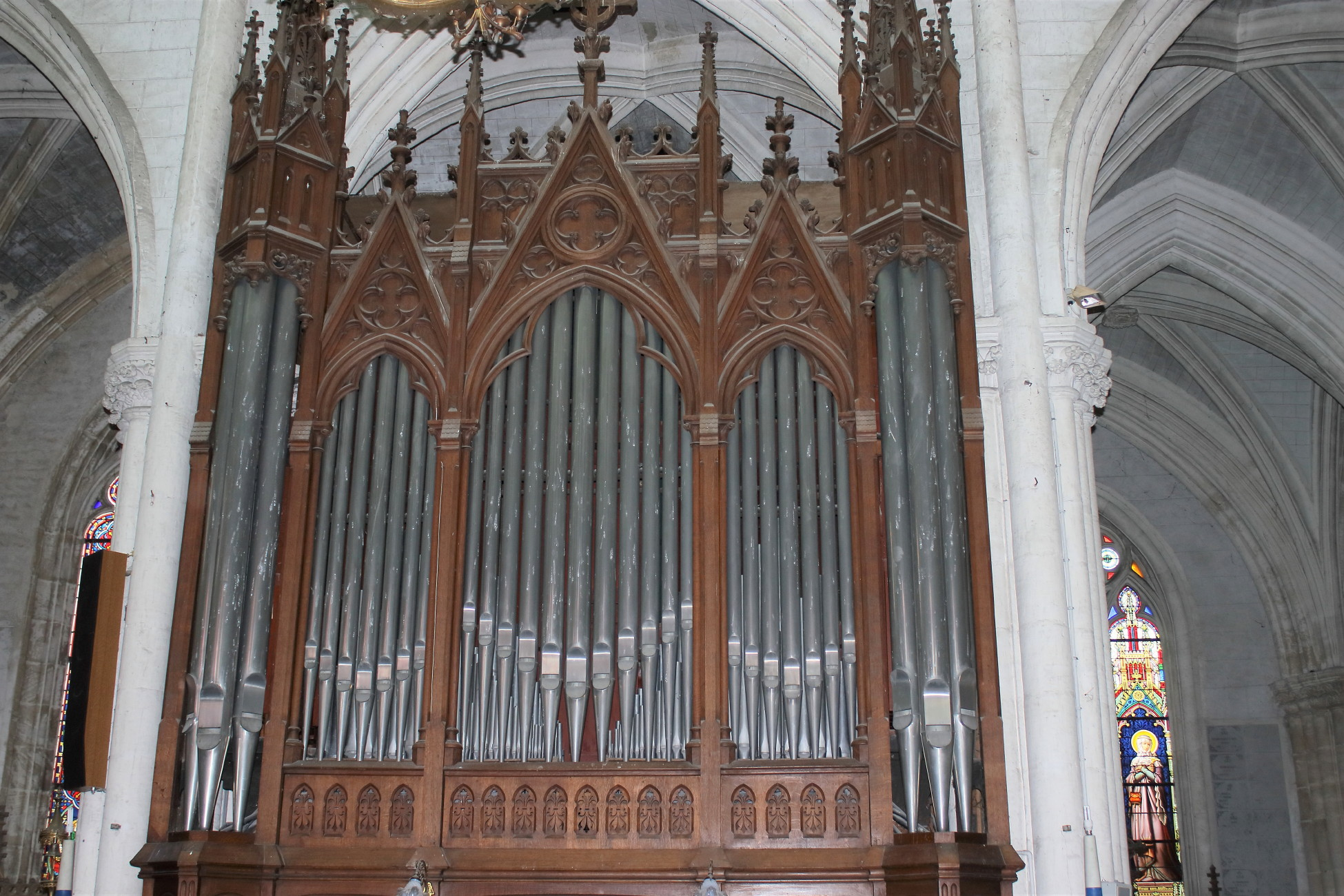

### Chaire
La chaire est l'œuvre des ateliers Charles Buisine-Rigot à Lille. Sur le panneau de face est représentée la dispersion des Apôtres partant évangéliser les nations. Les quatre évangélistes, saint Jean avec l'aigle, saint Marc et son lion, saint Luc et son bœuf, saint Mathieu avec l'homme, ainsi que saint Pierre et saint Paul de Tarse sont sur les côtés. L'abat voix est surmonté des quatre anges du jugement dernier sonnant de la trompette. Les stalles du chœur et le buffet d'orgue sont également issus de ces ateliers.

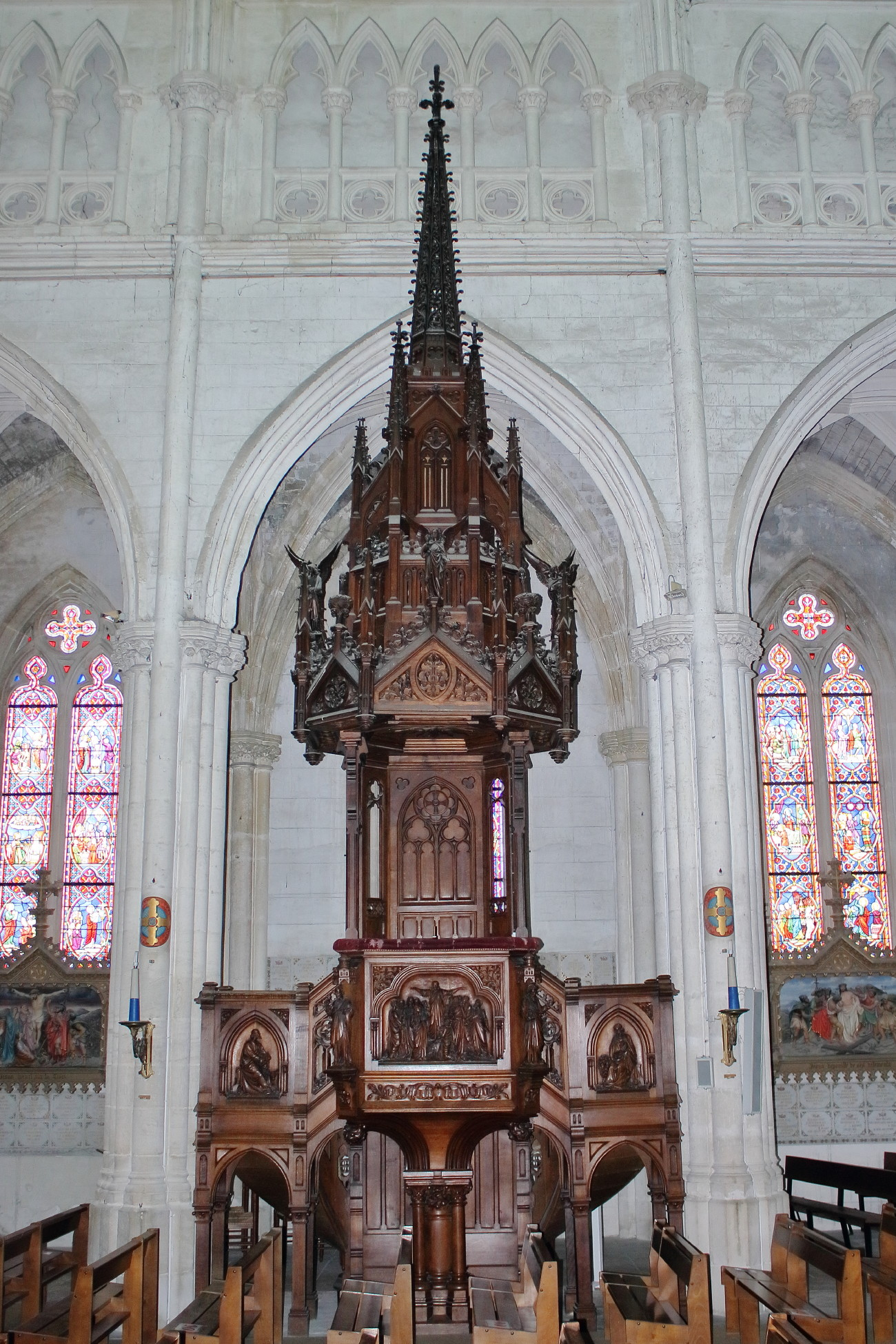
La chaire.
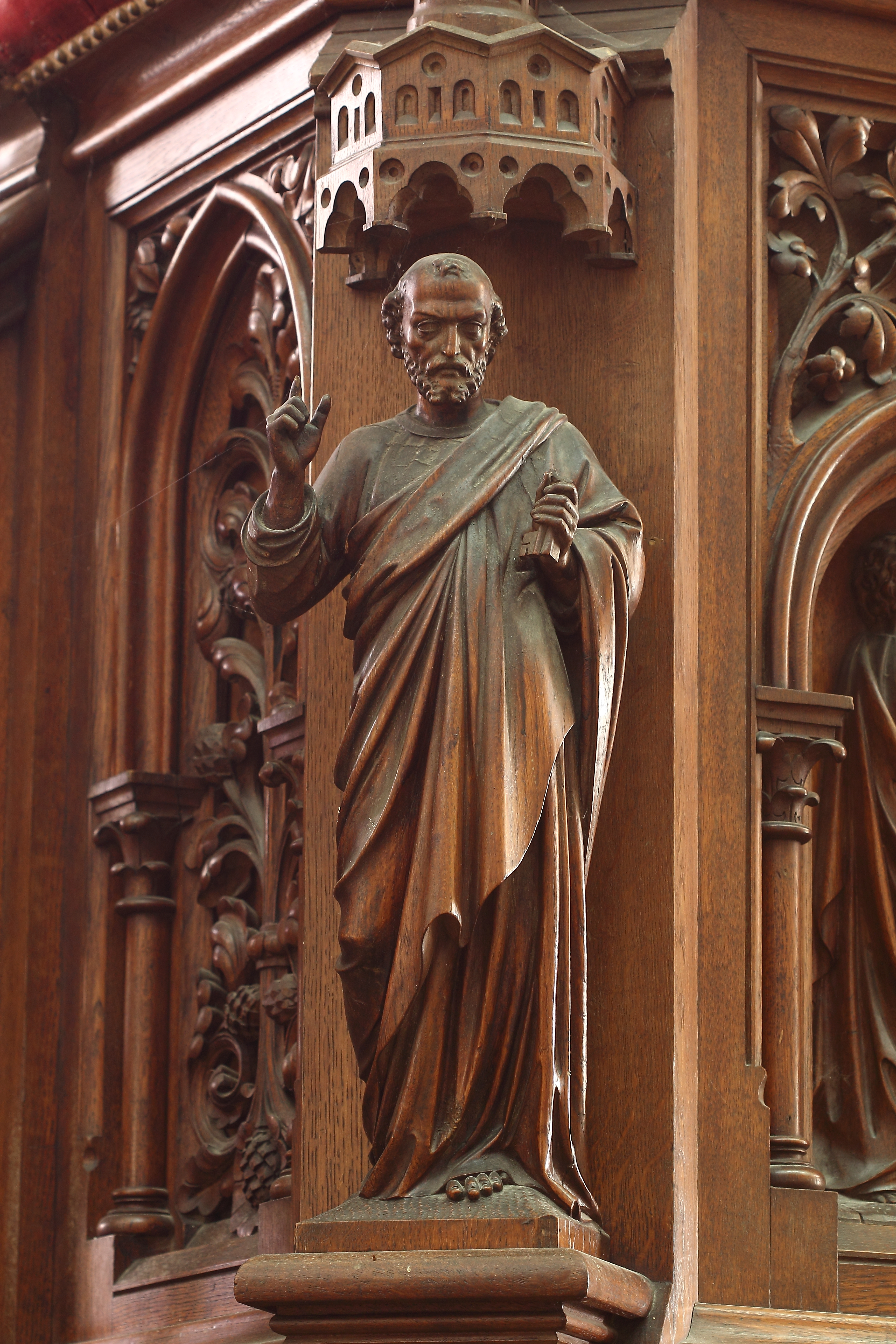
La statue de saint Pierre.
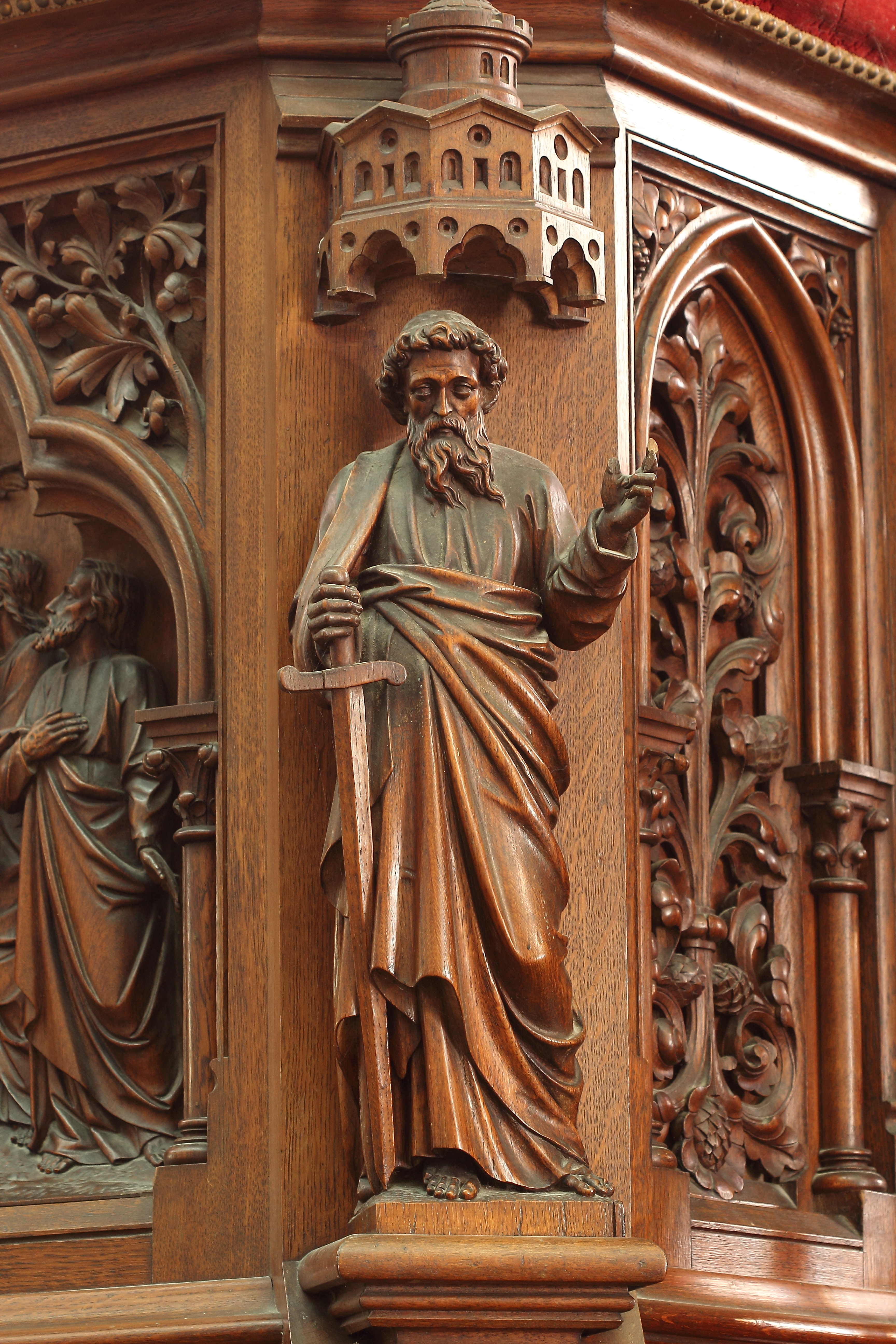
La statue de saint Paul de Tarse.
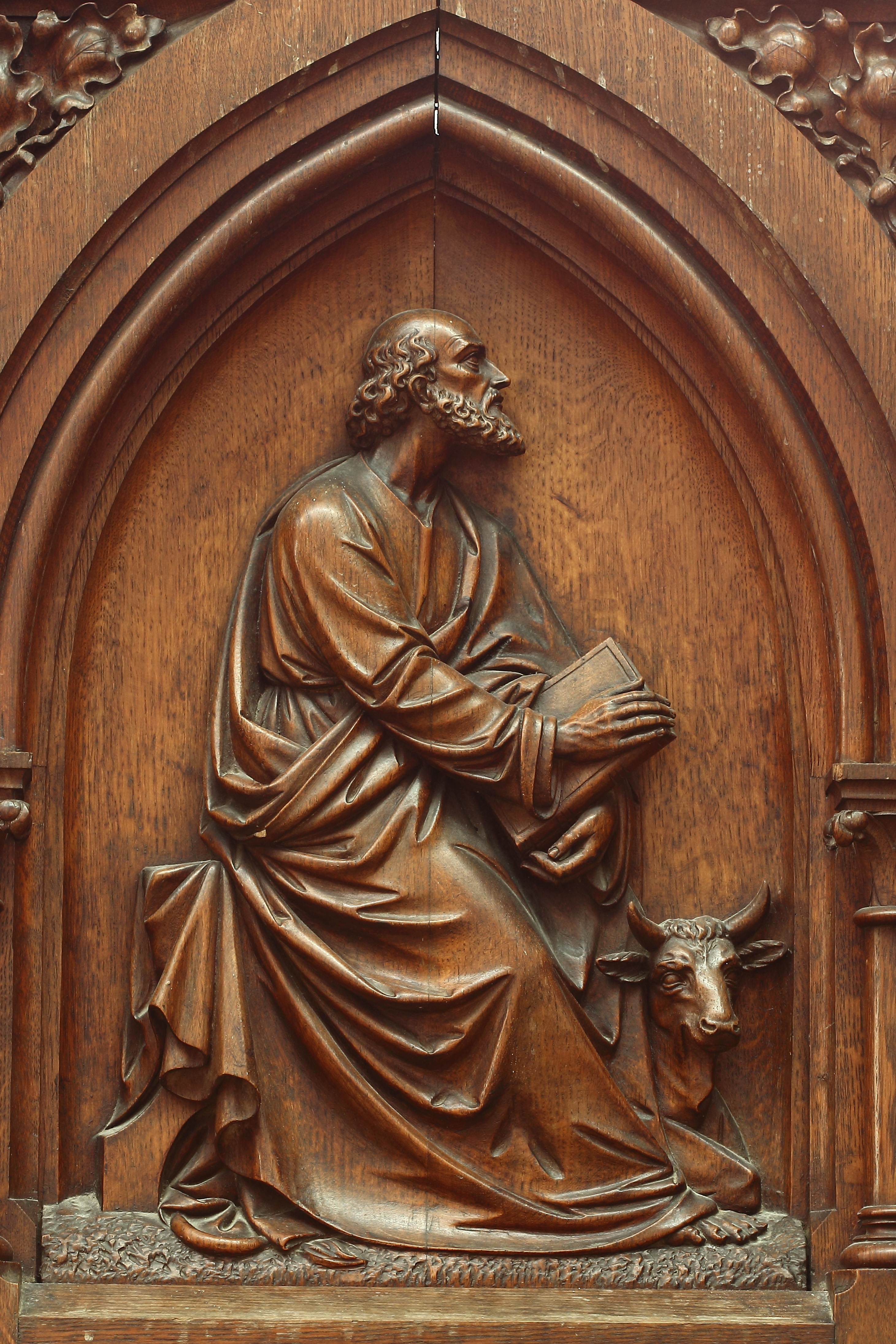
La statue de saint Luc évangéliste.
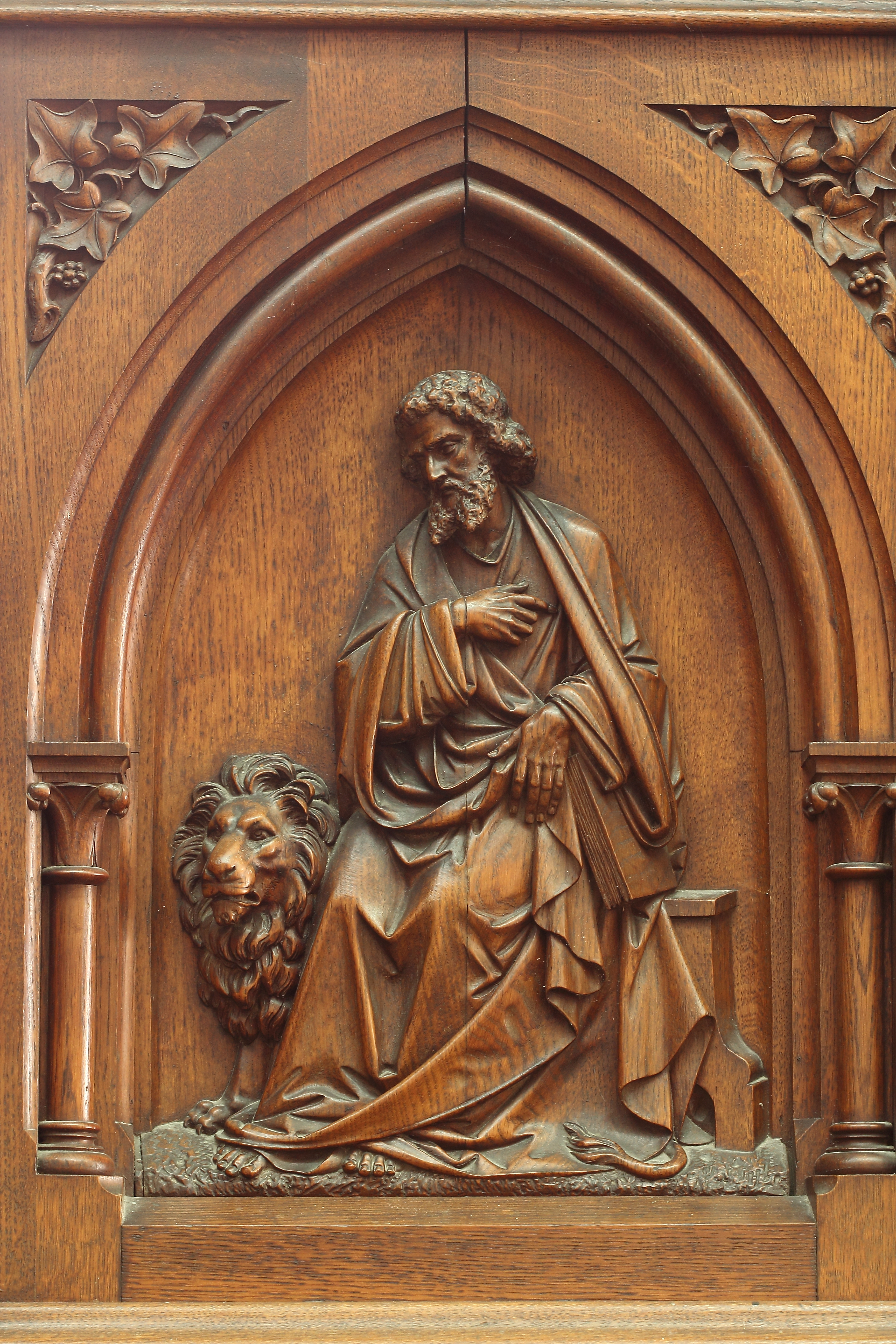
La statue de saint Marc évangéliste.

### Crèche de Noël
La crèche de Noël de style sulpicien a été fabriquée en 1887 par l'Union internationale artistique de Vaucouleurs, en carton romain, substance composée de plâtre fin tamis, d'étoupes ayant subi une préparation, de dextrine et de produits chimiques. Ce mélange assure légèreté, solidité et est réfractaire à l'humidité à la différence du plâtre. Elle est composée de quatorze statues : Jésus, Marie, Joseph, l'âne de la crèche, le bœuf, six bergers et trois rois mages. Disparue pendant trente ans, elle a été restituée le 24 décembre 2020. Elle est exposée pendant le temps de Noël dans la chapelle de la bienheureuse Jeanne-Marie de Maillé.

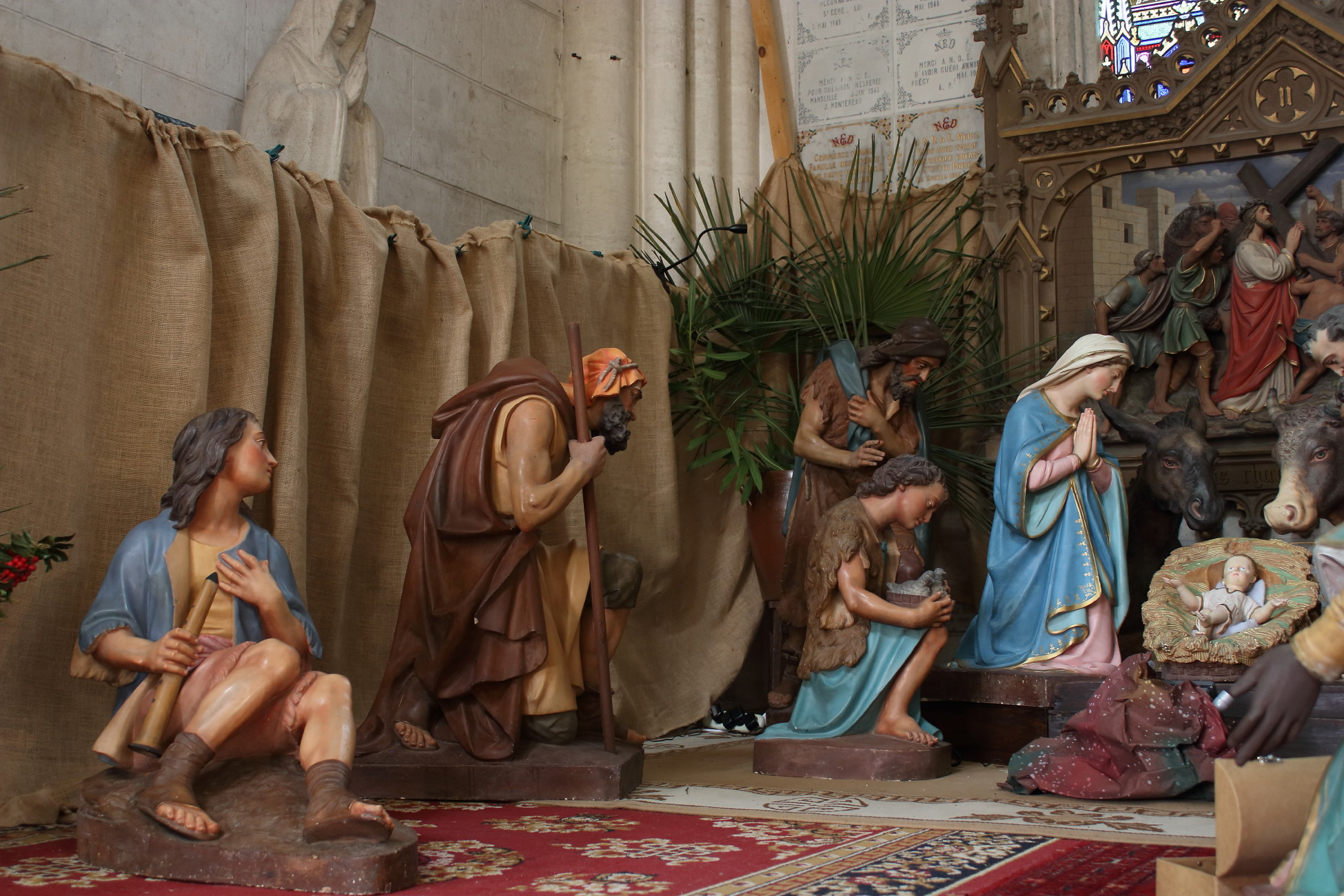
L'adoration des bergers.
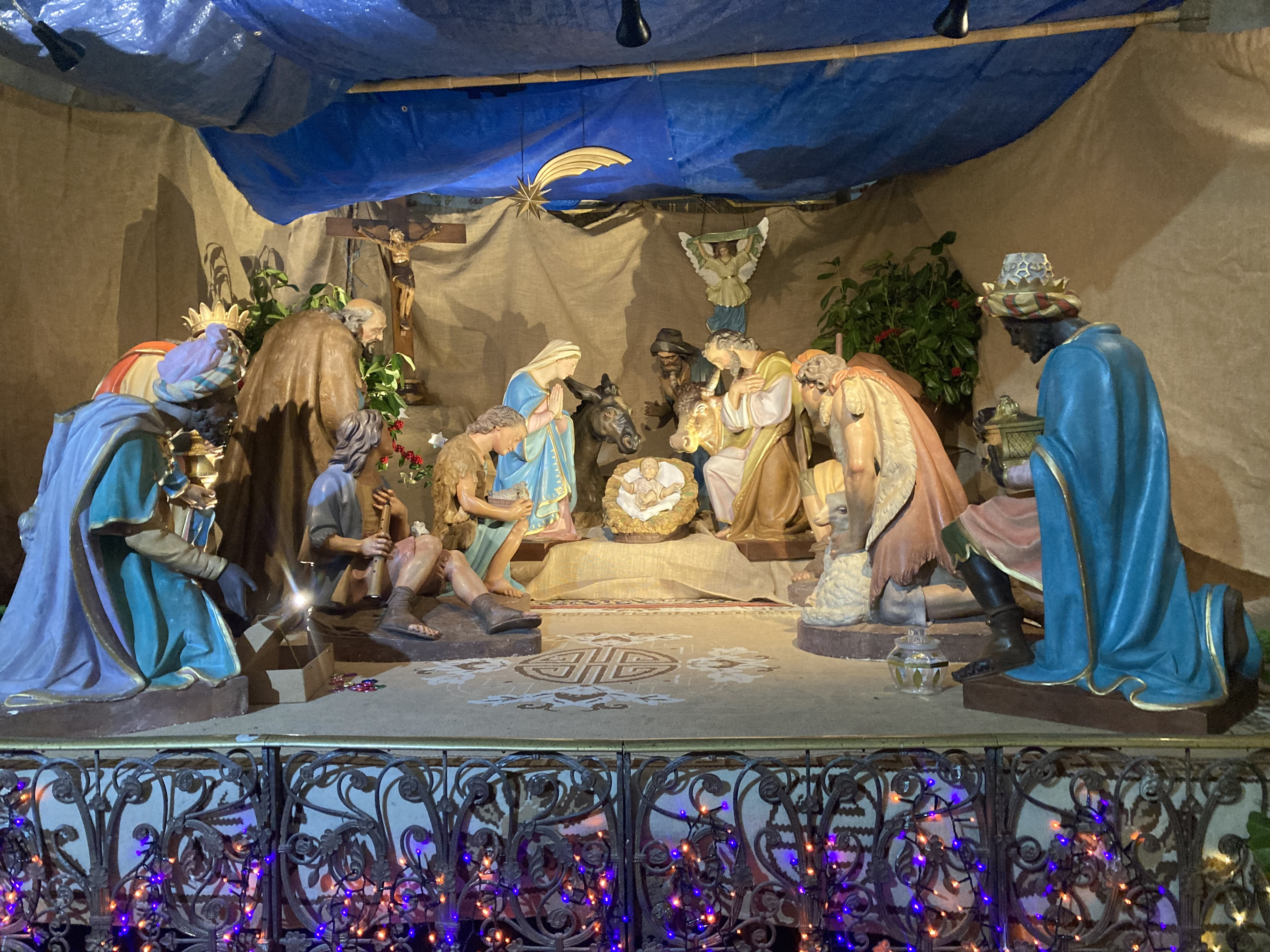
La Nativité.
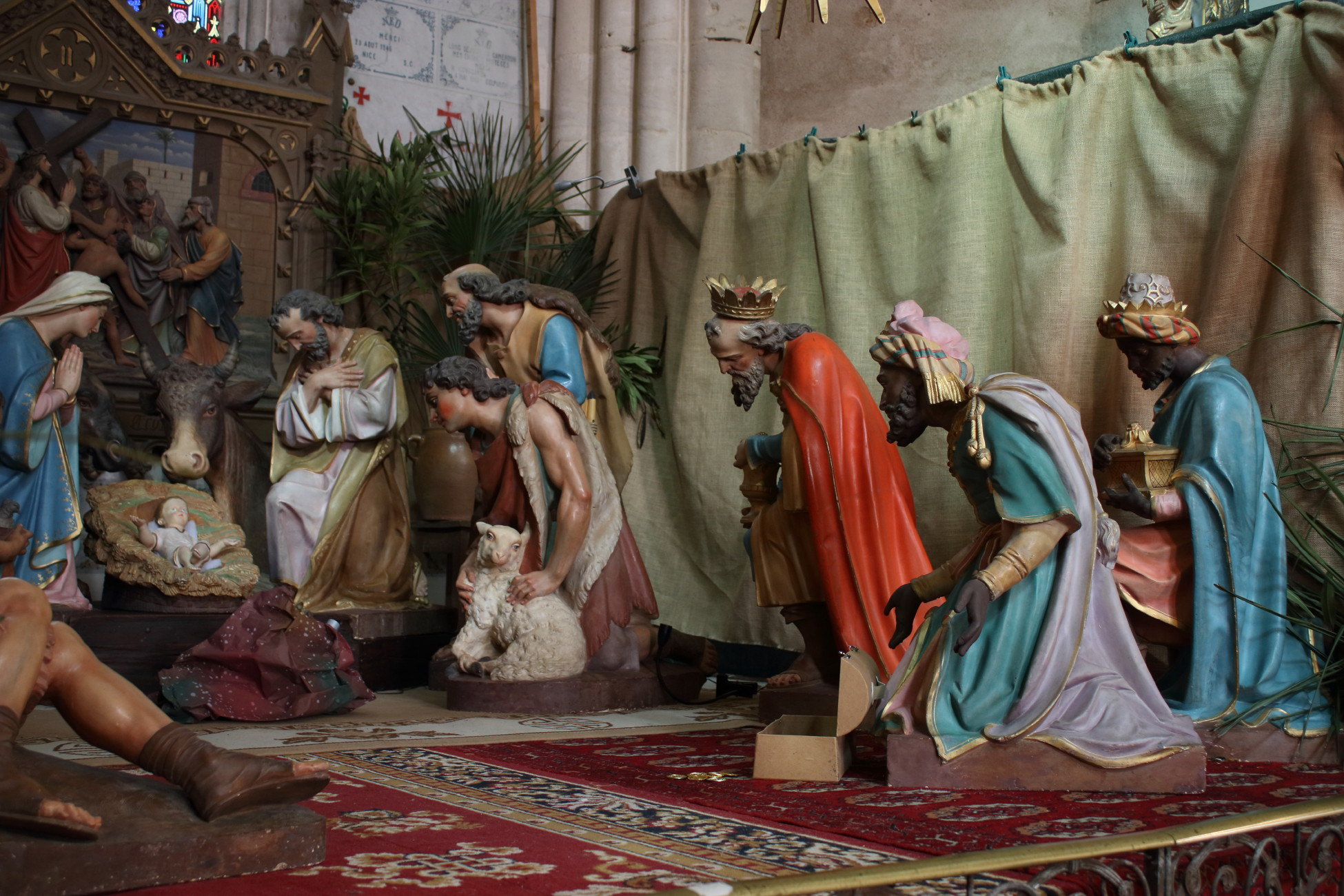
L'adoration des mages.

### Chemin de croix
Ce Chemin de croix de style sulpicien a été fabriqué par l' Union internationale artistique de Vaucouleurs.

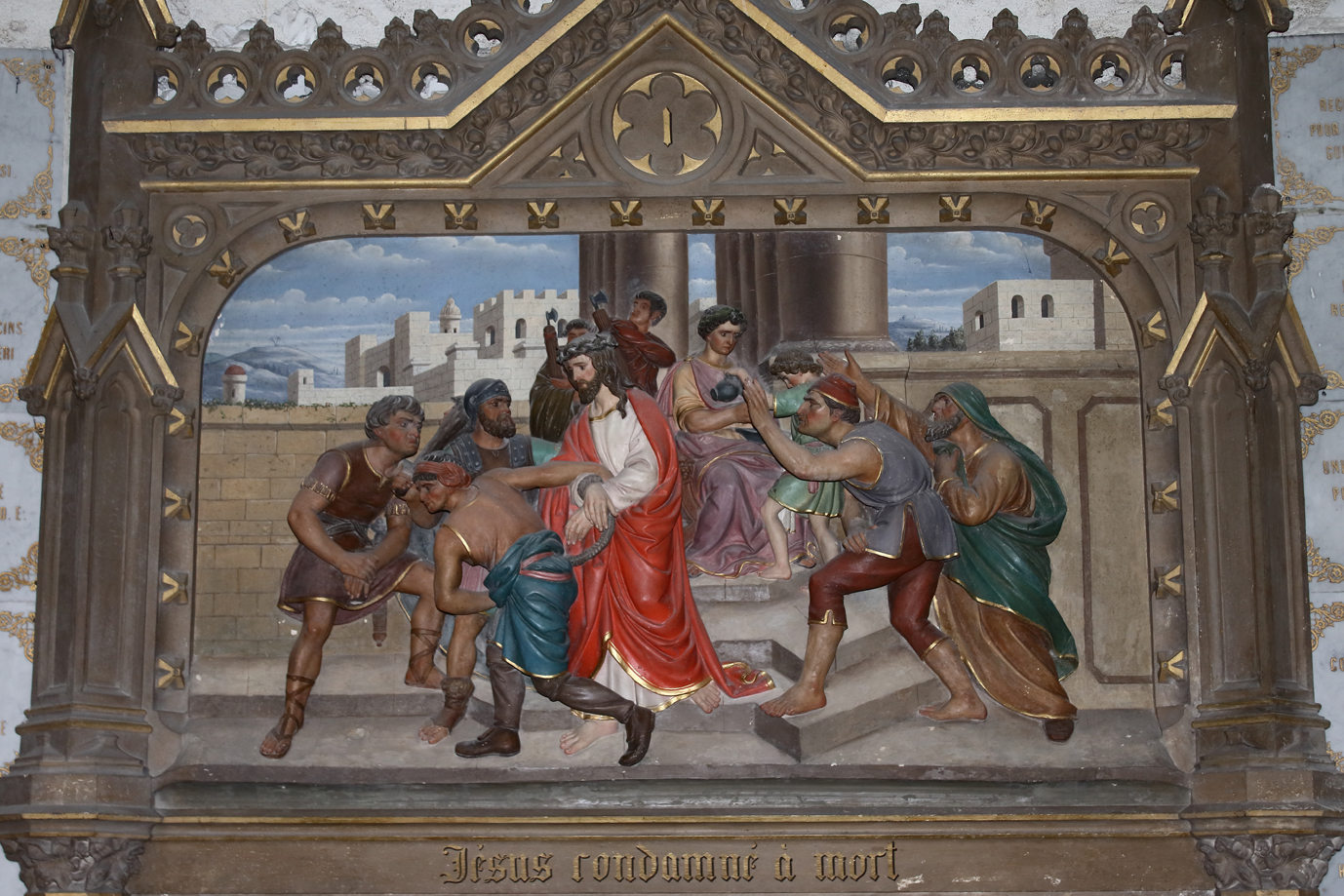
Jésus condamné à mort.
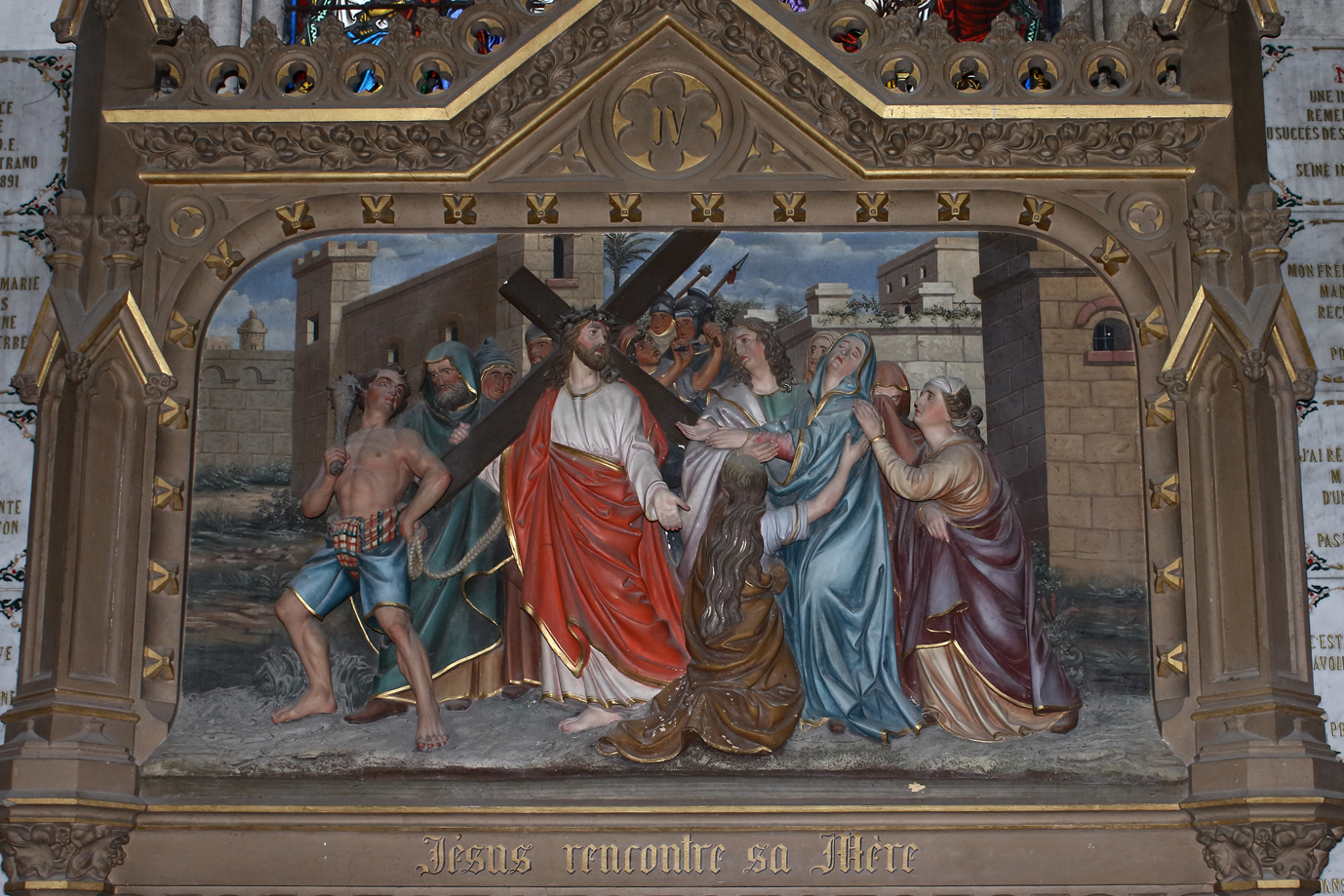
Jésus rencontre sa mère.
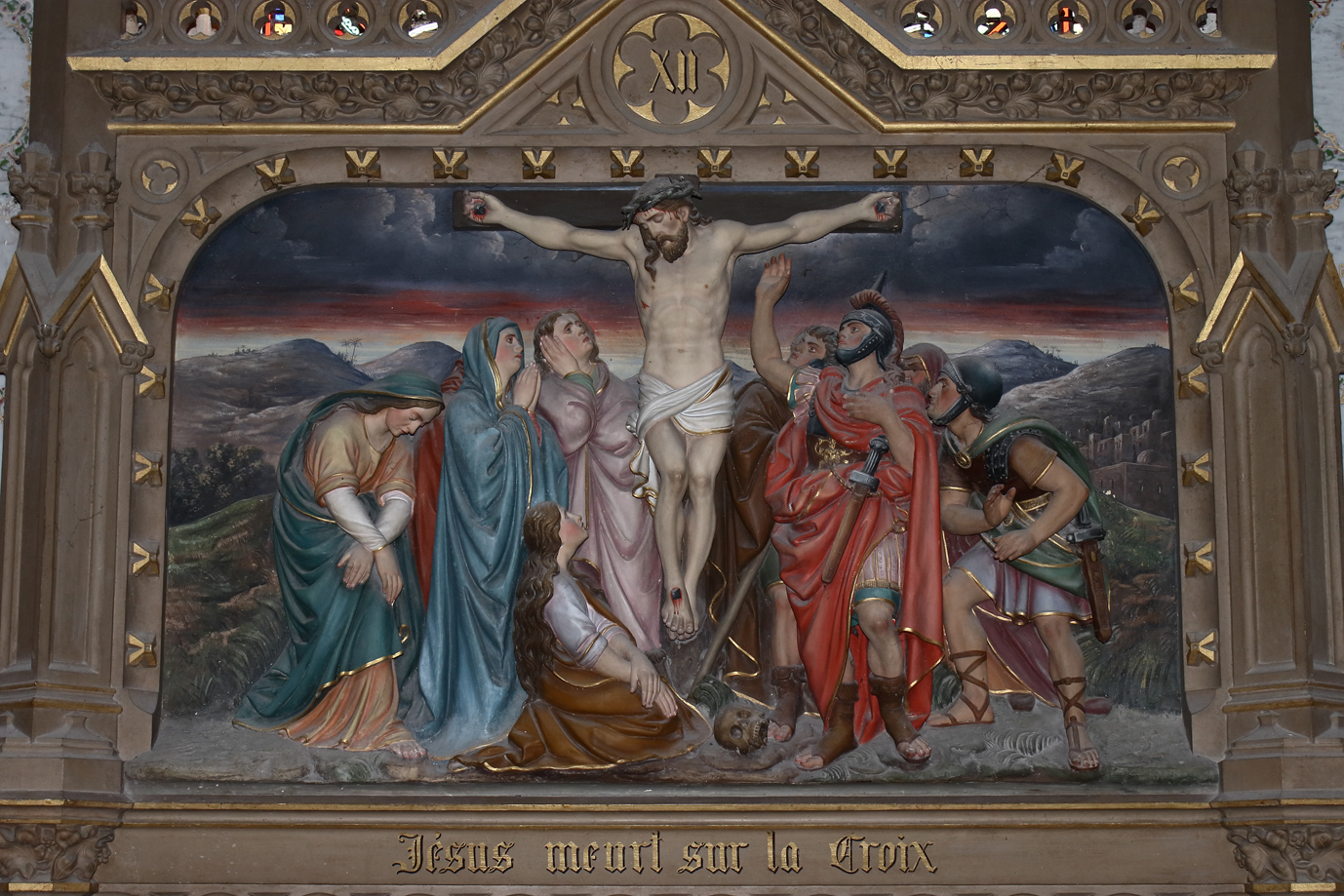
Jésus meurt sur la croix.

### Vitraux
Les vitraux ont été réalisés par l'atelier Lobin à Tours.

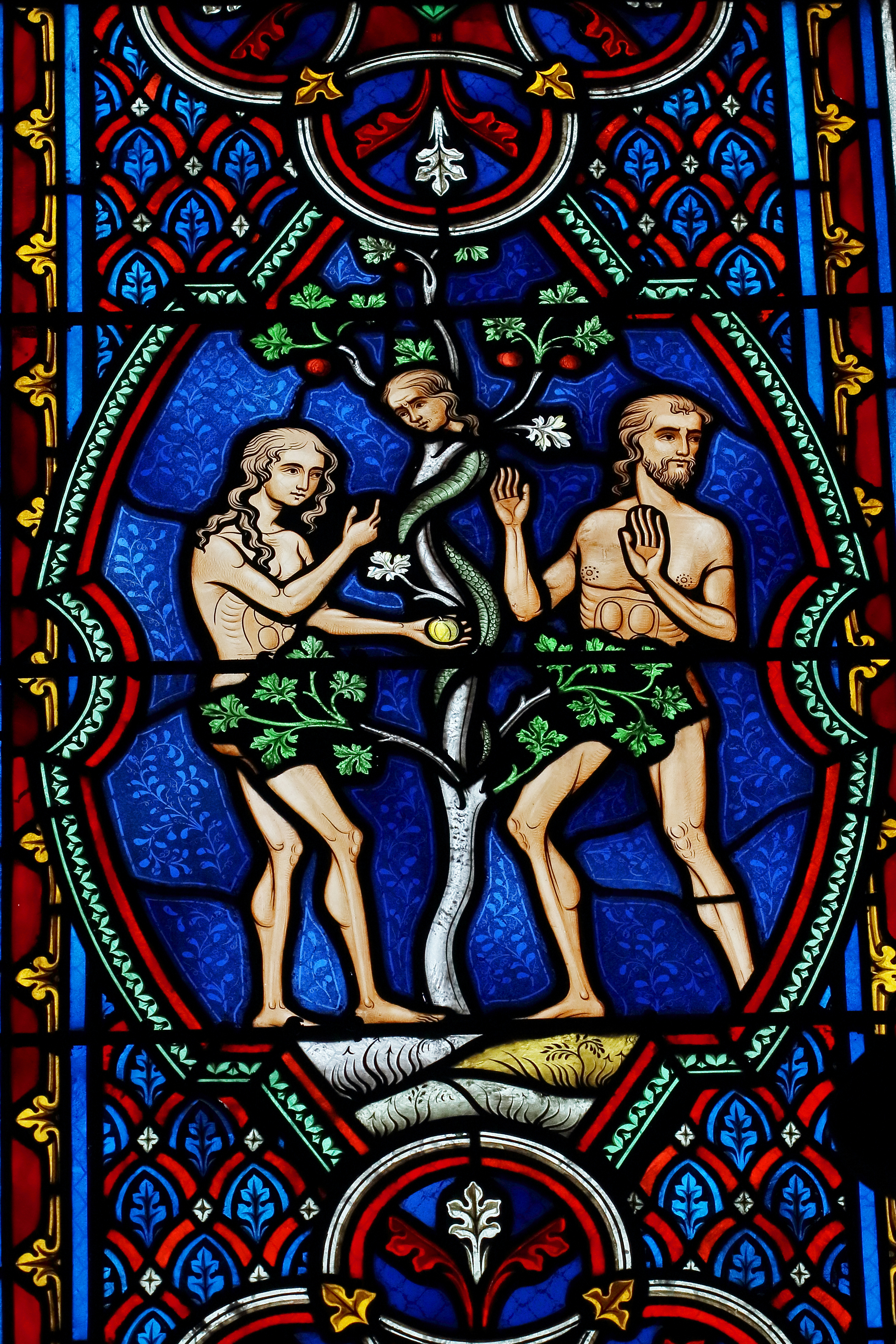
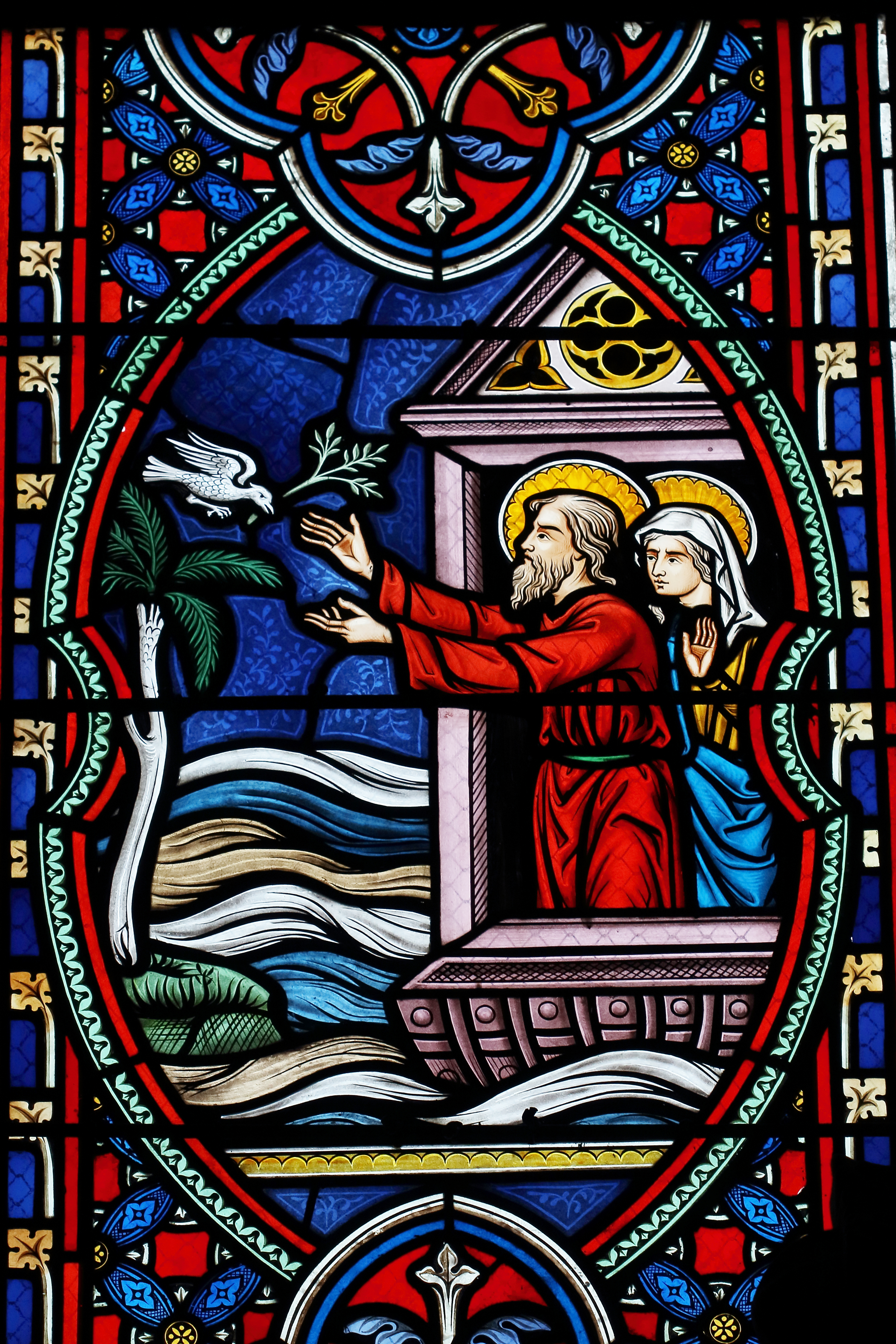
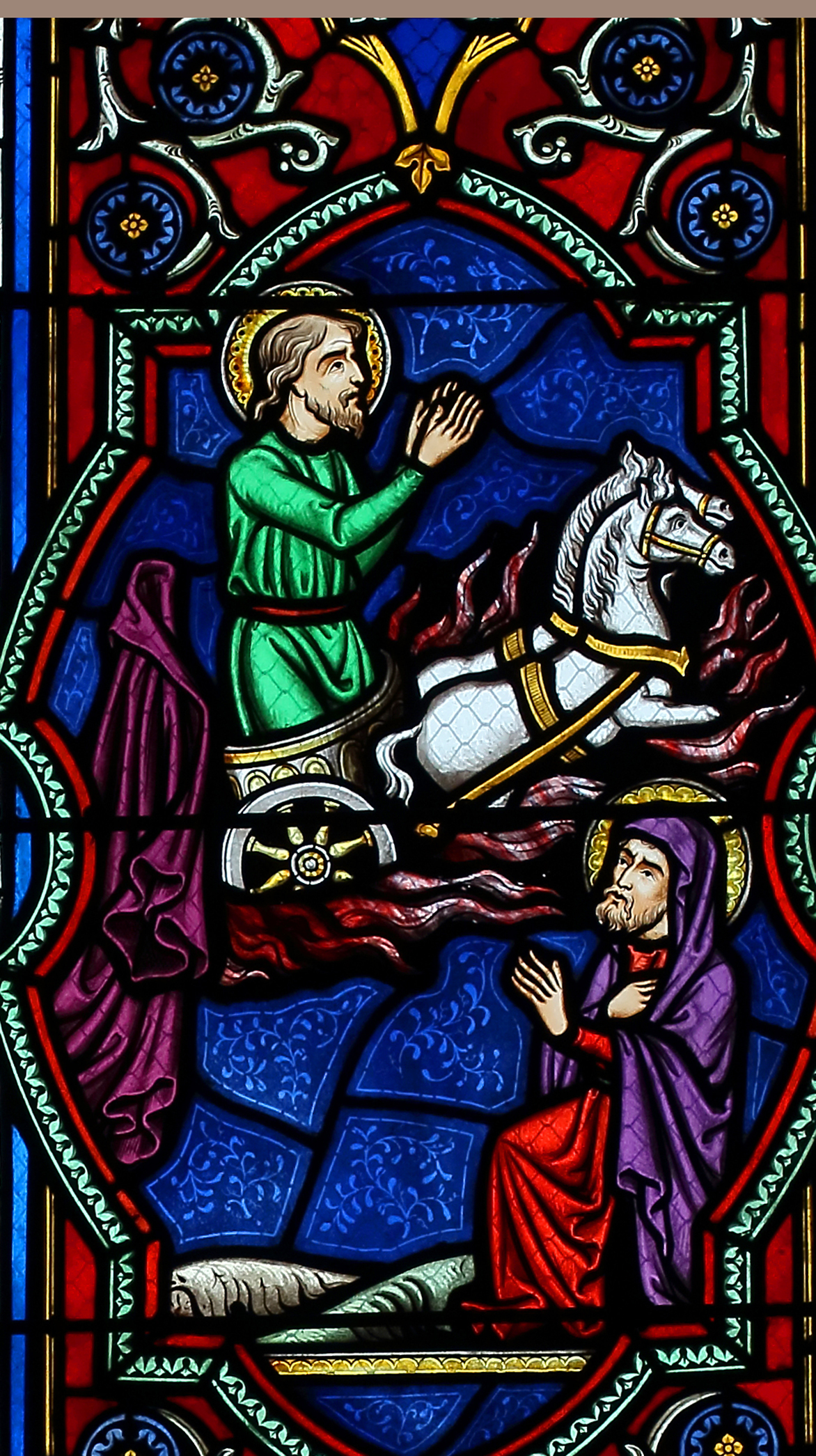
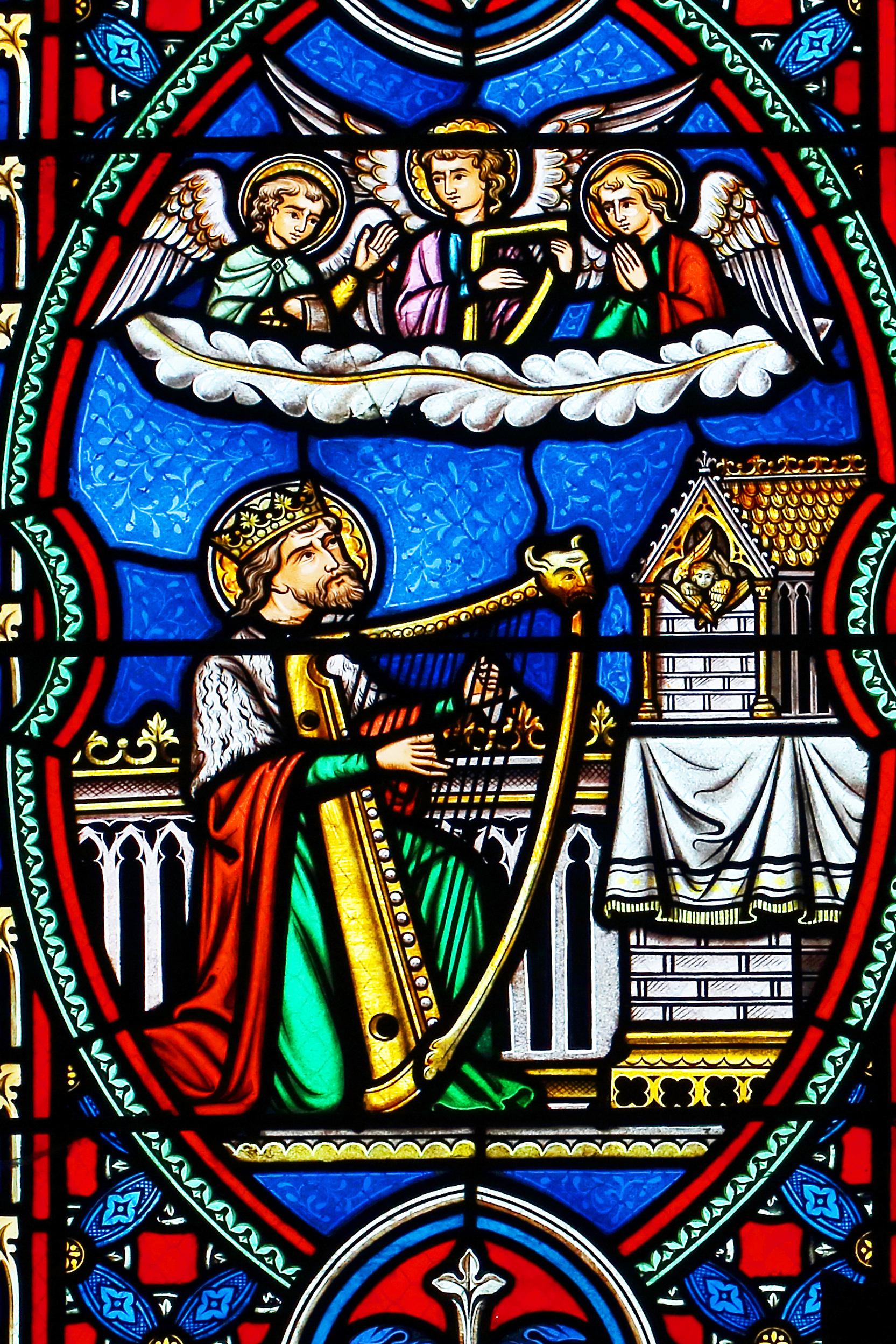
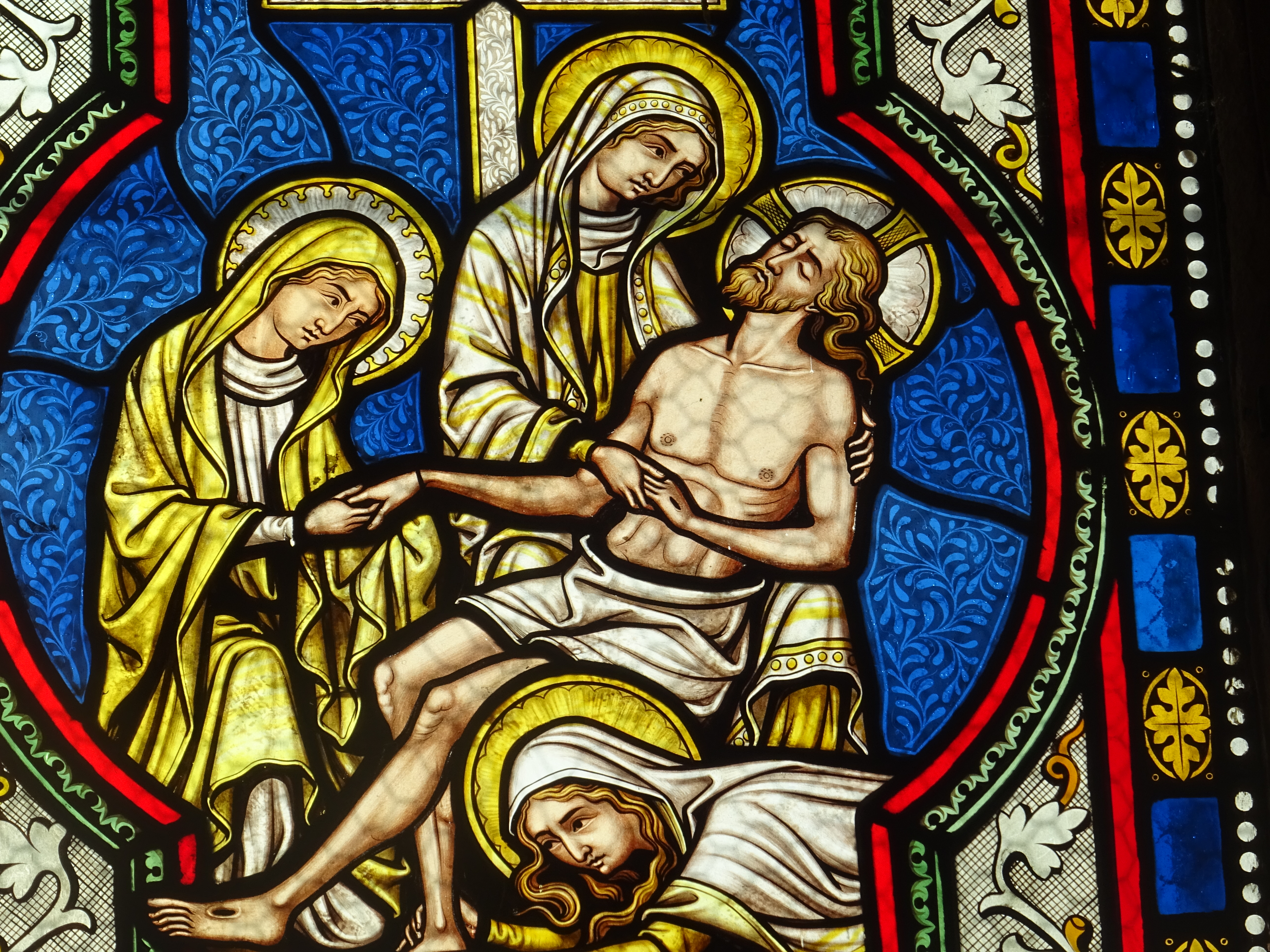
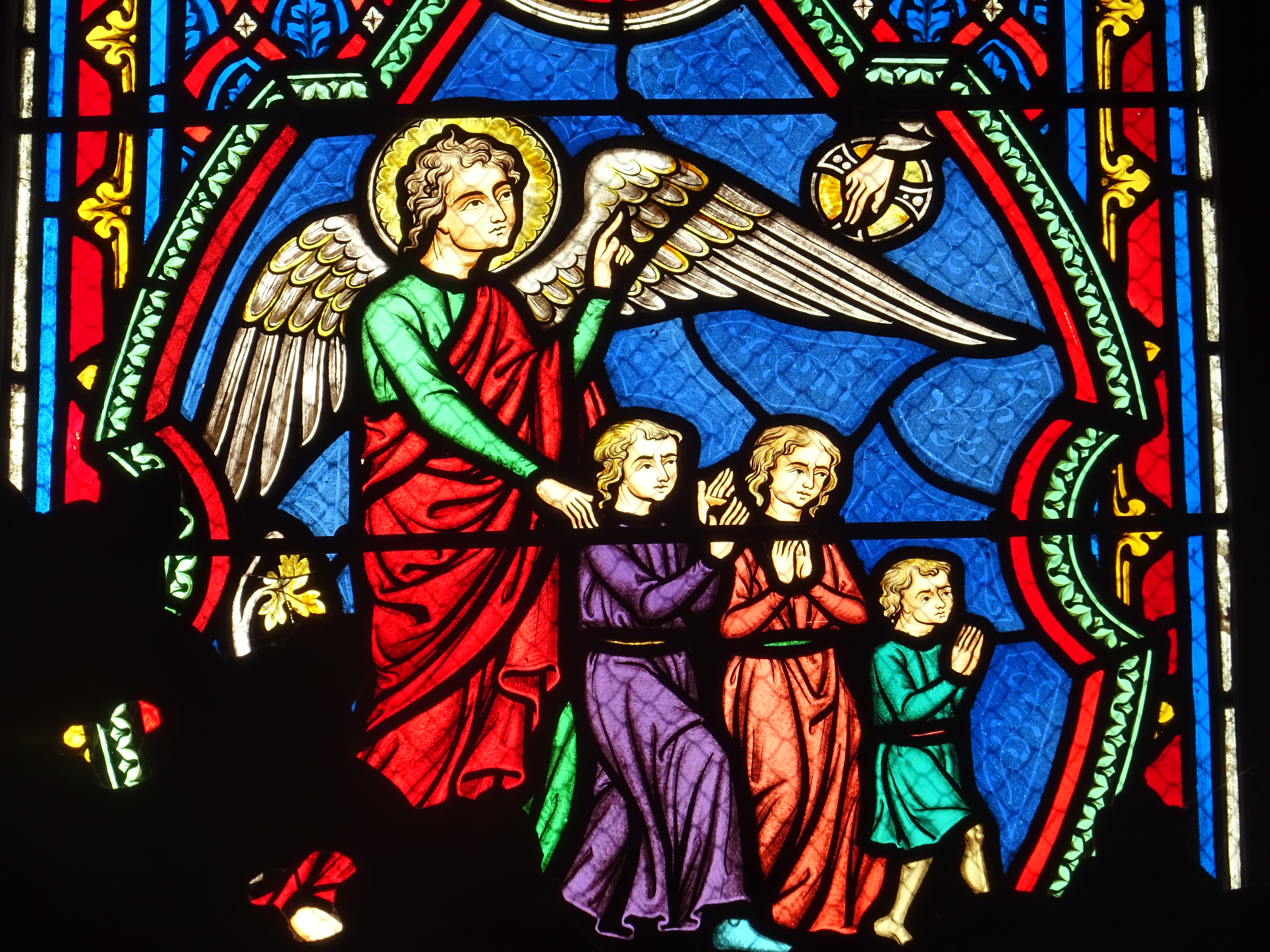

### Plaques commémoratives
Quatre plaques commémoratives font mémoire de l'initiative de l'abbé Jacques-Marie Ducros, de la bénédiction de la première pierre de l'édifice, de la bénédiction de la statue de Notre-Dame des enfants le 29 août 1869 et son couronnement au nom du pape Pie XI le 26 août 1923.

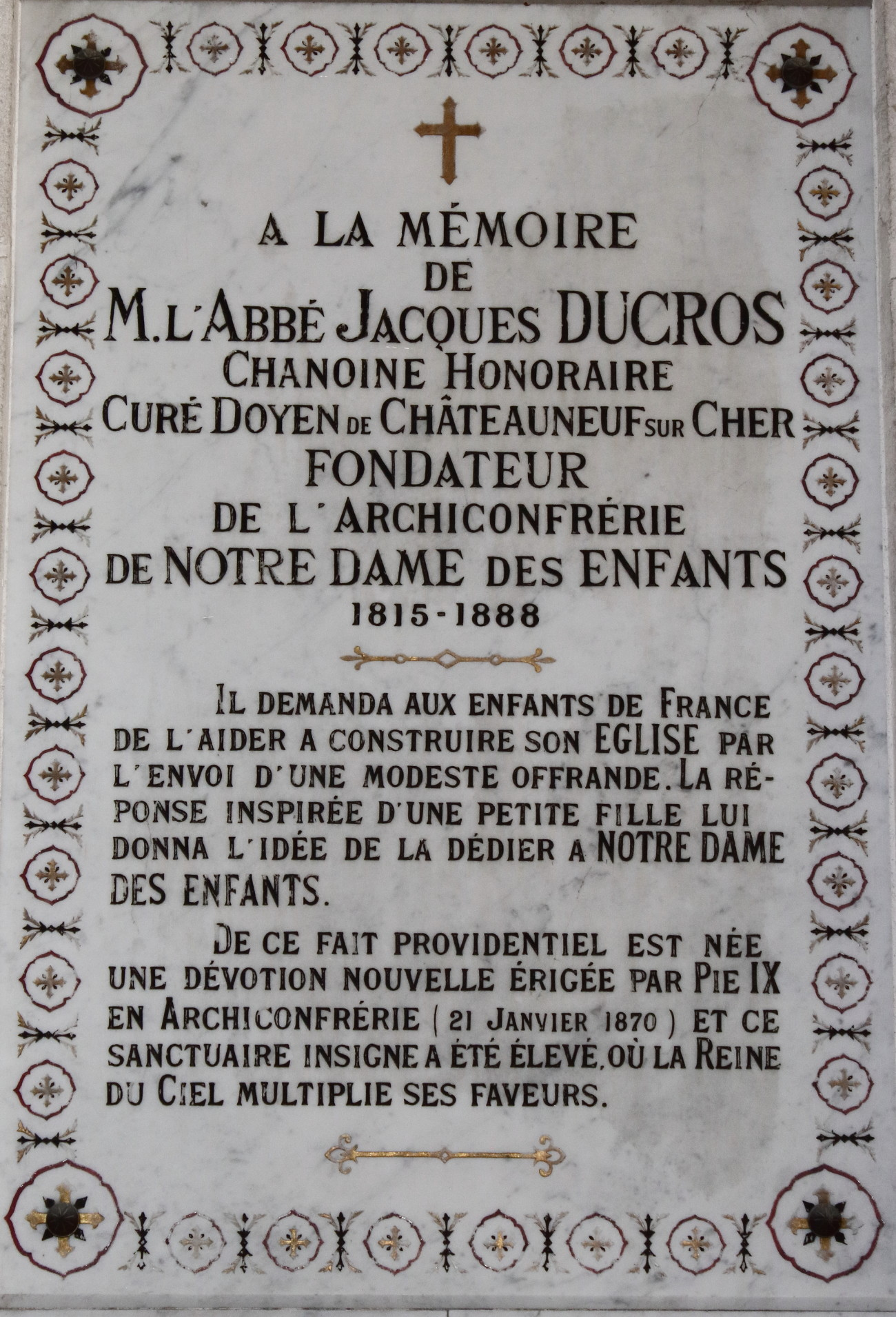
À la mémoire de l'abbé Jacques Ducros.
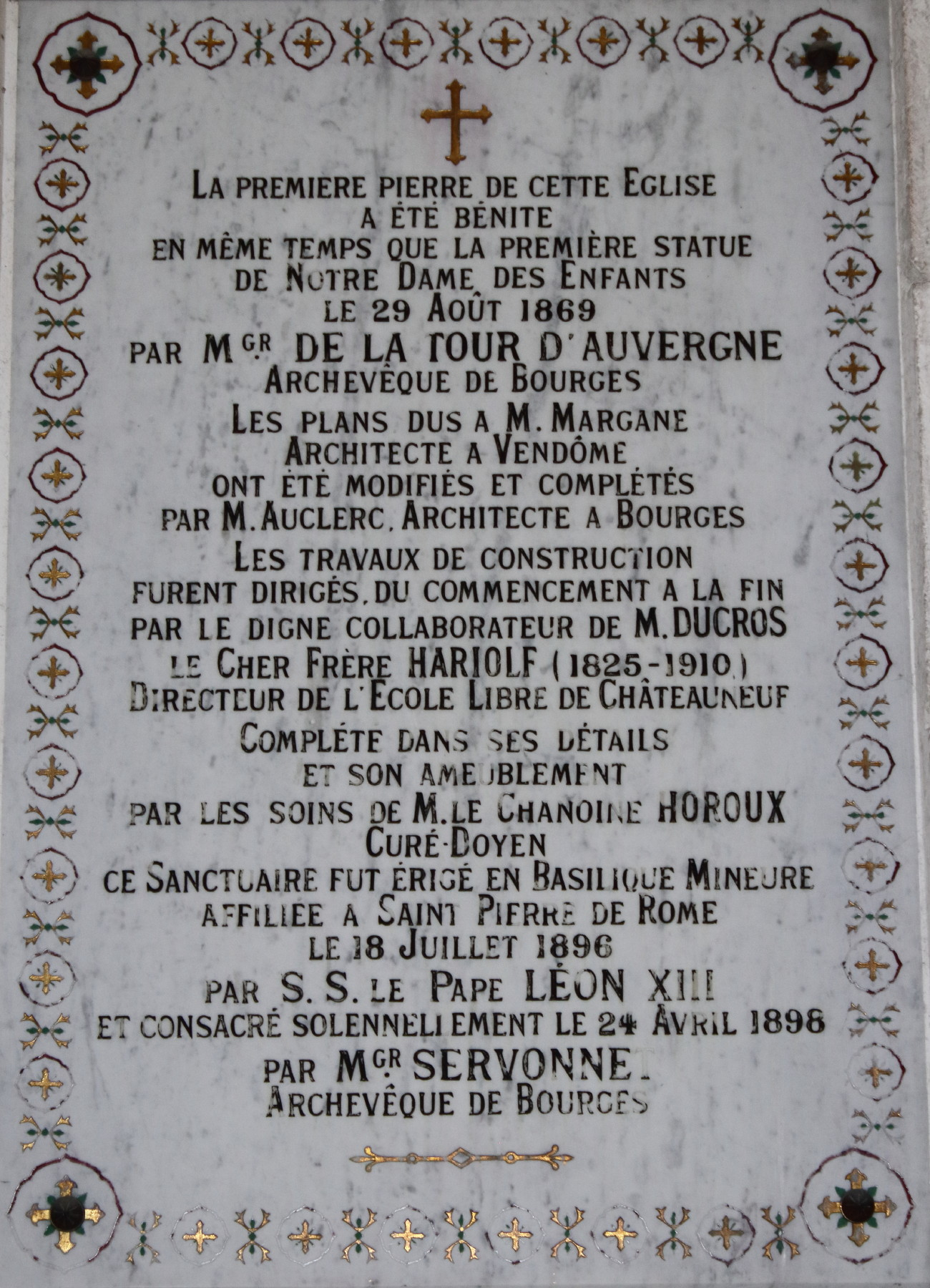
La bénédiction de la première pierre.
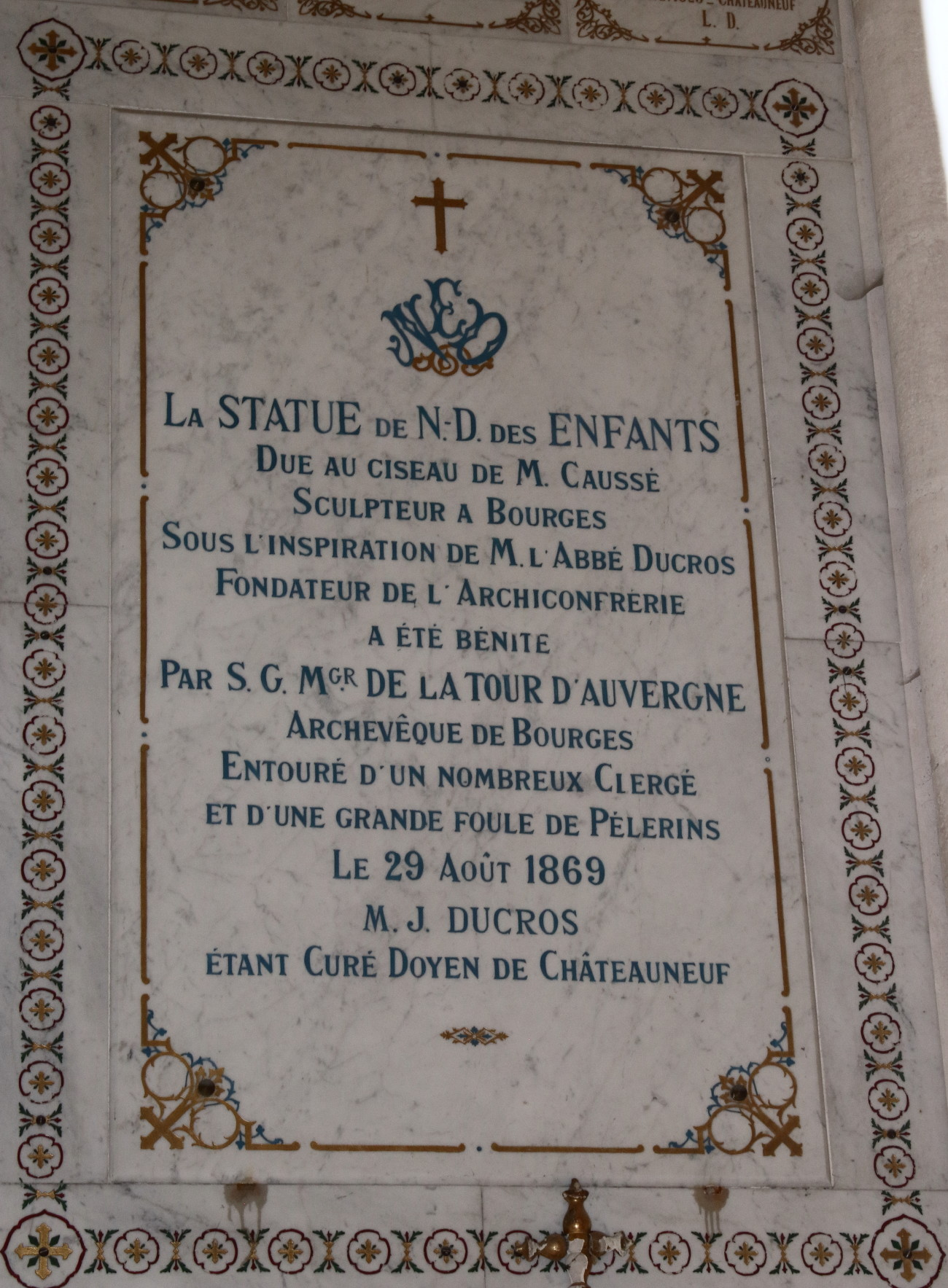
Bénédiction de la statue de Notre-Dame des Enfants.
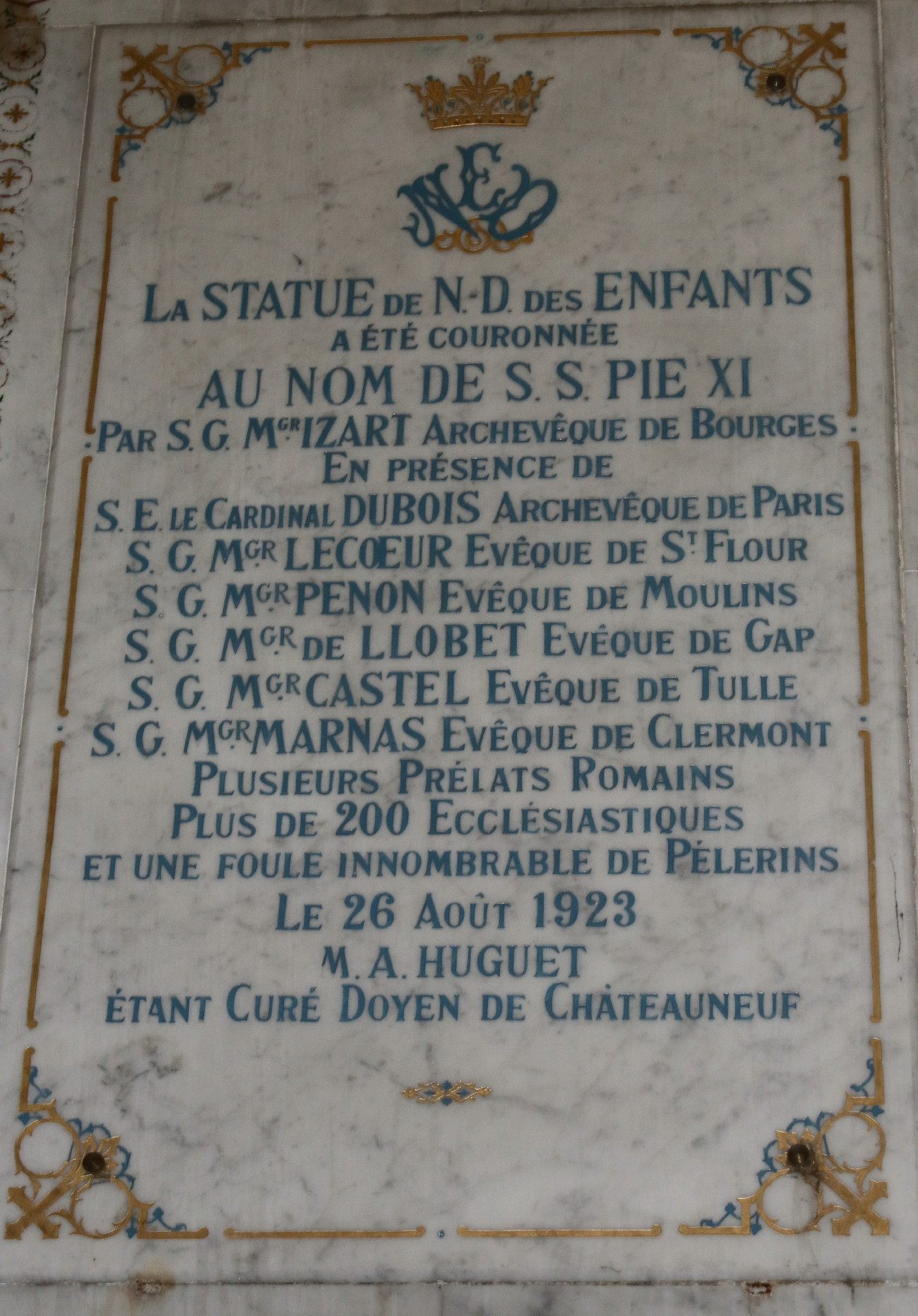
Couronnement statue Notre-Dame des Enfants.

Deux mille ex-voto couvrent les murs des collatéraux et des chapelles.

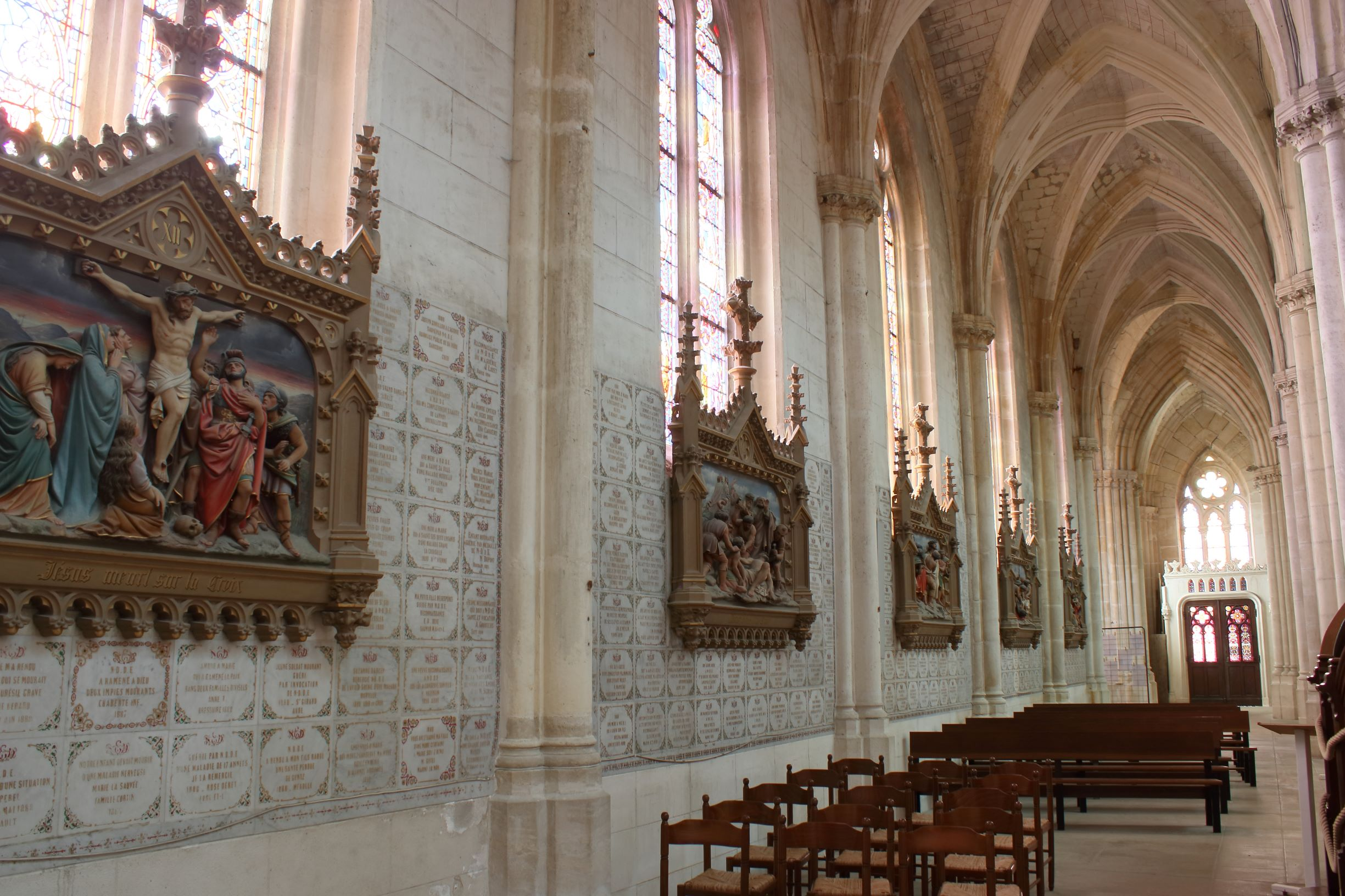
Ex-voto couvrant le mur du collatéral Sud.
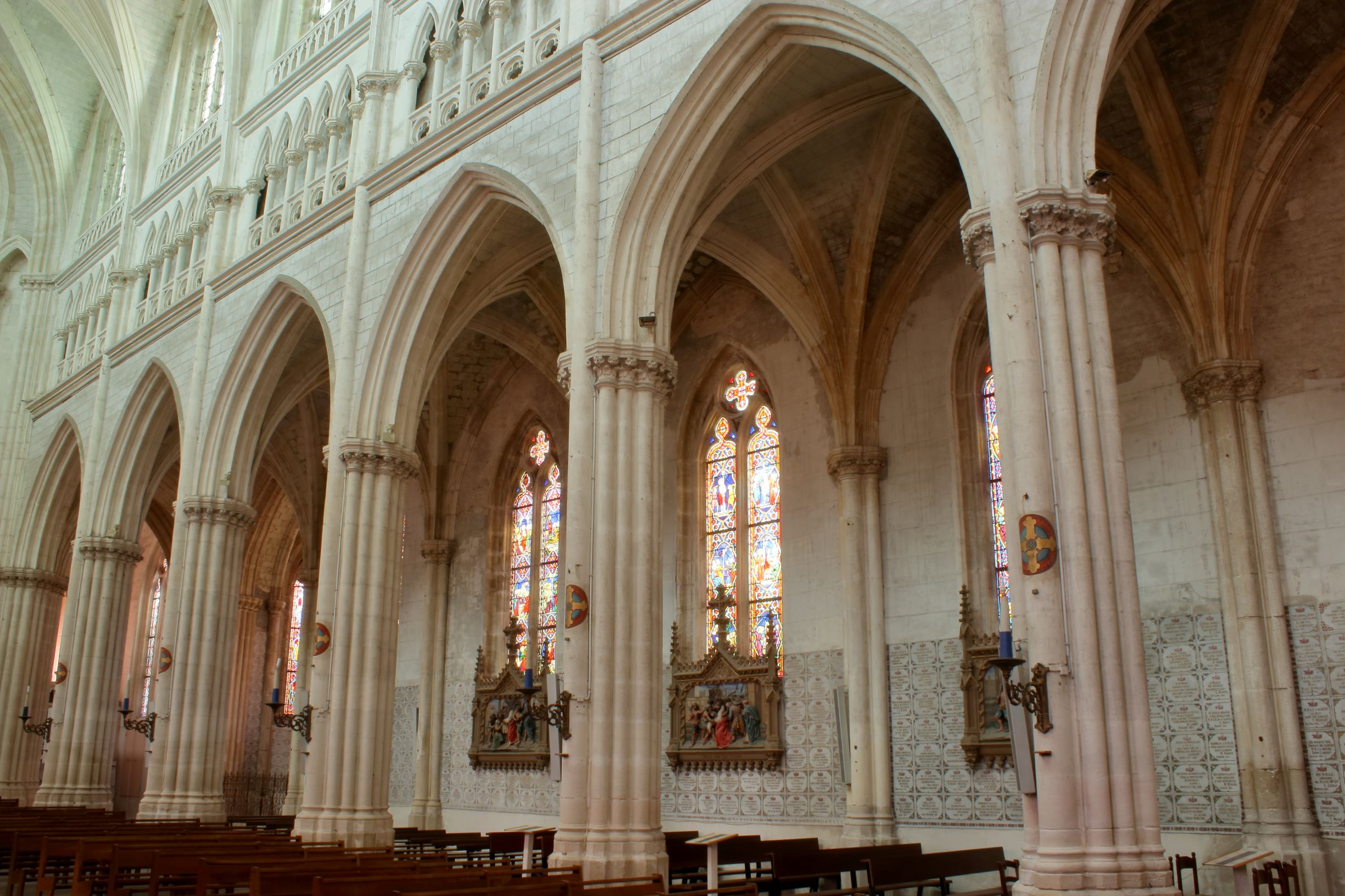
Ex-voto couvrant le mur du collatéral Nord.
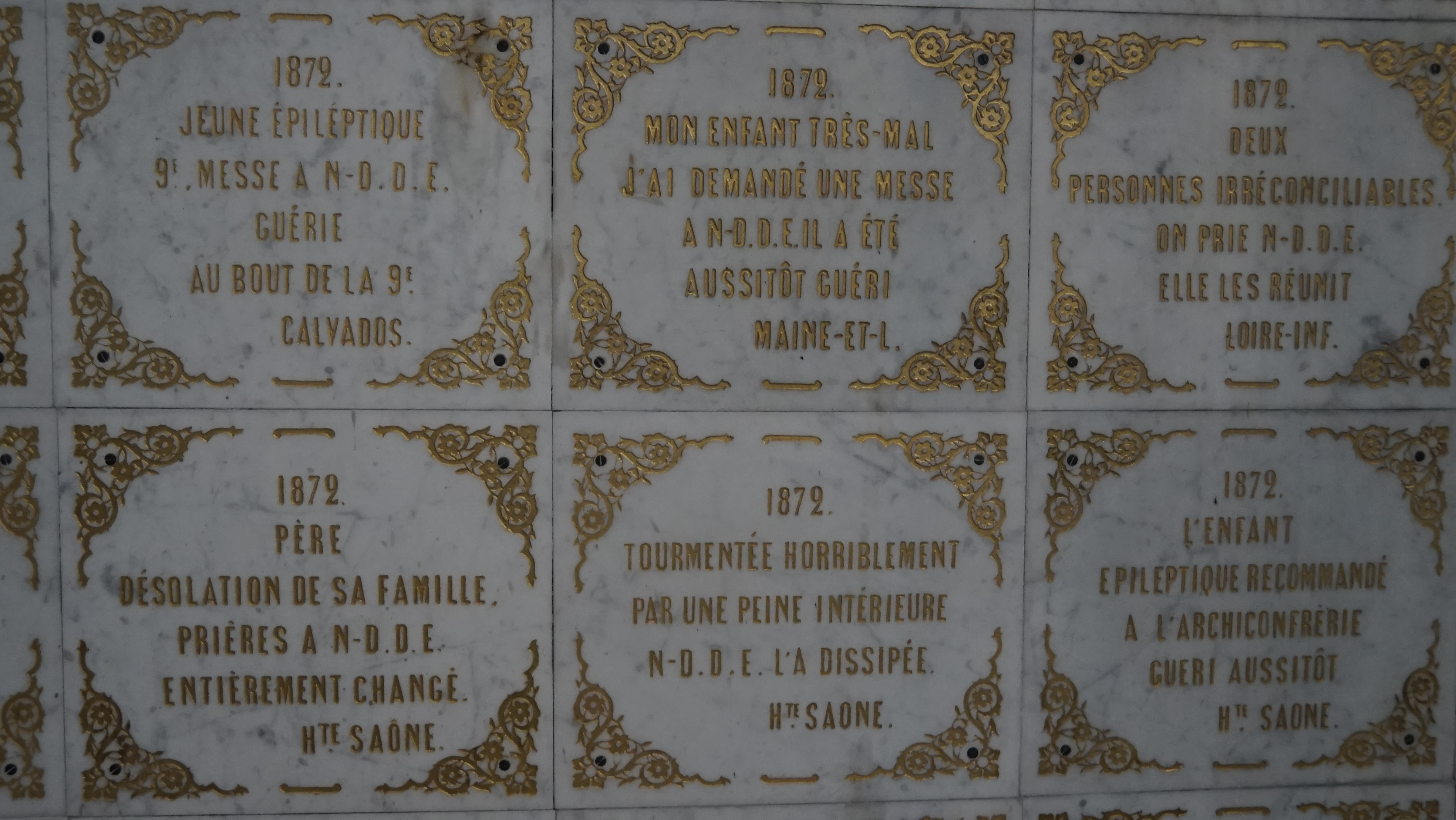
Ex-voto dans l'abside de la chapelle.

## Pèlerinage à Notre-Dame des Enfants
La basilique est ouverte au culte catholique depuis 1879. Le principal pèlerinage, annuel, a lieu au mois de mai.

## Accessibilité
Pour les personnes à mobilité réduite, un parking est disponible près de l'abside. Un parcours est aménagé avec des plans inclinés pour les fauteuils roulants jusqu'à la nef.

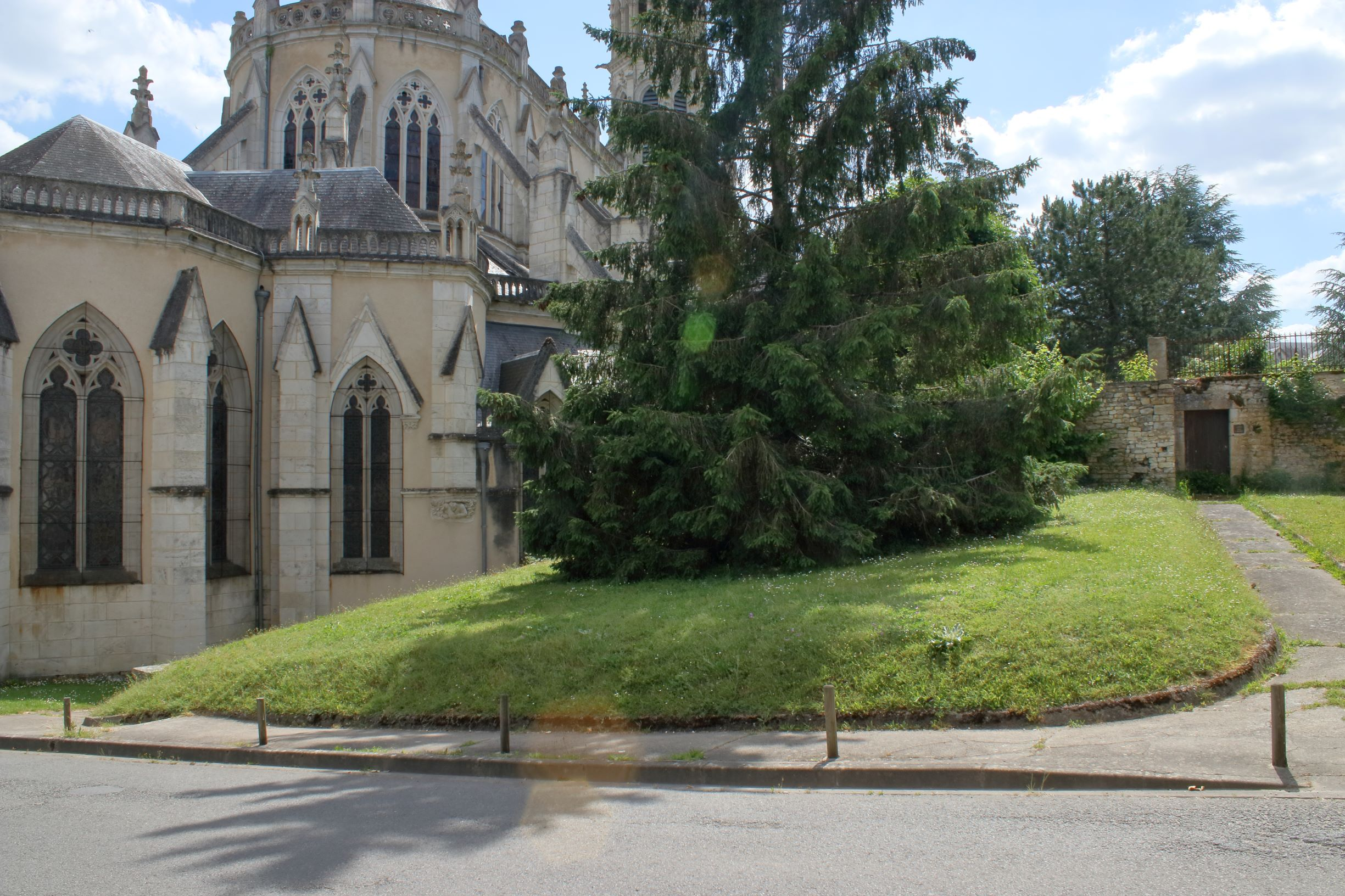
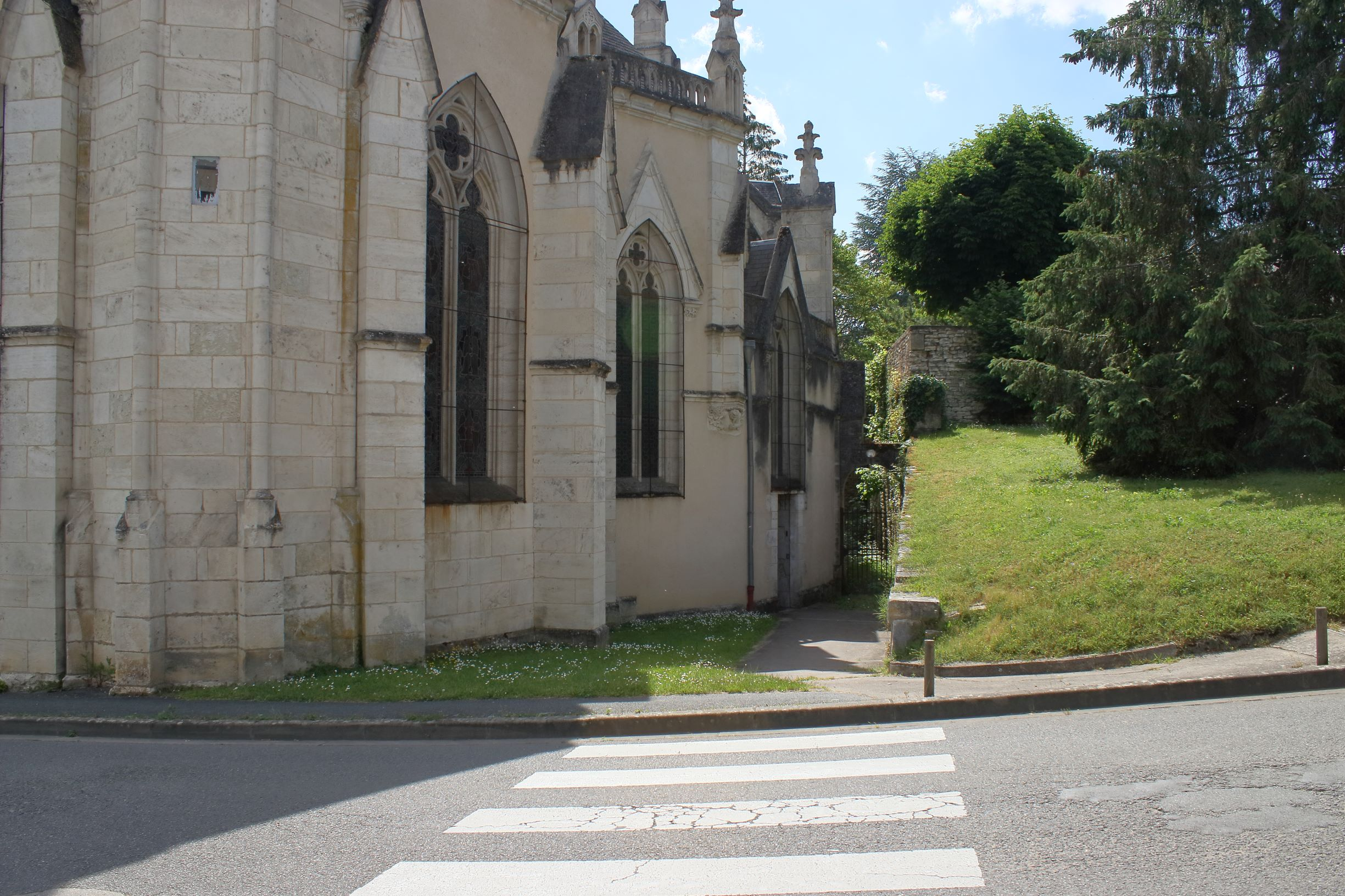
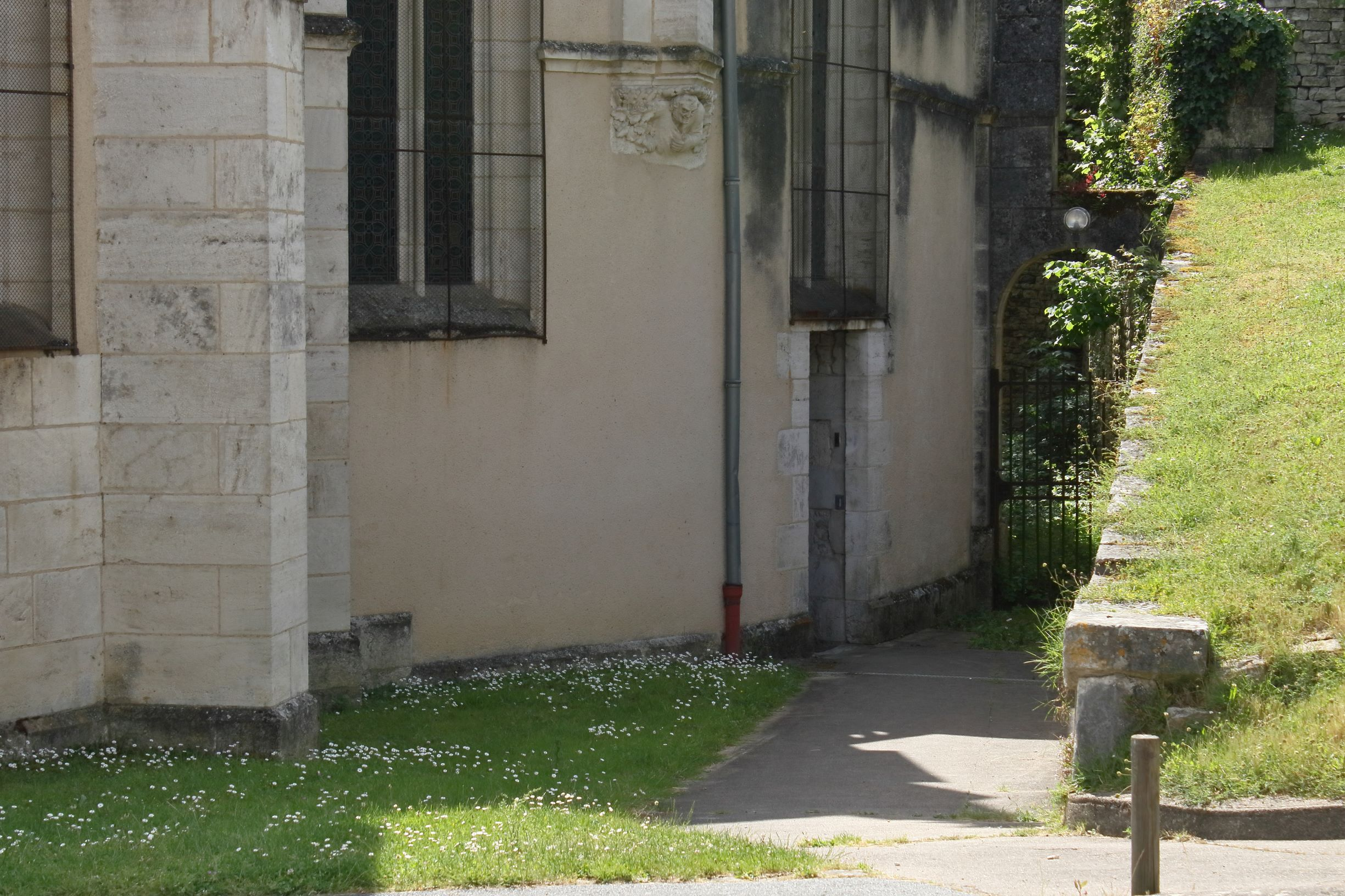